# Comune di Parigi
La Comune di Parigi (in francese La Commune de Paris) è la forma di organizzazione autogestionaria, di stampo socialista libertario, che assunse la città di Parigi dal 18 marzo al 28 maggio 1871. È considerata la prima grande esperienza di autogoverno della storia contemporanea.
A seguito delle sconfitte militari sofferte dall'Impero francese nella guerra franco-prussiana, il 4 settembre 1870 la popolazione di Parigi impose la proclamazione della Repubblica, contando di ottenere riforme sociali e la prosecuzione della guerra. Quando il governo provvisorio deluse le sue aspettative e l'Assemblea nazionale, eletta l'8 febbraio 1871, impose la pace e minacciò il ritorno della monarchia, il 18 marzo 1871 Parigi insorse, cacciando il governo Thiers, che aveva tentato di disarmare la città, e il 26 marzo elesse direttamente il governo cittadino, sopprimendo l'istituto parlamentare.
La Comune, che adottò a proprio simbolo la bandiera rossa, eliminò l'esercito permanente e armò i cittadini, stabilì l'istruzione laica e gratuita, rese elettivi e revocabili i magistrati e tutti i funzionari, retribuì i funzionari pubblici e i membri del Consiglio della Comune con salari prossimi a quelli operai, favorì le associazioni dei lavoratori e iniziò l'epurazione degli oppositori, quali i cittadini fedeli al Governo legittimo e i rappresentanti religiosi.
L'opera della Comune fu interrotta dalla reazione del governo e dell'Assemblea nazionale, stabiliti a Versailles. Iniziati i combattimenti nei primi giorni di aprile, l'esercito comandato da Mac-Mahon pose fine all'esperienza della Comune, entrando a Parigi il 21 maggio e massacrando in una settimana almeno 20 000 parigini compromessi con la rivolta durante la cosiddetta semaine sanglante, settimana sanguinosa. Seguirono decine di migliaia di condanne e di deportazioni, mentre migliaia di parigini fuggirono all'estero.

## La caduta del Secondo Impero
La guerra contro la Prussia, dichiarata il 19 luglio 1870, si mise subito male per l'Impero francese. Nei primi di agosto le sue armate furono ripetutamente sconfitte, l'Alsazia e la Lorena invase. L'opinione pubblica cominciò ad agitarsi e il 7 agosto Napoleone III emanò un proclama, invitando «tutti i buoni cittadini a mantenere l'ordine. Turbarlo, oggi, vuol dire diventare complici dei nostri nemici». L'ex prefetto di Parigi Haussmann invocò la necessità dello stato d'assedio, se si voleva «salvare il trono, oggi tanto seriamente minacciato», e il 9 agosto l'imperatrice telegrafò al marito che «la sommossa è ormai quasi in piazza. Entro 48 ore sarò tradita dalla paura degli uni e dall'inettitudine degli altri».
Quel giorno si riuniva a Palazzo Borbone l'Assemblea nazionale e place de la Concorde era «stracolma di gente, come le strade adiacenti. Ci sono pochi borghesi e molti colletti neri [...] Tutti parlano ormai apertamente contro il governo [...] alcuni uomini, issati su una vettura, arringano la folla. Si levano grida: Viva la Repubblica! S'intona lo Chant du départ [...] Migliaia di uomini si allineano cantando e avanzano verso il ponte».
I dimostranti non avevano ancora capi che li guidassero: Blanqui era a Bruxelles, Eugène Varlin ad Anversa, Leó Frankel in prigione. L'opposizione al bonapartismo eletta all'Assemblea era costituita da repubblicani moderati e invitò alla calma. Garnier-Pagès parlò alla folla, sostenendo che sarebbe stato «colpevole» fare una rivoluzione, Jules Ferry «fece appello ai sentimenti patriottici di quella folla impazzita» - così la definì - e Gambetta invitò i dimostranti ad andare a casa. Da parte sua, il prefetto di polizia Joseph Marie Piétri, devoto bonapartista, ammise che «la rivoluzione poteva riuscire» perché quella massa «era composta da elementi del tutto simili a quelli che il 4 settembre riuscirono a vincere».
Il 2 settembre ci fu la disfatta di Sedan e la resa di Napoleone III. I bonapartisti, i monarchici legittimisti e orléanisti, e i repubblicani moderati erano divisi sull'assetto istituzionale da costruire per la Francia, ma uniti nel progetto di evitare una rivoluzione democratica o socialista. I repubblicani dell'Assemblea avrebbero voluto la Repubblica, ma temevano che la sua proclamazione «potesse scatenare la guerra civile e la rivoluzione sociale», così tutta l'Assemblea tentò la soluzione di un rimpasto di governo, della richiesta della pace e di una «monarchia più o meno parlamentare».

## La proclamazione della Repubblica (4 settembre 1870)

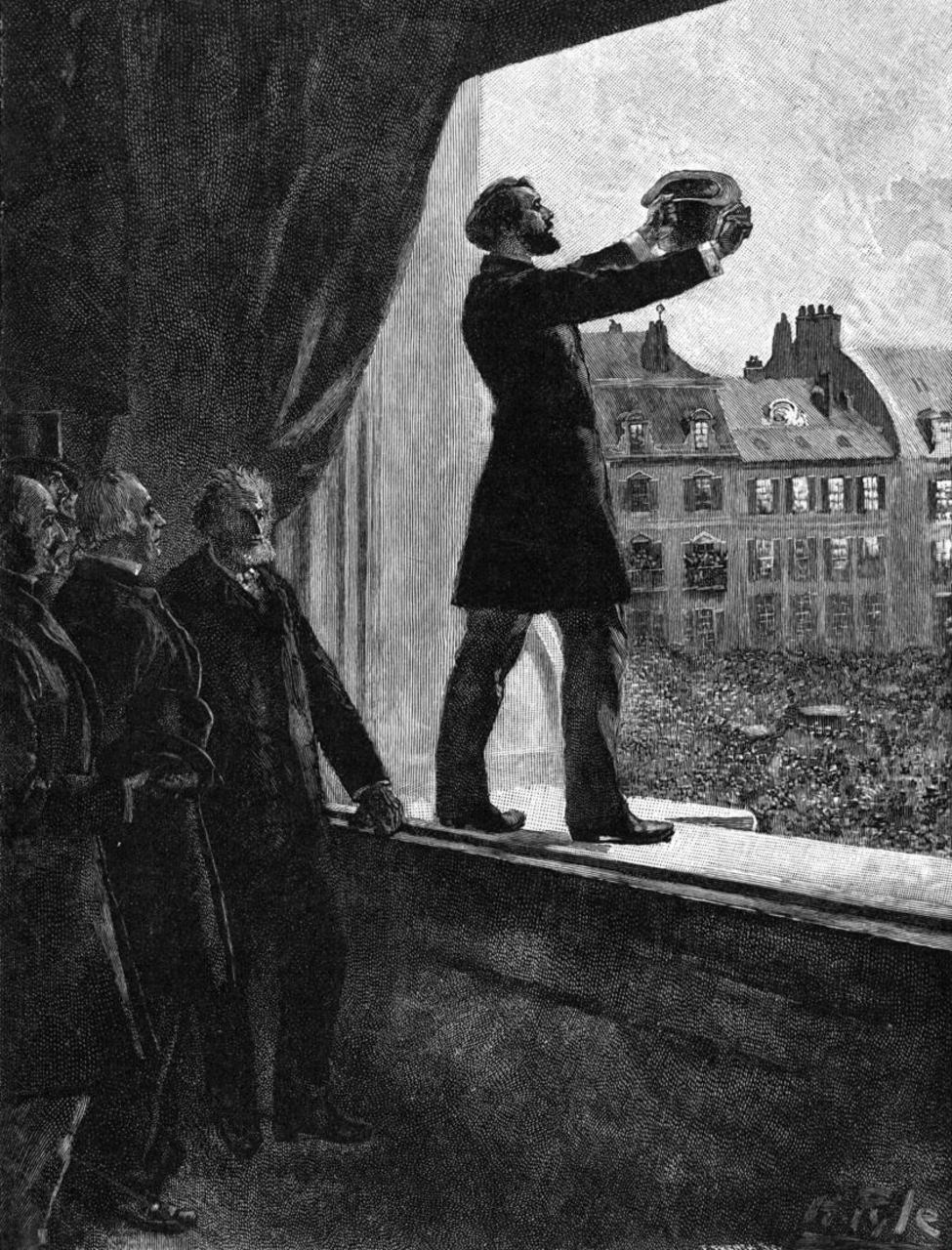
Gambetta proclama la Repubblica

Il 4 settembre una grande folla di popolo invase palazzo Borbone e occupò le tribune. Il presidente Eugène Schneider, proprietario delle acciaierie Creusot, fu cacciato dall'Assemblea, il blanquista Ernest Granger si insediò al suo posto e dalle tribune si chiese con forza la proclamazione della Repubblica. Il deputato Favre, per allontanare il popolo dall'Assemblea, temendo che potesse forzare l'emanazione di decreti, dichiarò che la Repubblica doveva essere proclamata all'Hôtel de Ville, il municipio di Parigi.
Qui fu ufficialmente istituita la Repubblica, furono sciolti il Senato e l'Assemblea Nazionale e fu formato in fretta un governo di «difesa nazionale»: alla testa, anche con l'incarico di comandante militare di Parigi, fu posto il generale Trochu, monarchico e clericale, Jules Favre andò agli Esteri, Léon Gambetta agli Interni, Ernest Picard alle Finanze, Jules Simon all'Istruzione, Adolphe Le Flô alla Guerra, Martin Fourichon alla Marina, Adolphe Crémieux alla Giustizia. Ministri senza portafoglio furono Jules Ferry, Emmanuel Arago, Alexandre Glais-Bizoin, Eugène Pelletan, Louis-Antoine Garnier-Pagès e anche il democratico Henri Rochefort, appena liberato dal carcere, fu chiamato al governo.
Il bonapartismo non esisteva più: Napoleone III era nelle mani dei prussiani, l'imperatrice era fuggita in Inghilterra, il Senato era svanito prima ancora di essere dichiarato sciolto, «grandi dignitari, alti funzionari, mammalucchi feroci, ministri imperiosi, ciambellani solenni, generali baffuti, tutti [...] si eclissarono pietosamente».
Il compito primario del governo di difesa nazionale doveva essere quello di condurre la guerra contro la Prussia, ma pochi, tra i ministri, ne avevano l'intenzione. Trochu non credeva nemmeno possibile difendere Parigi. Egli «riteneva assai più importante tenere a bada i rossi a Parigi [...] anziché battere i prussiani». Se i repubblicani moderati miravano a concludere la pace, ancor più la desideravano le altre forze conservatrici: «gli orléanisti vogliono una repubblica provvisoria, che concluda una pace vergognosa affinché la responsabilità non cada sulla dinastia degli Orléans, che essi restaurerebbero in seguito».

## L'organizzazione politica del popolo parigino
Le forze popolari, intenzionate a resistere all'invasione e a dare un contenuto rivoluzionario alla nuova situazione politica, cercarono di organizzarsi fin dal 5 settembre. Quella sera si riunirono nella scuola di rue au Maire alcune centinaia di rappresentanti delle sezioni dell'Internazionale, dei sindacati e dei club rivoluzionari parigini. Diffidando della sincerità dei membri del governo, «indubbiamente capaci di ogni sorta di vigliaccherie, se non fossero stati seriamente sorvegliati», fu deciso di istituire in ciascuno dei venti arrondissement di Parigi un comitato di vigilanza per controllare le azioni delle nuove amministrazioni municipali, «vergognosamente succubi del governo installato all'Hôtel de Ville». Ciascun comitato avrebbe delegato quattro suoi membri per costituire un Comitato centrale dei venti rioni parigini, con sede nei locali dell'Internazionale di rue de la Corderie.

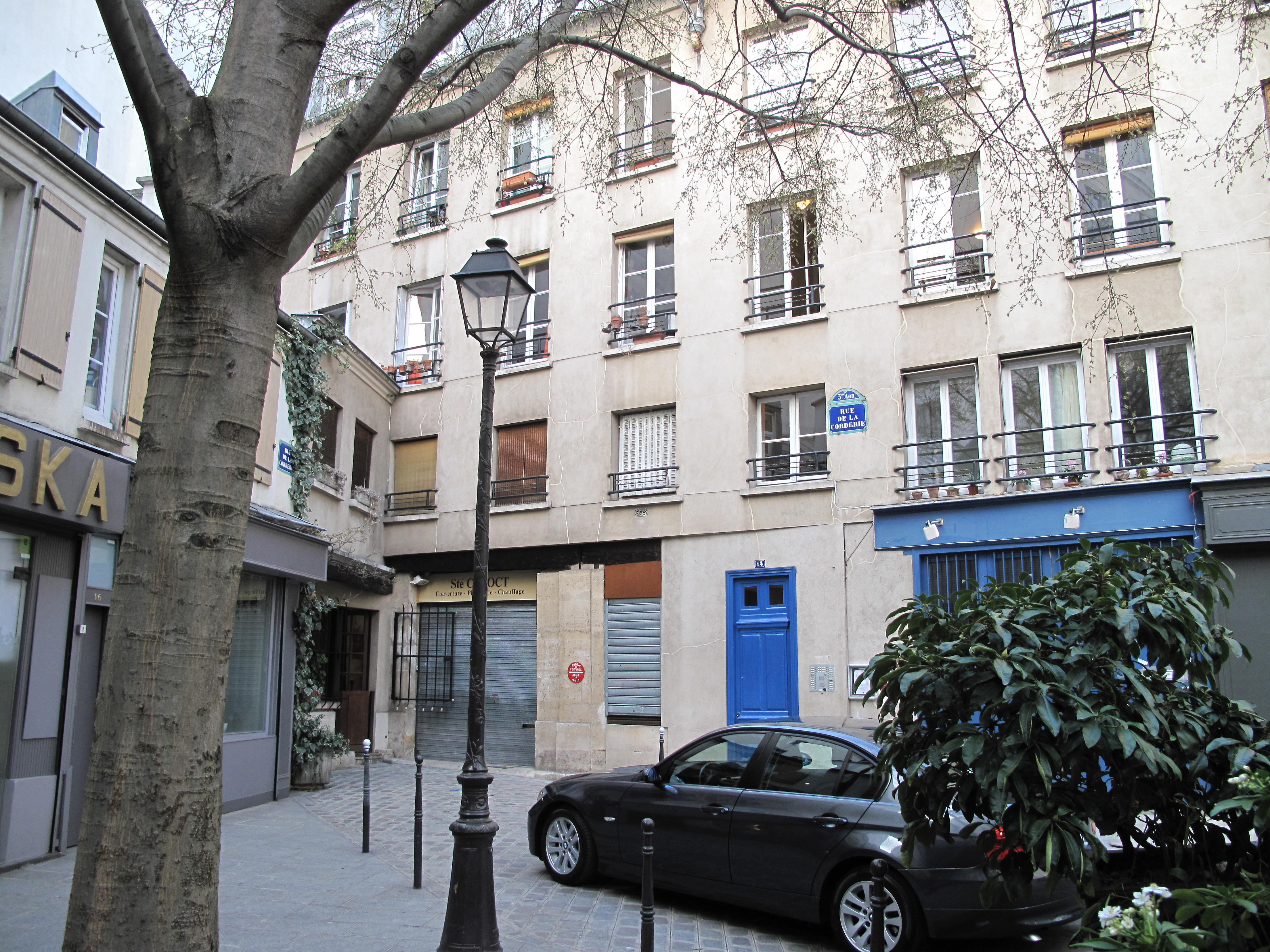
Parigi, rue de la Corderie 14, sede della sezione parigina dell'Internazionale e del Comitato centrale dei venti arrondissement.

Fu votata anche una risoluzione nella quale si dichiarava che il governo non sarebbe stato attaccato, «data la presente guerra e l'insufficiente preparazione delle masse popolari, ancora male organizzate», e si rivendicavano la soppressione della prefettura di polizia e l'organizzazione di una nuova polizia municipale; la revoca di tutti i magistrati; il pieno diritto di associazione e di riunione; la libertà di stampa; l'elezione delle amministrazioni municipali; l'annullamento di tutte le condanne comminate durante l'Impero per reati politici.
L'11 settembre i comitati di vigilanza e il Comitato centrale dei venti rioni erano costituiti. La funzione dei comitati di vigilanza sarebbe dovuta consistere nel controllo degli atti del governo, segnalandone natura ed effetti al Comitato centrale che avrebbe coordinato le azioni da intraprendere contro le eventuali «macchinazioni reazionarie del governo», denunciandole alla popolazione parigina.

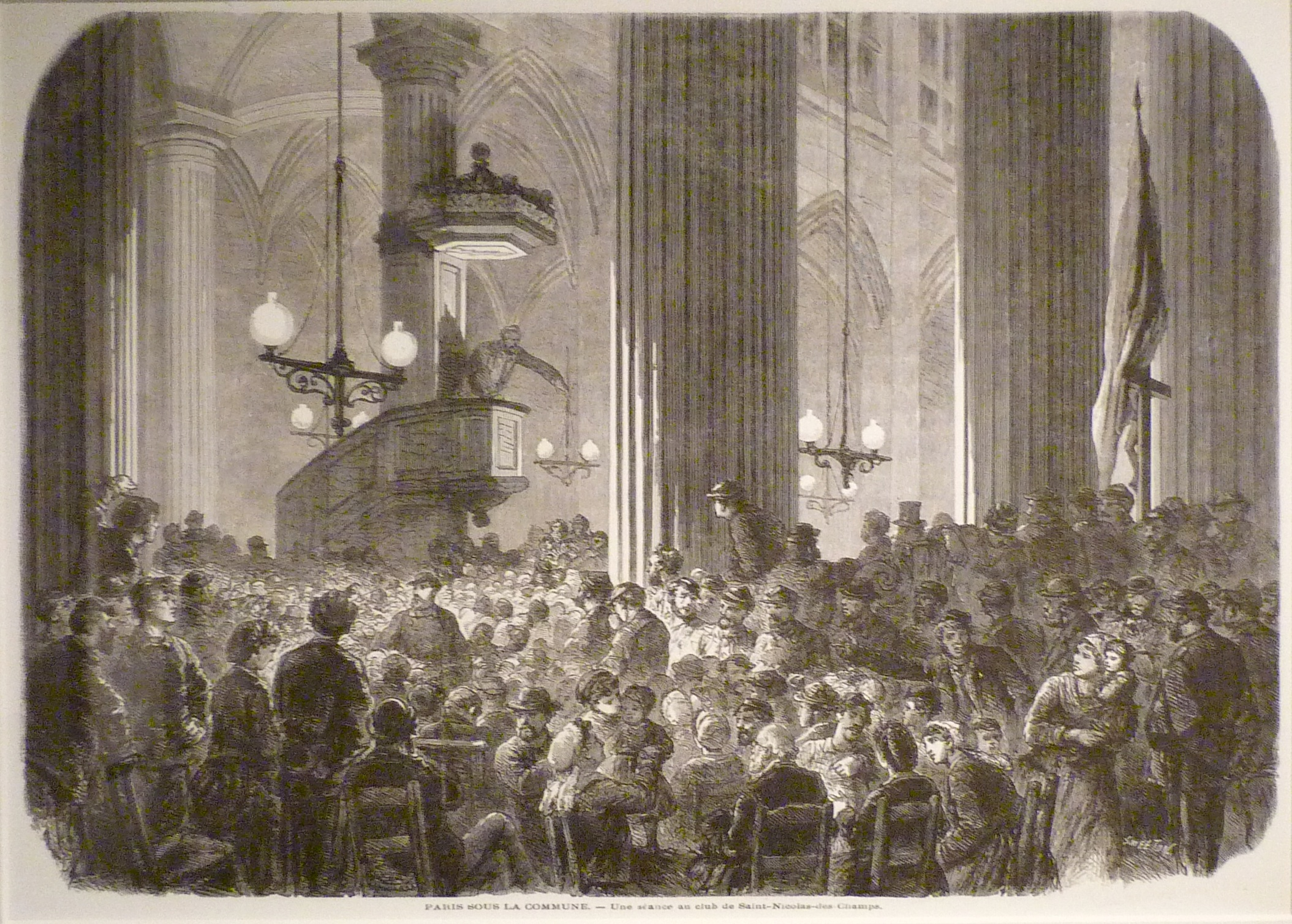
Riunione di un club in una chiesa di Parigi

I comitati di vigilanza, composti da qualche decina di membri, venivano eletti nelle assemblee popolari di ciascun arrondissement e si riunivano generalmente nel municipio del proprio rione. Riflettendo la composizione sociale prevalente del rione, i comitati esprimevano politiche e assumevano iniziative diverse. Quelli del centro della città, come gli arrondissement Louvre e Borsa, o residenziali come quello di Passy, prevalentemente borghesi, appoggiavano il governo e collaboravano con le sue decisioni, mentre gli arrondissement popolari, come Saint-Laurent, Popincourt, Gobelins, Montmartre, Ménilmontant e Belleville, avevano posizioni chiaramente rivoluzionarie.
Per questo motivo il conte Napoléon Daru lamentava che i comitati di vigilanza «si erano arrogati il diritto di esercitare una pressione sulle decisioni dei sindaci, ne usurpavano le funzioni, davano ordini, ispezionavano case, facevano arresti e perquisizioni, soprattutto con il pretesto dello spionaggio». Una visione, quella del monarchico Daru, molto diversa da quella di Louise Michel, per la quale nei comitati «si raccoglievano persone incontestabilmente devote alla rivoluzione, quasi votate anticipatamente alla morte [...] Tutti arrivavano verso le 5 o le 6, riassumevano il lavoro compiuto durante la giornata, deliberavano quello che si doveva fare l'indomani [...] alle otto, ognuno se ne andava nel suo club ».
I club costituivano la struttura politica di base della popolazione parigina. Se ne sono contati trentasei in attività durante la Comune, soprattutto nei quartieri operai. I pochi circoli dei quartieri borghesi chiusero ben presto per mancanza di argomenti e di oratori. I club avevano la loro sede in vari locali pubblici, dai caffè-concerto ai teatri, alle scuole e persino nelle chiese. Ciascun club aveva un proprio programma politico, si partecipava pagando dieci centesimi, si tenevano pubbliche riunioni, si eleggeva mensilmente un ufficio con un presidente e due vice-presidenti. L'ufficio convocava le assemblee fissando gli argomenti e coordinando gli interventi degli oratori, che erano tenuti a rispettare la linea politica del club. Per esempio, il club di Batignolles aveva per esplicito programma la difesa della Repubblica e la lotta contro la reazione, quello di Clignancourt chiedeva ai suoi aderenti di essere repubblicani, socialisti e rivoluzionari.

## Le ideologie politiche delle forze rivoluzionarie

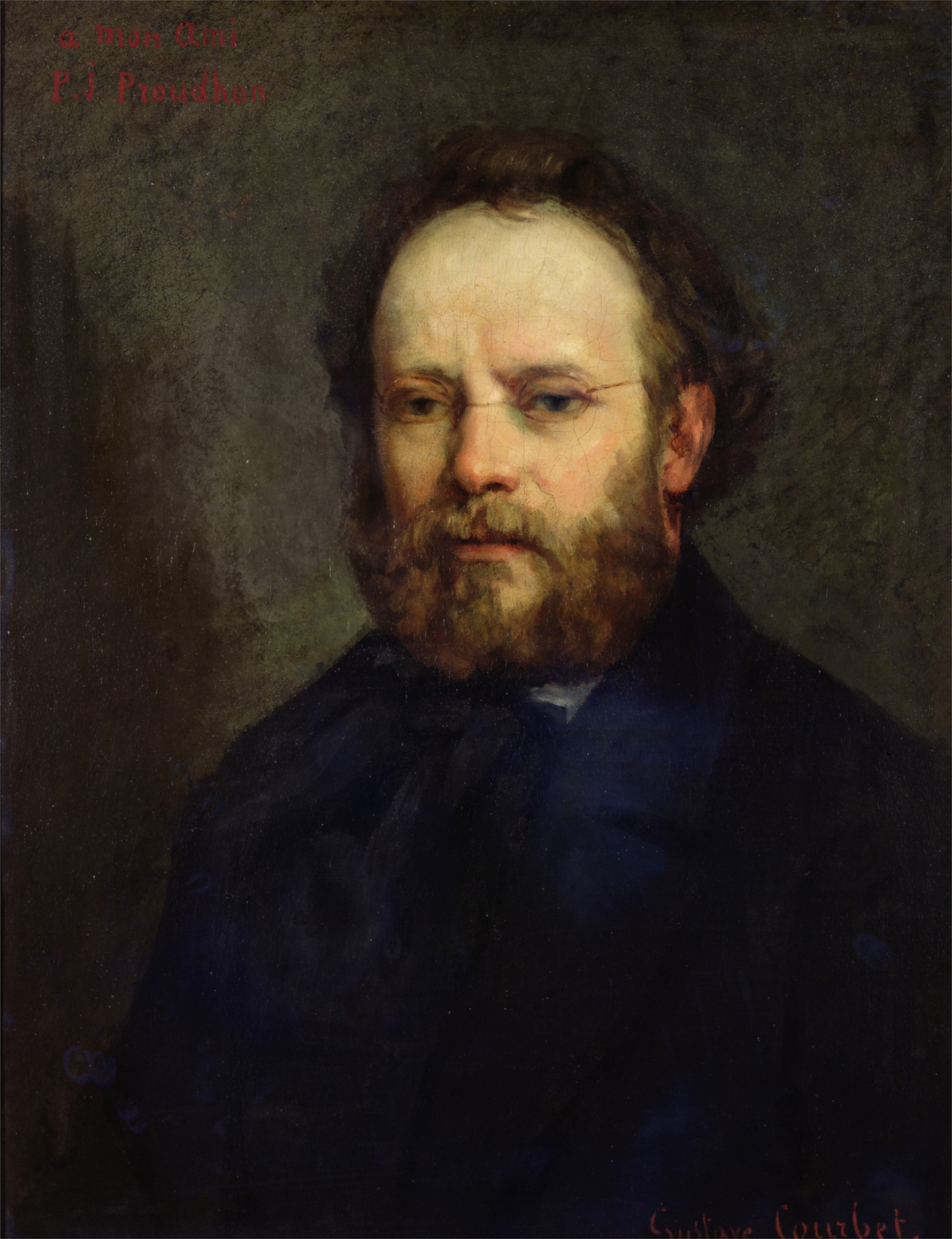
Pierre Joseph Proudhon

Dopo il 4 settembre uscirono dal carcere o tornarono a Parigi dall'esilio molti esponenti politici oppositori del deposto regime. Le idee politiche e sociali dominanti nelle forze rivoluzionarie erano di diverso tipo. In Francia erano molto diffuse le teorie proudhoniane, secondo le quali occorreva conciliare lavoro e capitale. Ogni cittadino doveva essere un produttore di beni, «un uomo libero, un vero signore che agisce per propria iniziativa e sotto la sua personale responsabilità, sicuro di ricevere per il proprio prodotto e per i suoi servizi la giusta remunerazione».
Una banca popolare avrebbe elargito credito a basso interesse ai produttori di merci il cui valore sarebbe stato determinato dal tempo di lavoro necessario a produrle. I prodotti sarebbero andati al mercato e i produttori avrebbero ricevuto un numero di buoni equivalenti alle ore lavorate, con i quali avrebbero potuto comperare merci e servizi a loro necessari. In questo modo ciascuno avrebbe ricevuto il giusto compenso per il proprio lavoro e avrebbe acquistato al giusto prezzo i prodotti altrui. Questo, chiamato da Proudhon mutualismo, è «un sistema d'equilibrio tra le forze libere, in cui a ogni forza sono assicurati eguali diritti, a condizione che adempia eguali doveri; e a ogni forza è data la possibilità di scambiare servizi con servizi corrispondenti».
I proudhoniani erano nemici dello Stato e immaginavano la nazione organizzata in una federazione di città: «ogni gruppo etnico, ogni razza, ogni nazionalità ha il pieno dominio del proprio territorio; ogni città, fidandosi della garanzie dei vicini, ha il pieno dominio della zona che entra nel suo raggio d'azione. L'unità non è assicurata da leggi, ma soltanto dagli impegni che i diversi gruppi autonomi assumono reciprocamente». Ogni comune doveva essere sovrano: «il comune ha diritto all'autogoverno, all'amministrazione, alla riscossione dei tributi, alla disponibilità della sua proprietà e delle sue imposte. Ha il diritto di costruire scuole per la sua gioventù, di nominare gli insegnanti, di avere la sua polizia, i suoi gendarmi e la sua guardia nazionale; di designare i giudici, di avere giornali, di tenere assemblee, di possedere società private, imprese, banche».
Tuttavia i seguaci di Proudhon non costituivano un movimento omogeneo e si divisero al riguardo della posizione da tenere nei confronti della situazione rivoluzionaria venutasi a creare a Parigi: avversari della rivoluzione furono i proudhoniani ortodossi, quali Gustave Chaudey e Henri Tolain, mentre i proudhoniani «di sinistra» Augustin Avrial, Charles Beslay, Francis Jourde, Charles Longuet, Benoît Malon, Louise Michel, Albert Theisz, Eugène Varlin, Auguste Vermorel e altri, divennero attivi dirigenti della Comune. Vicini ai proudhoniani nel rifiuto dello Stato e delle forme organizzate di lotta politica, erano i seguaci di Michail Bakunin, che non avevano però quasi nessun seguito a Parigi.

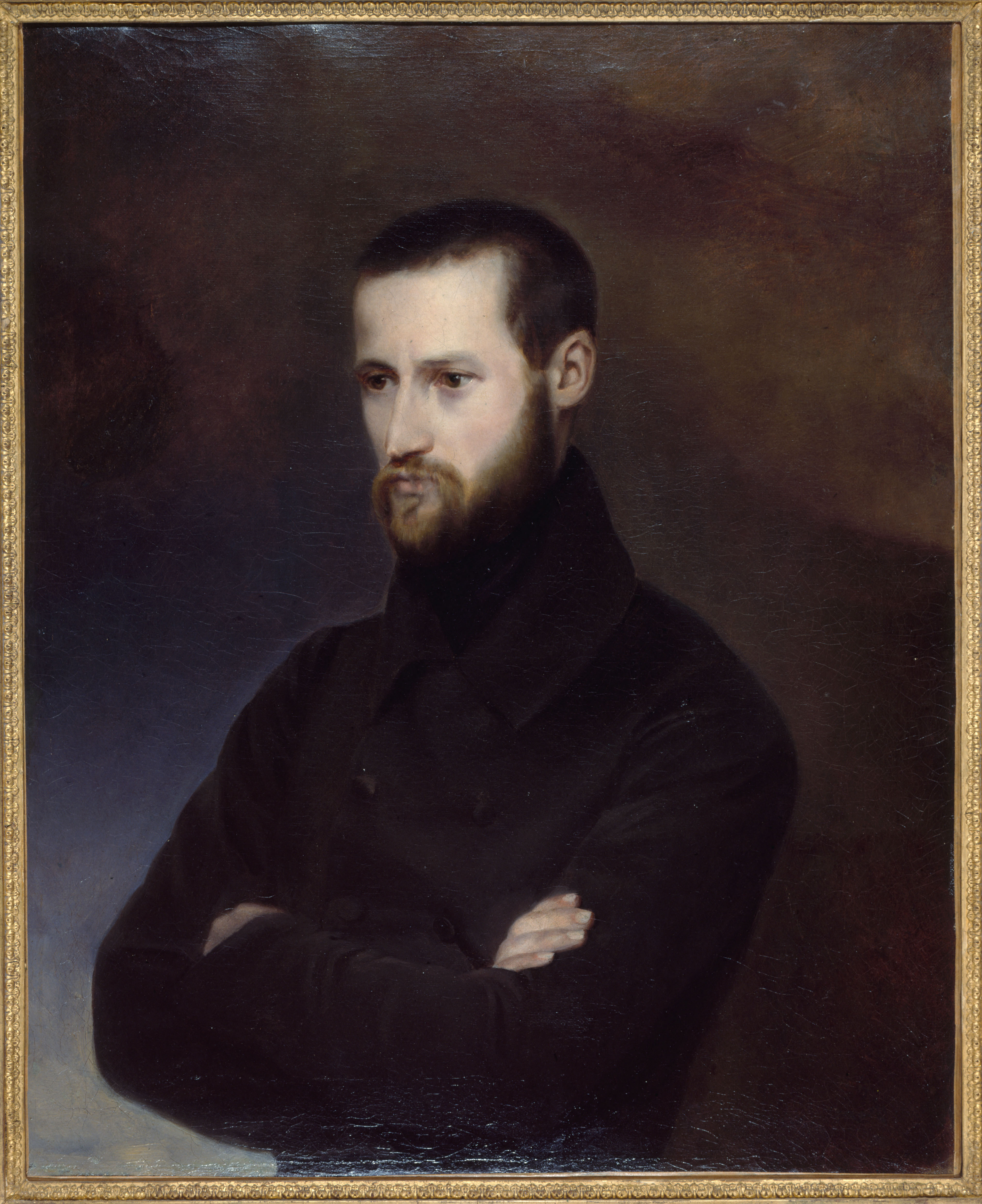
Il giovane Auguste Blanqui

Rivoluzionari attivi erano i blanquisti. Comunisti, essi ponevano in primo piano la necessità della conquista del potere politico. Per ottenere questo risultato, ritenevano sufficiente l'organizzazione di un piccolo nucleo di risoluti cospiratori, disciplinati ed efficienti che, una volta impadronitisi del potere, avrebbero instaurato un governo dittatoriale, necessario per stroncare ogni opposizione e, insieme, per attirare a sé le masse popolari. Le trasformazioni sociali sarebbero avvenute più tardi: «il comunismo non si realizza con i decreti» - aveva scritto Blanqui - «ma sulla base di decisioni prese volontariamente dalla nazione stessa, e queste decisioni possono avvenire solo sulla base di una larga diffusione dell'istruzione». Tutti i blanquisti parteciparono attivamente alla Comune: Casimir Bouis, Frédéric Cournet, Gaston Da Costa, Émile Eudes, Théophile Ferré, Gustave Flourens, Ernest Granger, Alphonse Humbert, Victor Jaclard, Eugène Protot, Raoul Rigault, Gustave Tridon, Édouard Vaillant.
Un'altra importante componente rivoluzionaria, ma non socialista, attiva a Parigi, fu quella dei neo-giacobini. Repubblicani radicali, i loro obiettivi politici erano le libertà democratiche, come la laicità della scuola e la libertà di stampa. La loro base sociale risiedeva nell'intellettualità della piccola borghesia e il loro modello di riferimento era la Repubblica giacobina espressa dalla Grande Rivoluzione, che del resto esercitava ancora un certo fascino anche negli altri gruppi rivoluzionari. Non a caso i blanquisti Humbert, Vermersch e Vuillaume fondarono il quotidiano Le Père Duchêne, richiamandosi al quasi omonimo giornale di Hébert e il proudhoniano Vermorel pubblicò i discorsi di Danton, di Marat, di Robespierre e di Vergniaud. Figure rilevanti di neo-giacobini furono Louis Charles Delescluze, Charles Ferdinand Gambon, Jules Miot e Félix Pyat.
Altri elementi di spicco della rivoluzione parigina furono il garibaldino Amilcare Cipriani, il pittore Gustave Courbet, i marxisti Élisabeth Dmitrieff, Leó Frankel, Prosper-Olivier Lissagaray e Auguste Serraillier, i socialisti Jean-Baptiste Clément e Nathalie Lemel, gli anarchici André Léo, Gustave Lefrançais, Louise Michel ed Élisée Reclus.

## L'assedio di Parigi

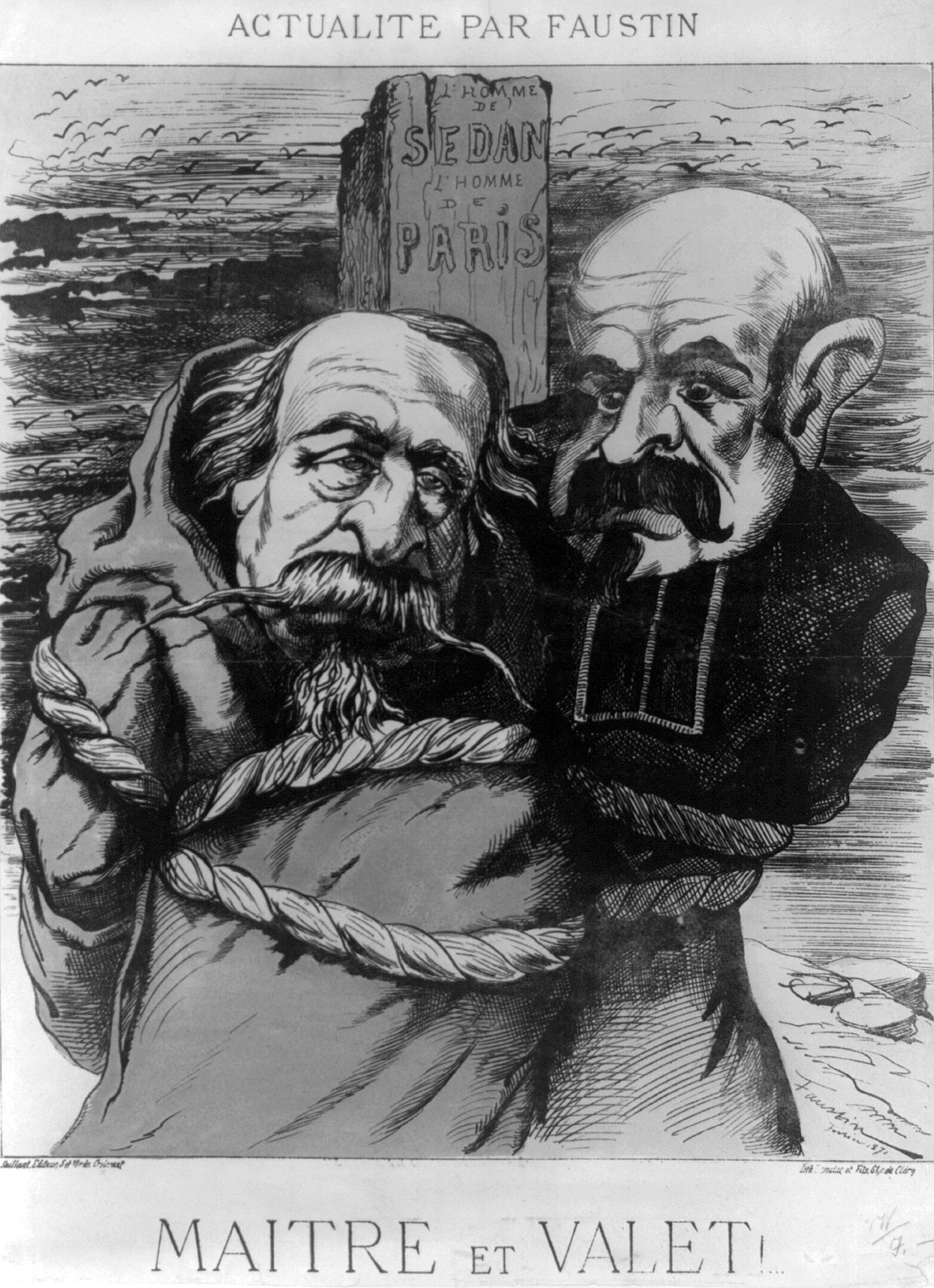
Napoleone III e Trochu, padrone e servo, legati a una stessa sorte di sconfitta. Caricatura di Faustin, 1871

Il 17 settembre il Comitato centrale pubblicò un manifesto programmatico, ampliando e precisando richieste già avanzate giorni prima. Si chiedeva la soppressione della polizia, che «in tutti i governi monarchici aveva servito la causa dell'asservimento dei cittadini e non la causa della sua difesa». Le sue funzioni dovevano essere trasferite ai municipi, che avrebbero eletto funzionari appositi, e i suoi compiti sarebbero stati svolti dalle guardie nazionali. Ogni legge limitativa della libertà di stampa, di associazione e di riunione doveva essere abrogata. Stante la situazione di guerra, tutti i cittadini dovevano essere armati, ogni strumento necessario alla difesa requisito, tutti i prodotti alimentari di prima necessità espropriati, pagando i commercianti alla fine della guerra, la distribuzione ai cittadini dei generi alimentari assicurata dai municipi.
Due giorni dopo 120.000 prussiani - saliranno a 220.000 solo a gennaio - circondarono la capitale. A Parigi si trovavano i 125.000 uomini di due corpi di fanteria, 15.000 tra marinai e artiglieri, 115.000 guardie mobili, 20.000 gendarmi e, dalla fine del mese di settembre, 384.000 guardie nazionali divise in 254 battaglioni. La città era cinta da un bastione fortificato largo sei metri, profondo dieci e lungo 34 chilometri, percorso da un fossato di quindici metri di larghezza. A intervalli di qualche chilometro si ergevano quindici forti, più il castello di Vincennes. Parigi disponeva altresì di artiglierie di media e lunga gittata, di depositi e di fabbriche di armi e di munizioni.
Malgrado una superiorità di forze che avrebbe permesso di affrontare apertamente il nemico davanti a Parigi, il governo aveva già deciso di trattare la pace. Thiers era stato mandato in missione diplomatica presso i governi europei, e il ministro degli esteri Jules Favre aveva avuto il 19 settembre, nel castello di Ferrières, con il cancelliere Bismarck un incontro durante il quale - disse - non aveva potuto frenare le lacrime. Fu per altro smentito dal segretario di Bismarck, secondo il quale Favre «non versò una sola lacrima, per quanto si sforzasse di piangere». Trochu ripeteva che resistere era solo «un'eroica follia [...] un'impresa disperata tanto dal punto di vista militare che da quello politico», il suo capo di Stato maggiore Isidore-Pierre Schmitz sosteneva che «non ci possiamo difendere; noi siamo decisi a non difenderci», il ministro Picard diceva che «ogni speranza era una chimera», e Crémieux prevedeva che i prussiani sarebbero entrati a Parigi «come il coltello nel burro».
L'inerzia del governo e dei capi militari rafforzò la volontà delle forze popolari di ricostituire quella Comune rivoluzionaria che dal 1792 aveva dato un impulso determinante nella lotta sia contro i nemici esterni sia contro gli avversari della rivoluzione. Il 20 settembre un'assemblea di migliaia di persone riunite a Belleville votò una risoluzione che chiedeva la soppressione della prefettura, l'eleggibilità degli ufficiali, l'arresto dei bonapartisti e «l'immediata designazione dei membri della Comune rivoluzionaria da parte dei cittadini dei venti arrondissement ».

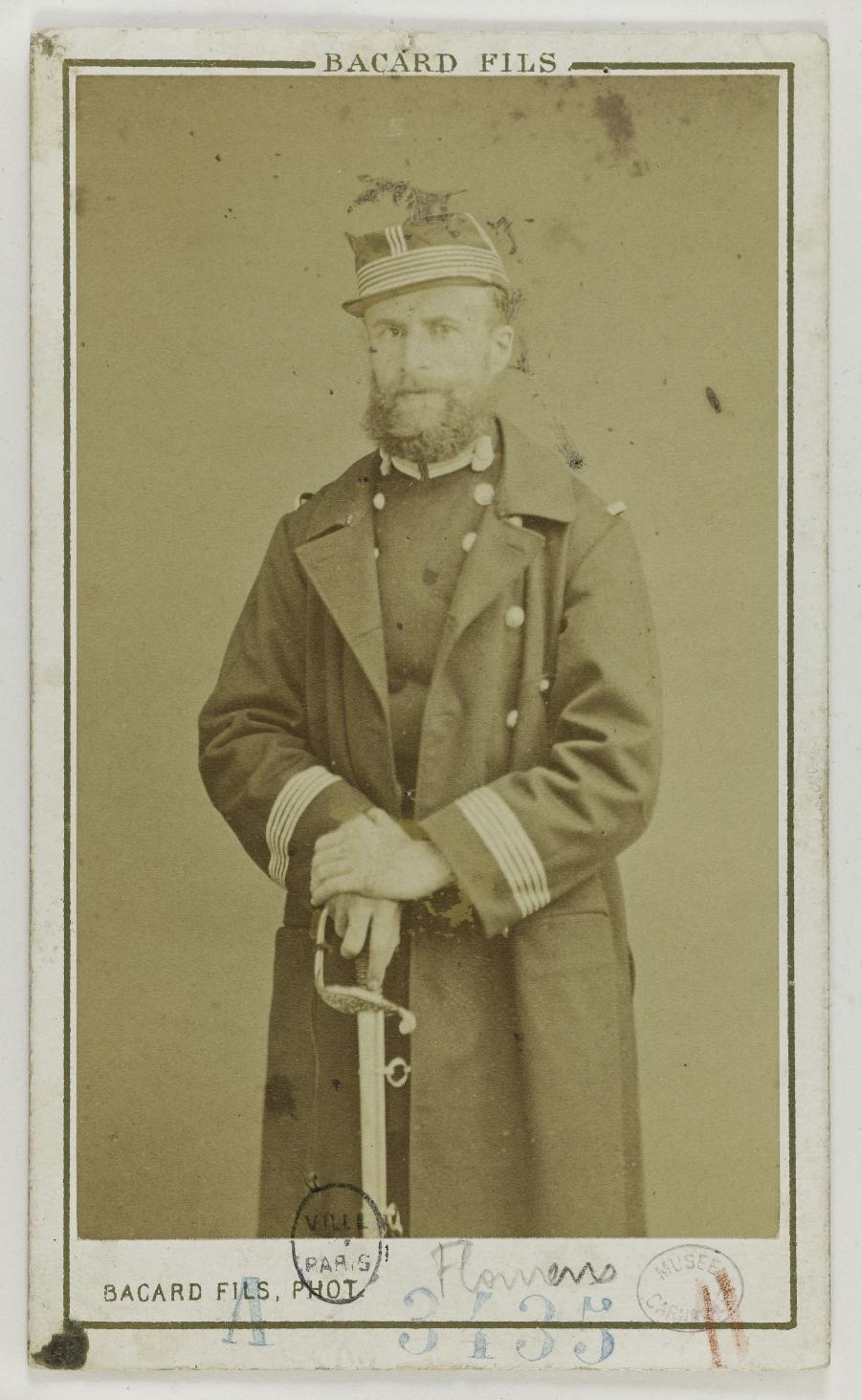
Gustave Flourens

Poiché il governo continuava a rinviare le elezioni municipali, già promesse al momento della sua costituzione, si diffuse la decisione di procedere alla organizzazione della Comune senza attendere l'autorizzazione governativa. Il club di rue d'Arras votò il 24 settembre la risoluzione di «eleggere la Comune di Parigi [...] per salvare la patria e la repubblica» direttamente nelle assemblee popolari. Il 28 settembre il Comitato centrale dei venti rioni invitò la popolazione «a prepararsi ugualmente alle elezioni per la Comune nel più breve tempo» e trasmise la risoluzione ai comandanti dei battaglioni della guardia nazionale, e il giorno dopo l'assemblea del X arrondissement dichiarò di voler procedere all'elezione del municipio rionale e della Comune.
Ai primi di ottobre il Comitato centrale lanciò un appello alla cittadinanza: «Nelle vostre assemblee pubbliche, nei vostri comitati rionali, nei battaglioni della guardia nazionale eleggete immediatamente le persone che ritenete più degne di essere vostre rappresentanti all'Hôtel de Ville [...] Il popolo parigino ha il dovere e l'obbligo di dirigere da sé, con la massima attenzione, la liberazione della patria dall'aggressione straniera e la liberazione della repubblica contro ogni pericolo da parte della reazione».
Il 5 ottobre Gustave Flourens fece sfilare 10.000 guardie nazionali di Belleville davanti all'Hôtel de Ville, sede del governo, chiedendo elezioni e una sortita contro gli assedianti. Trochu rispose facendo promesse. L'8 ottobre fu il Comitato centrale a organizzare una manifestazione per ottenere la fissazione a breve della data delle elezioni, ma questa volta solo ottocento persone manifestarono sotto le finestre dell'Hôtel de Ville. Confortato dal successo, il governo dichiarò che le elezioni non si potevano tenere, dovendo i cittadini impegnarsi unicamente alla difesa della città.
In un successivo appello, il Comitato centrale precisava che la Comune di Parigi non pretendeva di sostituirsi al governo centrale, ma che essa, insieme alle Comuni delle altre città e al governo stesso, sarebbe stata uno degli organismi dello Stato. Tuttavia il suo programma era ampio e ambizioso, prevedendo il principio della sua completa autonomia; il diritto di revoca e la responsabilità personale dei suoi funzionari; la distribuzione gratuita dei generi alimentari e l'abolizione del pagamento degli affitti durante il periodo di guerra; la persecuzione dei disertori e dei bonapartisti responsabili di illegalità, e la pubblicazione dei documenti segreti del passato regime; l'abolizione della prefettura di polizia e il passaggio delle sue funzioni alla Comune; l'istruzione laica, gratuita e obbligatoria per tutti; «la riforma sociale e la soppressione di tutti i monopoli e i privilegi».
Il 28 ottobre, con un colpo di mano, franchi tiratori parigini s'impadronirono di Le Bourget, a nord-est della capitale. Poteva essere l'occasione di una sortita in massa per rompere l'accerchiamento, ma Trochu rifiutò di soccorrere i 1.600 soldati che difendevano il villaggio, che il 30 ottobre furono sopraffatti dal ritorno in forze dei prussiani. La condotta di Trochu suscitò indignazione, ma una notizia peggiore si diffuse a Parigi: il maresciallo Bazaine aveva capitolato a Metz con tutta l'armata e il governo stava trattando l'armistizio con i prussiani.

## La giornata del 31 ottobre 1870

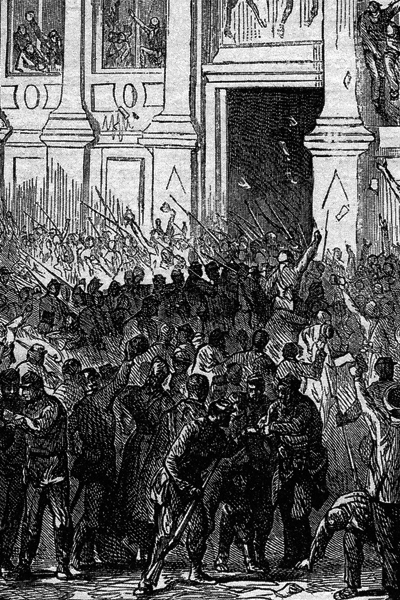
L'Hôtel de Ville il 31 ottobre 1870

Mentre Thiers stava trattando a Versailles, da un mese il bonapartista Bazaine, che aveva dichiarato di non riconoscere la Repubblica, trattava con i prussiani. Egli calcolava, d'accordo con Bismarck, di far firmare la pace all'imperatrice Eugenia e insieme restaurare l'Impero. Ma l'imperatrice rifiutò quell'accordo oneroso che, prevedendo la consegna alla Prussia di territori francesi, l'avrebbe messa in una situazione insostenibile di fronte all'opinione pubblica. Così, adottata la stessa tattica di difesa passiva di Trochu e debilitata la popolazione «con una carestia coscientemente organizzata», Bazaine capitolò a Metz liberando altre armate prussiane per l'assedio di Parigi.
La mattina del 31 ottobre il Comitato centrale dei venti rioni, riunito a rue de la Corderie, decise di rovesciare il governo, sostituendogli la Comune rivoluzionaria. Una grande folla di cittadini comuni e di guardie nazionali accorse all'Hôtel de Ville, lo invase, mise prima a tacere il sindaco Arago e i ministri, poi li arrestò. Nella confusione, furono compilate diverse liste di membri di una commissione incaricata di indire le elezioni della Comune e di nominare il nuovo governo. Nel pomeriggio, fu raggiunto l'accordo sui nomi dei designati: Avrial, Blanc, Blanqui, Delescluze, Dorian, Flourens, Hugo, Ledru-Rollin, Millière, Mottu, Pyat, Ranvier, Raspail, Rochefort.
Furono decise le elezioni municipali per l'indomani, e le elezioni per nominare il governo per il 2 novembre: si stamparono i manifesti firmati dal sindaco Arago e dai ministri Dorian e Schoelcher, che furono affissi nelle strade. Intanto, Arago, Ferry e Trochu riuscirono a dileguarsi, mentre Blanqui emanava l'ordine di occupare la prefettura e i municipi rionali, e veniva costituito un Comitato di salute pubblica, composto da Blanqui, Delescluze, Flourens, Millière e Ranvier. La sera, mentre gran parte della folla e delle Guardie nazionali sgombravano l'Hôtel de Ville, cominciarono ad arrivare forze fedeli al governo. A notte, la situazione si era rovesciata. Liberati gli ultimi ministri, Jules Favre promise che le elezioni si sarebbero tenute e assicurò che non ci sarebbero state rappresaglie. Gli insorti ottennero il diritto di allontanarsi indisturbati dall'edificio, che tornò nelle mani del governo.
Il giorno dopo il governo sostituì il comandante della guardia nazionale, François Tamisier, che si era dimostrato troppo arrendevole con gli insorti, con il generale Clément Thomas, il sindaco Arago con Jules Ferry e, mancando alla parola data, procedette all'arresto di quattordici capi rivoluzionari, accusandoli di essere al soldo dei prussiani. Blanqui e Millière riuscirono a nascondersi. Il 3 novembre fu indetto un plebiscito, nel quale si chiedeva se «la popolazione di Parigi mantiene sì o no i poteri del governo di Difesa nazionale» ottenendo una schiacciante maggioranza - circa 558.000 contro 62.000 - di voti favorevoli. Le elezioni municipali, tenute il 5 novembre, videro eletti dodici sindaci governativi e otto tra radicali e socialisti, tra i quali Mottu a Popincourt, Clemenceau a Montmartre, Delescluze alle Buttes-Chaumont e Ranvier a Belleville.

## La resa

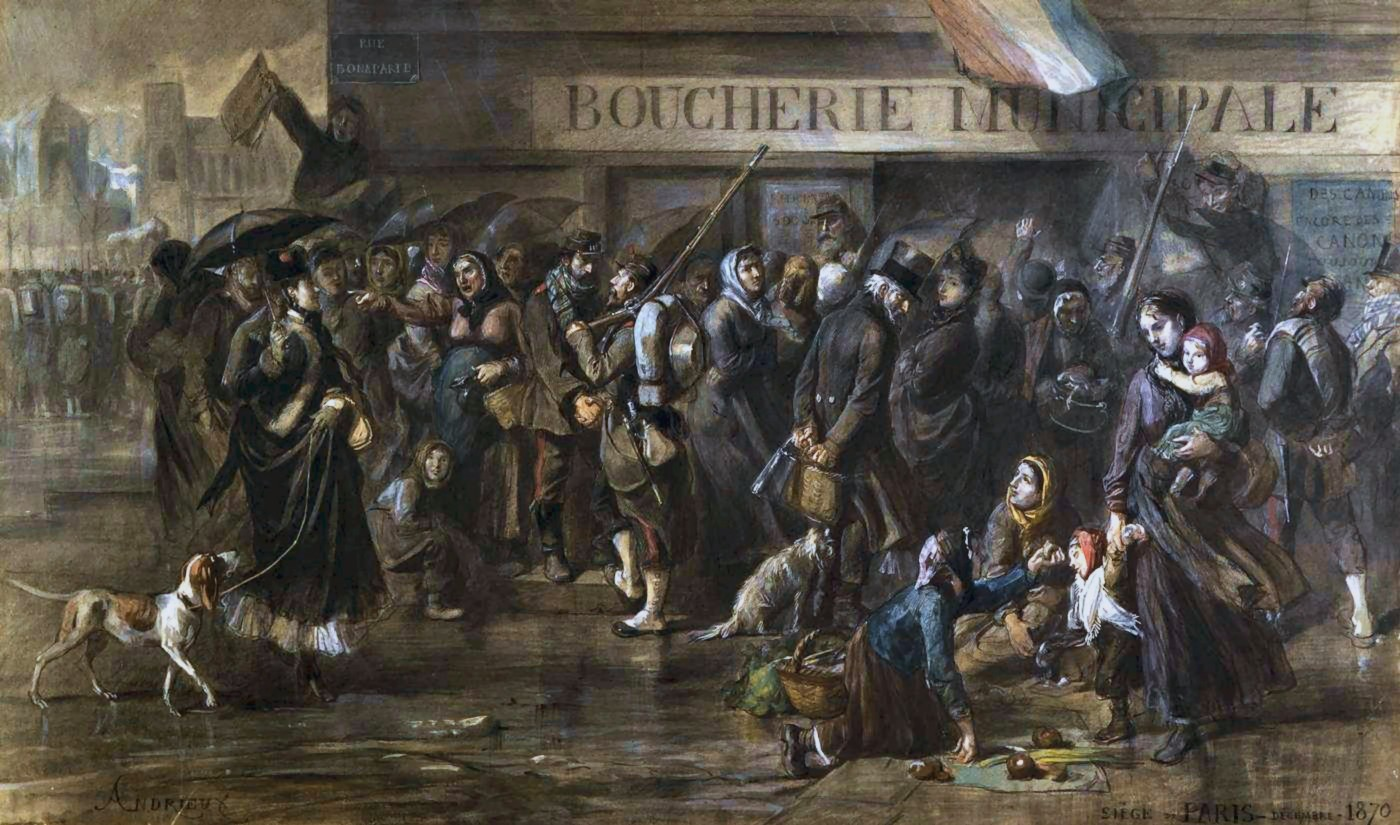
Coda davanti alla macelleria durante l'assedio di Parigi nel 1870.

La situazione alimentare peggiorò progressivamente. I prezzi aumentavano e molti prodotti sparirono dal mercato, come la carne bovina. Si vendeva la carne di cavallo, poi fu la volta della carne di gatto, di cane e di topo. A dicembre furono abbattuti gli animali del giardino zoologico, e furono macellati gli elefanti, gli orsi, le antilopi. Furono introdotte le tessere per la carne, e i più poveri, che avevano bisogno di denaro, le vendevano. Essenziale alimento quotidiano rimaneva il pane, «un impasto nero che torceva gli intestini».
L'inverno 1870-1871 fu particolarmente rigido, e per l'alto costo della legna e del carbone la popolazione smantellò palizzate, segò gli alberi dei parchi del Bois de Boulogne, di Vincennes, degli Champs-Élysées, di qualche boulevard, e si rubò legname dai depositi e dalle fabbriche. L'erogazione del gas interrotta, razionato il petrolio, le strade di notte erano immerse nel buio più completo. La situazione sanitaria peggiorò. Prima della guerra la mortalità a Parigi era di 750 decessi a settimana, con l'assedio passò a 1.500 in ottobre e a 4.500 a gennaio, aggravata dai bombardamenti.
Il 28 novembre il comando militare decise una sortita. La guidò il generale Ducrot, che promise: «rientrerò a Parigi o morto o vincitore. Potrete vedermi cadere, ma non mi vedrete retrocedere». Il 30 novembre, superata la Marna a Nogent, battuti i prussiani, fu conquistata Champigny. Per tutto il 1º dicembre Ducrot rimase inattivo, nella sorpresa degli stessi nemici che, ottenuti rinforzi, il 2 dicembre passarono alla controffensiva. Nel gelo, senza coperte, tende, ambulanze e rifornimenti, i francesi resistettero un giorno e il 3 dicembre Ducrot ordinò la ritirata, lasciando sul terreno 8.000 morti.
Il 6 dicembre il consiglio dei ministri decise di procedere alla resa in modo graduale, dopo la convocazione dell'Assemblea Nazionale, secondo la proposta di Jules Favre. Una capitolazione immediata sarebbe stata impopolare e pericolosa, perché «la piazza chiede la guerra - disse Trochu - solo i salotti vogliono la pace», e il governo sarebbe stato accusato di tradimento. Tali intenzioni erano da tempo richiamate nei giornali di opposizione e nei clubs, che dopo uno sbandamento succeduto al fallimento del 31 ottobre, avevano ripreso l'agitazione e la ricerca di nuove forme di aggregazione.
A novembre erano state formate l'Alliance républicaine di Ledru-Rollin e Delescluze, la Ligue républicaine de la défense à outrance di Chatelain e Napias-Piquet, l'Union républicaine di Beslay, Gambon e altri proudhoniani e neo-giacobini, e il club del Comitato centrale dei venti rioni, un'associazione che riuniva tutti i circoli socialisti che appoggiavano il Comitato centrale. Il 26 novembre l'Internazionale e le società operaie lanciarono un appello per la guerra a oltranza e la difesa della Repubblica, con le consuete rivendicazioni. La novità consisteva nel fatto che esso si rivolgeva anche ai contadini, dichiarando che operai e contadini avevano eguali interessi: «vogliamo che ogni comune, nella libera Francia, abbia la sua autonomia municipale e si amministri da sé. Noi vogliamo, infine, che la terra sia data ai contadini che la lavorano, le miniere ai minatori che vi lavorano, le fabbriche agli operai che le creano».

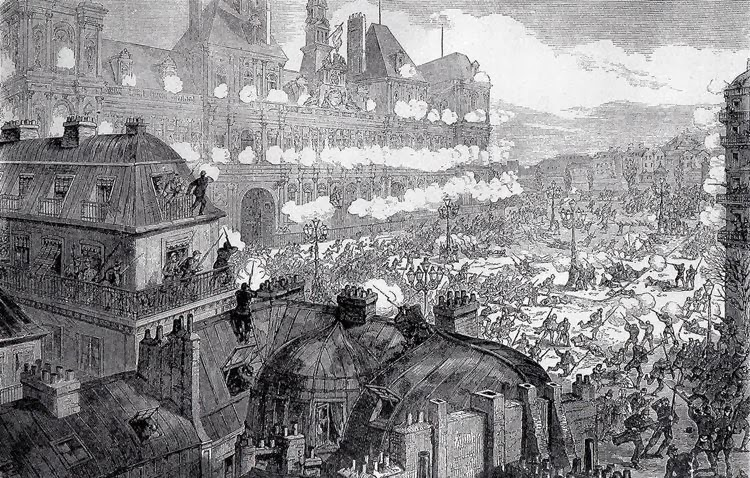
La sparatoria all'Hôtel de Ville

Grande risonanza ebbe l'Affiche rouge, il Manifesto rosso firmato il 6 gennaio 1871 da 130 delegati del Comitato centrale. Accusava il governo di non aver fatto il reclutamento generale, di aver lasciato al loro posto i bonapartisti e messo in prigione i repubblicani, di non saper condurre la guerra e di affamare i parigini: «l'unica salvezza del popolo e l'unico mezzo contro la rovina è la creazione di un consiglio municipale, o Comune, o comunque lo si voglia chiamare».
Il 10 gennaio il consiglio dei ministri decise un'importante azione militare con l'impiego della Guardia repubblicana. Il generale Clément-Thomas si dichiarò convinto che bastasse mandarla all'attacco perché la Guardia perdesse tutto il suo ardore guerresco e «se nel grande combattimento sotto le mura di Parigi - disse Trochu - moriranno 20-25.000 uomini, Parigi capitolerà ». Come al solito, il 19 gennaio, dopo un iniziale successo nel quale furono conquistati d'assalto il forte di Montretout, Buzenval e Saint-Cloud, le truppe, lasciate senza copertura dell'artiglieria, furono costrette a ripiegare lasciando 4.070 caduti. Alcuni battaglioni, tornando, «gridavano di rabbia. Tutti compresero che la sortita era stata fatta per sacrificarli».
Il 21 gennaio i comitati di vigilanza decisero una manifestazione all'Hôtel de Ville, mentre nella notte un gruppo di Guardie nazionali guidate da Cipriani liberò dal carcere di Mazas alcuni degli arrestati per i fatti del 31 ottobre, tra i quali Flourens. Nel pomeriggio del 22 gennaio, quando i battaglioni della Guardia nazionale affollavano place de Grève, dalle finestre del municipio la guardia mobile iniziò a sparare sui dimostranti e la folla si disperse. Rimasero uccise una cinquantina di persone, tra le quali l'internazionalista Théodore Sapia.
Seguirono arresti, la chiusura di tutti i club e di 17 giornali, tra i quali Le Combat e Le Réveil, la proibizione delle assemblee pubbliche. Il 23 gennaio, munito di un lasciapassare, Jules Favre raggiunse Bismarck a Versailles per concordare le condizioni della resa. Fu previsto un primo indennizzo di 200 milioni di franchi, il disarmo dell'esercito, tranne una divisione, la consegna dei fortini di Parigi, le elezioni dell'Assemblea Nazionale entro dieci giorni. L'Assemblea avrebbe poi dovuto approvare il trattato di pace. Bismarck voleva anche il disarmo della Guardia nazionale, ma Favre gli fece presente la difficoltà dell'opera: «entrate a Parigi e tentate di disarmarli voi stessi». Così, la popolazione parigina si mantenne in armi. L'armistizio fu firmato il 28 gennaio e il giorno dopo i mercati e i negozi di Parigi furono nuovamente pieni di merci.

## L'Assemblea Nazionale, il governo Thiers e il trattato di pace

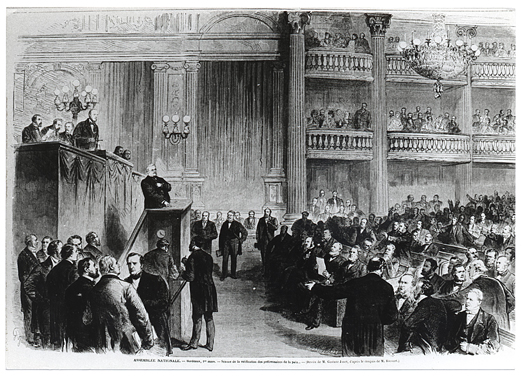
L'Assemblea Nazionale riunita a Bordeaux

Gambetta, il capo della delegazione del governo che agiva a Tours, in vista delle elezioni emanò un decreto che stabiliva l'ineleggibilità dei personaggi compromessi con il passato regime, ma Jules Simon lo annullò. Le elezioni, tenute l'8 febbraio, diedero una netta maggioranza ai rappresentanti monarchici: su 675 deputati, almeno 400 erano orléanisti o legittimisti, e 30 bonapartisti, tutti possidenti, funzionari di provincia, ricchi agricoltori e commercianti agiati. Furono chiamati da Gaston Crémieux, con un termine rimasto famoso, «rurali», in quanto espressione di una Francia retriva che guardava al passato e che per il presente esigeva la pace a qualunque costo per dedicare ogni energia alla restaurazione della monarchia.
L'Assemblea, riunita per la prima volta il 13 febbraio a Bordeaux, rifiutò di convalidare il mandato di Garibaldi, eletto a Parigi, perché straniero, il 15 febbraio soppresse il soldo delle Guardie nazionali e il 16 scelse Adolphe Thiers, noto orléanista, come capo dell'esecutivo. Questi presentò il suo gabinetto il 19 febbraio: Favre agli Esteri, Picard agli Interni, Simon all'Istruzione, il legittimista Larcy ai Lavori pubblici, l'industriale bonapartista Pouyer-Quertier alle Finanze, l'ammiraglio Louis Pothuau alla Marina e Colonie, il generale Le Flô alla Guerra, gli orléanisti Dufaure e Lambrecht rispettivamente alla Giustizia e al Commercio. Il programma del governo era: concludere la pace e sottomettere Parigi.
Il 21 febbraio Thiers incontrò Bismarck a Versailles e il 26 firmò i preliminari di pace, che prevedevano la consegna dell'Alsazia e di un terzo della Lorena alla Germania, e l'enorme somma di cinque miliardi di franchi d'indennizzo. Tornato il 28 febbraio a Bordeaux, li sottopose all'Assemblea che li approvò il 1º marzo con 546 voti a favori contro 107 contrari e 23 astenuti. Conclusa la questione della pace con il Trattato di Francoforte, il governo si occupò di Parigi. Venne adottata la risoluzione di trasferire l'Assemblea a Versailles, fu abrogata la moratoria del pagamento degli affitti e delle cambiali in scadenza - due misure che colpivano soprattutto operai, artigiani e piccoli commercianti - furono nominati i generali Aurelle de Paladine capo della guardia nazionale e Valentin prefetto di polizia, il cui corpo venne rinforzato. Il 14 marzo lo stesso Thiers, convinto di risolvere in tre giorni il problema di Parigi, stabilì il suo ufficio nella Prefettura di polizia della capitale.

## Il Comitato centrale della Guardia nazionale

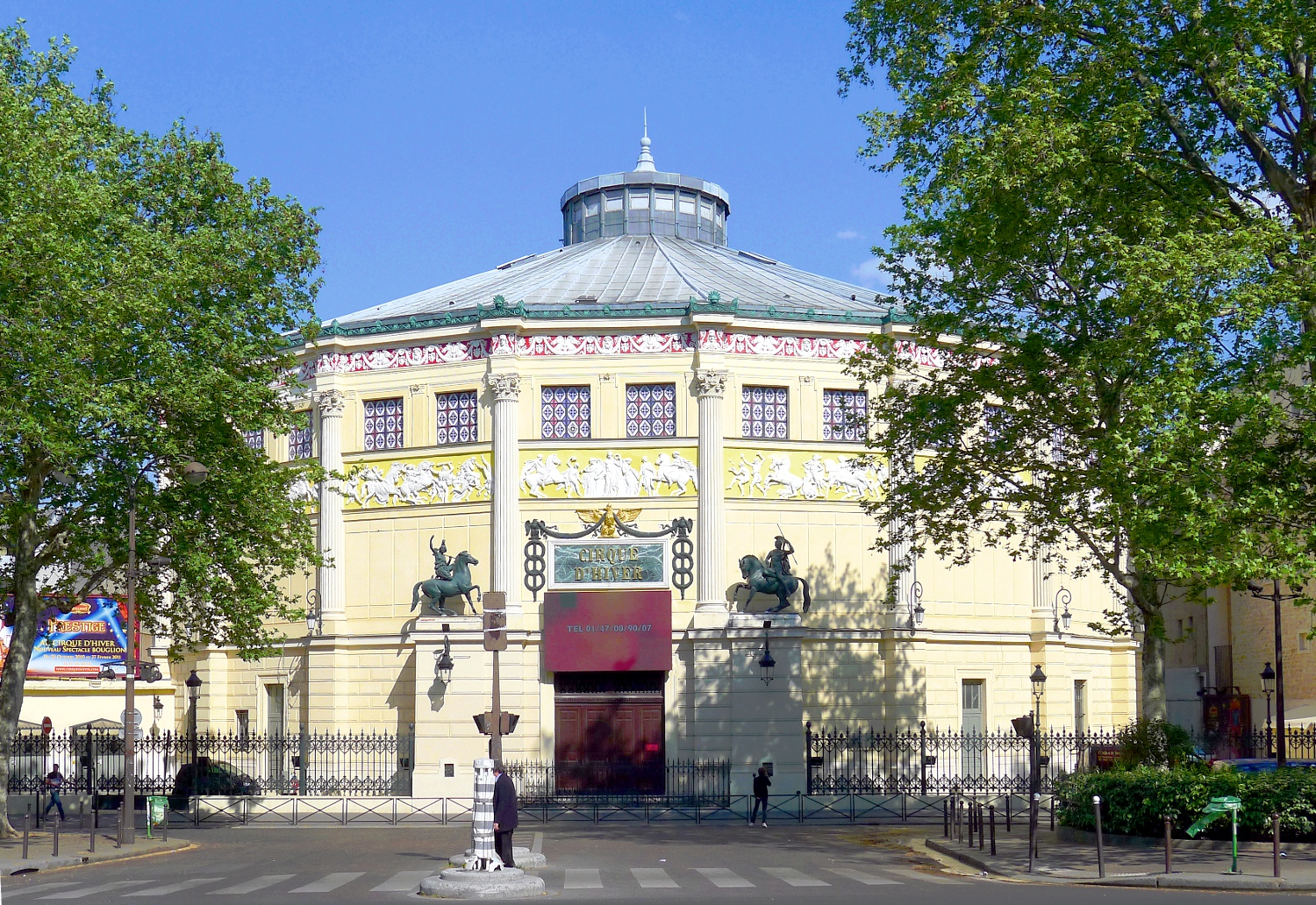
Il Cirque d'hiver a Parigi

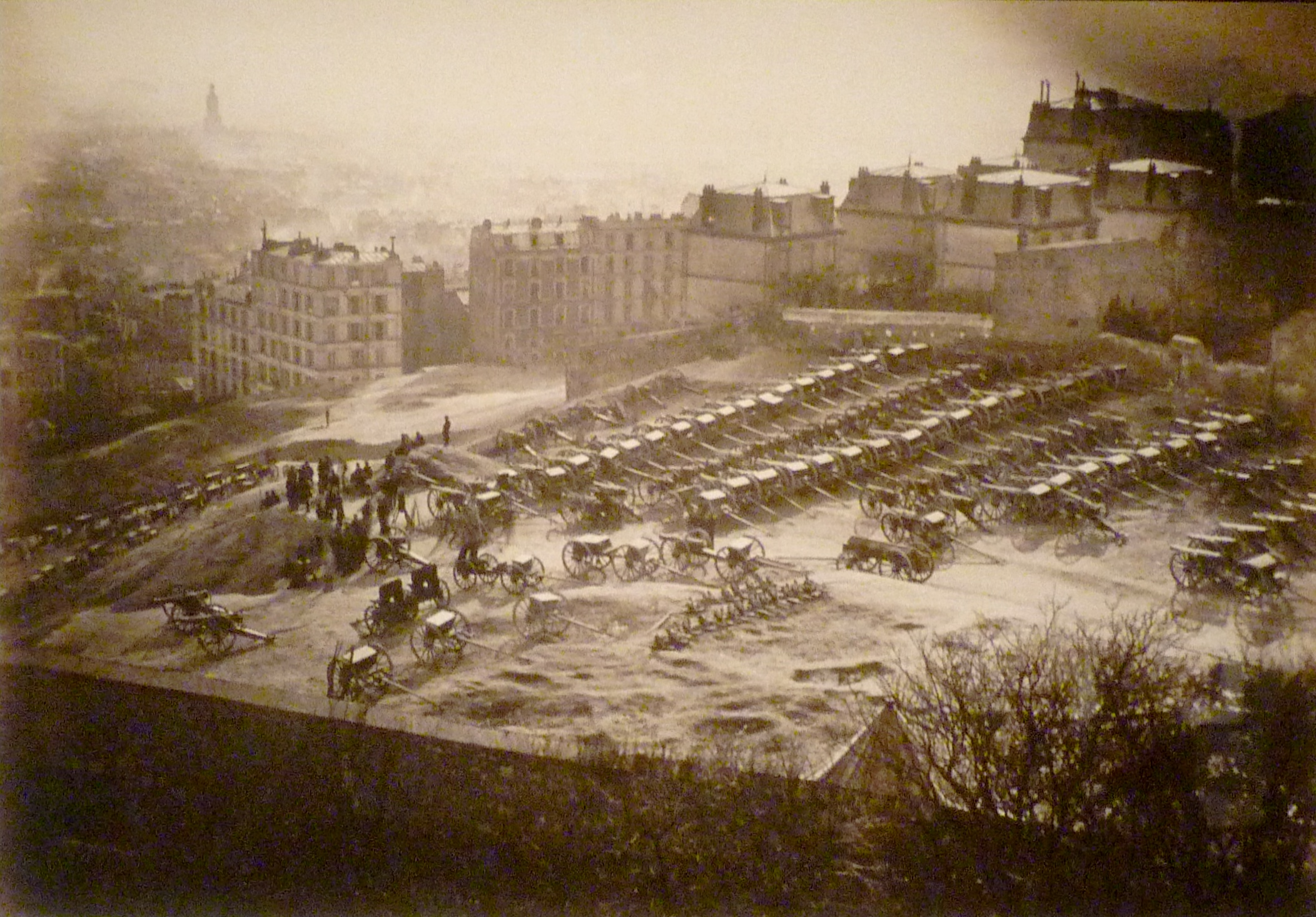
I cannoni dei parigini sulla Butte Montmartre.

A Parigi, per iniziativa del giornalista Pommeroye e del commerciante Courty, in un'assemblea tenuta il 6 febbraio al Cirque d'hiver, fu lanciata l'idea di una Federazione della Guardia nazionale: ogni battaglione avrebbe costituito, con i suoi delegati, un comitato rionale della Guardia e ciascuno di questi comitati rionali avrebbe eletto suoi delegati per formare un Comitato centrale della Guardia nazionale. Il 15 febbraio, riuniti alla sala Vauxhall, i delegati dei venti arrondissement elessero una commissione provvisoria incaricata di redigere lo statuto della Federazione. La commissione fu composta da 18 membri, uno per rione - il I e il II arrondissement, rioni borghesi, non mandarono rappresentanti - tutti personaggi ancora sconosciuti all'opinione pubblica.
Il 24 febbraio un'altra assemblea alla Vauxhalle di 2000 delegati votò una mozione dove si dichiarava che la Guardia non avrebbe disarmato. La commissione provvisoria agì subito come un organo politico che dirigesse la vita della città: il 28 febbraio fece raggruppare i cannoni della Guardia a Montmartre e a Belleville in previsione dell'entrata dei soldati tedeschi nella capitale e con un manifesto, l'Affiche noire, raccomandò ai parigini di non manifestare contro le truppe straniere.

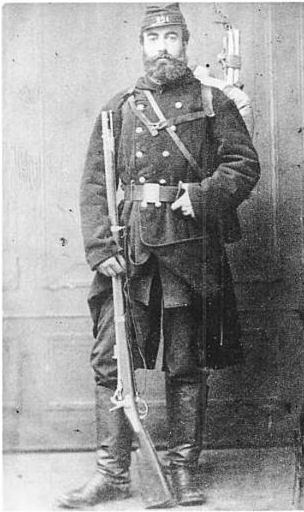
Guardia nazionale.

Un'altra assemblea nominò un Comitato esecutivo provvisorio di 31 membri il 3 marzo, lo stesso giorno in cui il governo fece il generale Aurelle de Paladines comandante della Guardia. Considerata questa nomina una provocazione, il 4 marzo fu pubblicamente dichiarato che «il Comitato centrale della Guardia nazionale, nominato da un'assemblea generale di delegati rappresentanti di più di 200 battaglioni, ha per missione di costituire la Federazione repubblicana della Guardia nazionale perché sia organizzata in modo da proteggere il paese meglio di quanto abbiano fatto finora gli eserciti permanenti, e per difendere con tutti i mezzi la Repubblica minacciata».
Era una sconfessione di fatto dell'autorità del generale Aurelle de Paladines, ribadita esplicitamente nel comunicato del 10 marzo: «Niente più eserciti permanenti, ma la nazione tutta armata [...] Niente più oppressione, schiavitù o dittatura di sorta, ma la nazione sovrana e cittadini liberi che si governano a loro piacimento». Il giorno dopo il generale Vinoy, comandante della piazza militare di Parigi, rispose sospendendo sei giornali - La Bouche de fer, La Caricature, Le Cri du Peuple, Le Mot d'ordre, Le Père Duchêne e Le Vengeur - il consiglio di guerra della prigione militare di Cherche-Midi condannò a morte in contumacia Blanqui e Flourens quali responsabili della giornata del 31 ottobre e Vallès ricevette sei mesi di prigione.
Il 15 marzo, ancora alla Vauxhalle, 1.325 delegati in rappresentanza di 215 battaglioni della Guardia approvarono lo statuto della Federazione ed elessero il Comitato centrale definitivo, composto di 32 membri: Allemane, Andignoux, Arnaud, Arnold, Assi, Babick, Barroud, Bergeret, Billioray, Blanchet, Castioni, Chouteau, Clémence, Duval, Eudes, Faltot, Ferrat, Fougeret, Gauthier, Geresme, Gouhier, Groslard, Josselin, Jourde, Lisbonne, Lucien, Maljournal, Moreau, Mortier, Prud'homme, Ranvier e Varlin. A dimostrare la loro indipendenza dal governo, i delegati offrirono il comando della Guardia a Garibaldi, che tuttavia rifiutò. D'ora in poi le guardie nazionali si chiameranno soprattutto Federati, riconosceranno sola autorità quella del Comitato centrale e s'impegneranno per la costruzione di una «Repubblica democratica e sociale».

## La giornata del 18 marzo 1871

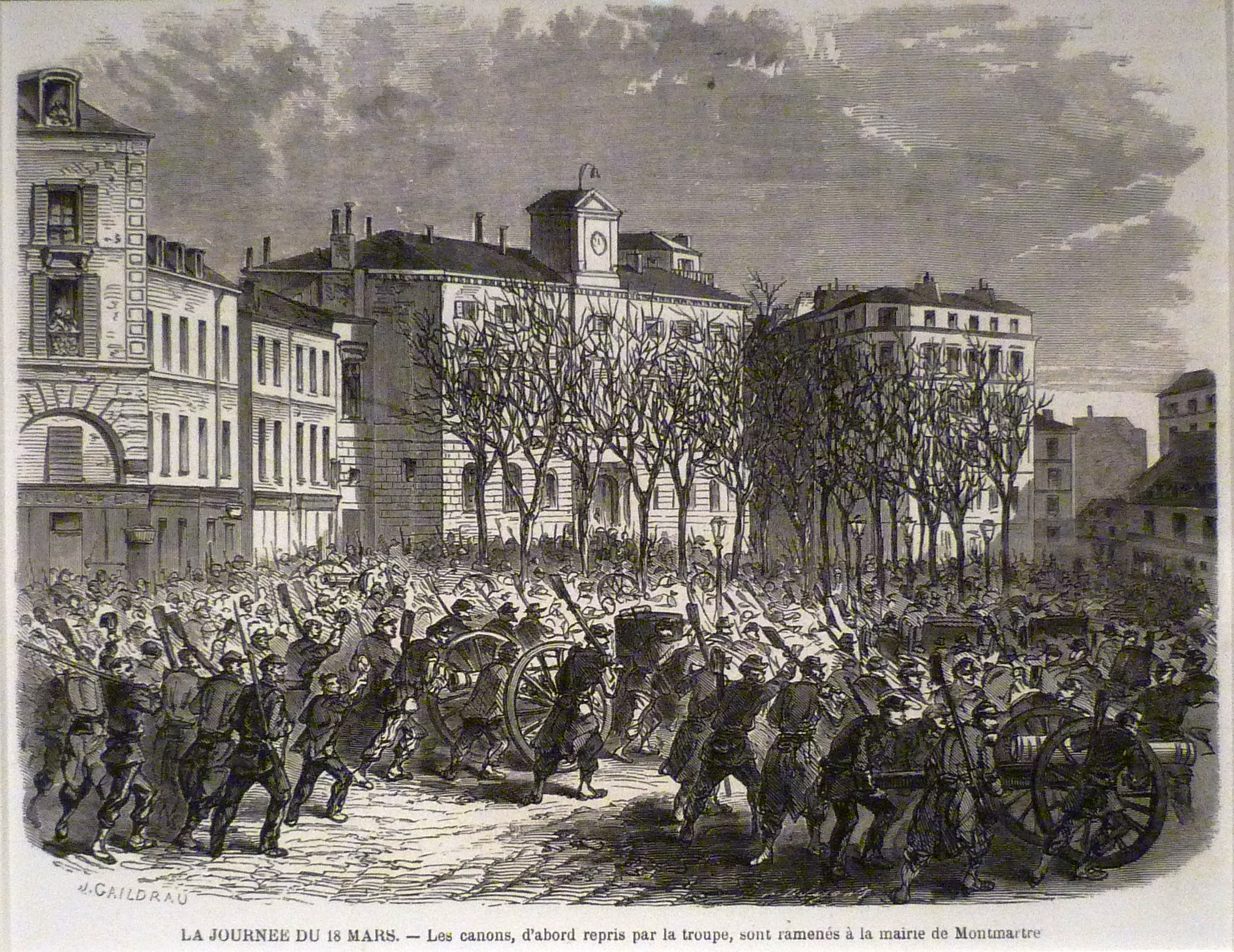
Cannoni ritirati dall'esercito dalla Guardia Nazionale il 18 marzo 1871.

Già l'8 marzo il governo aveva tentato di smobilitare l'artiglieria piazzata a Montmarte e al Luxembourg, e il 16 marzo quella posta in place des Vosges, due tentativi falliti per l'opposizione delle guardie nazionali. Il 18 marzo fu fatto un nuovo tentativo. Alle 3 del mattino truppe regolari comandate dal generale Lecomte occuparono la riva destra della Senna e alcuni distaccamenti salirono la china di Montmartre, dispersero i federati di guardia e cominciarono a trascinare i cannoni posti sul terrapieno della Butte Montmartre.
Fu dato l'allarme: «cominciarono a suonare le campane [...] e i tamburi suonarono a raccolta [...] tutte le strade che portavano all'altura si rimpirono di una folla fremente. I dimostranti erano in maggioranza donne, ma c'erano anche molti bambini». Anche Louise Michel, «con la carabina sotto il mantello», corse sulla collina, dove erano saliti i battaglioni del XVIII arrondissement.
Il generale Lecomte ordinò più volte di sparare, ma non venne ubbidito. Un suo sottufficiale, il sergente dell'88º reggimento di linea Galdric Verdaguer, ordinò di abbassare le armi. Soldati e federati fraternizzarono, Lecomte fu arrestato dai suoi stessi soldati e condotto allo Château Rouge, la sede del comando di legione del XVIII rione. Il 128º battaglione della Guardia recuperò i cannoni, una carica dei cacciatori a cavallo fu respinta a place Pigalle, mentre la brigata del generale Paturel ridiscendeva l'altro versante di Montmartre. Finalmente, alle 11, il generale Vinoy diede l'ordine di ritirata.

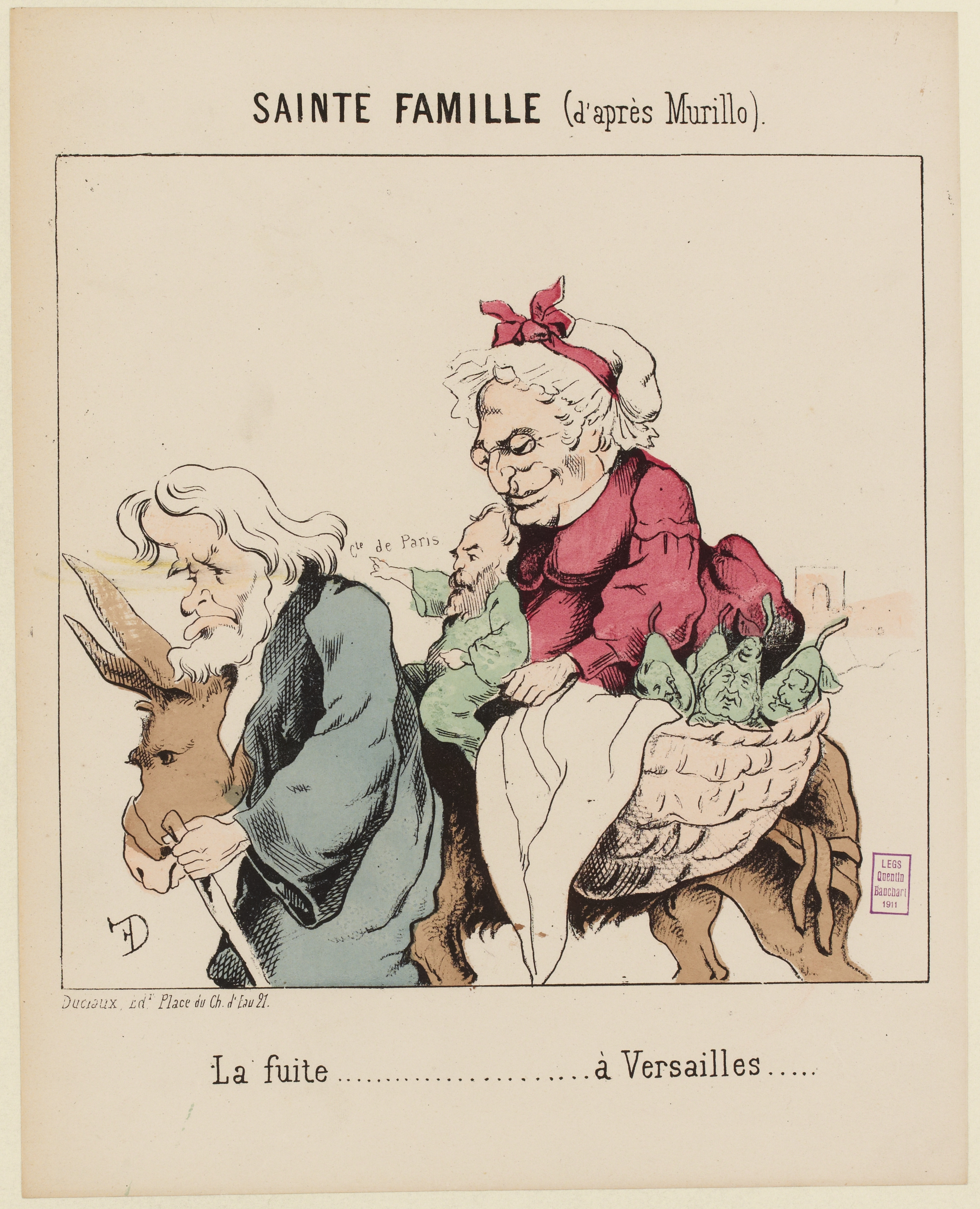
«La sacra famiglia»: Thiers, Favre e il conte di Parigi, fuggono a Versailles, caricatura, 1871.

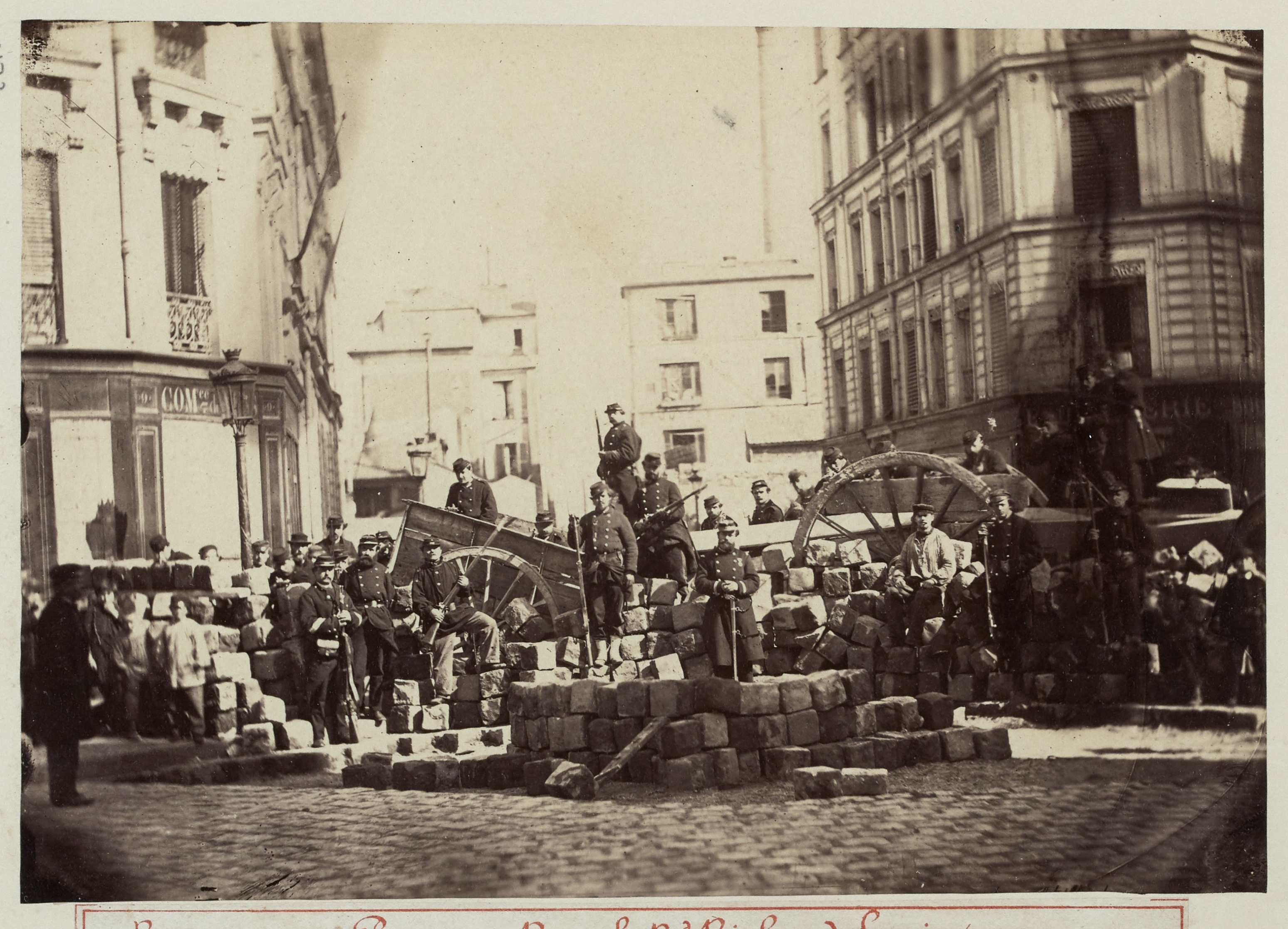
Barricata tenuta dalle Guardie Nazionali il 18 marzo 1871.

Nel primo pomeriggio il Comitato centrale diede ordine di occupare i municipi, le caserme, gli edifici governativi, e si cominciarono a costruire le barricate. Quando tre battaglioni della guardia nazionale passarono davanti al ministero degli esteri, dove era in corso una riunione di governo, Thiers e i ministri, presi dal panico, abbandonarono precipitosamente Parigi per Versailles, insieme a generali e funzionari. Nella fretta, non fu comunicato l'ordine a tutte le truppe, e furono «dimenticati» a Parigi tre reggimenti, sei batterie, la flottiglia delle torpediniere della Senna e molti vagoni blindati.
Un uomo che stava ispezionando una barricata di rue de Martyr suscitò sospetti. Benché in abiti civili, venne riconosciuto: era il generale Clément Thomas, fino a gennaio comandante della Guardia e uno dei protagonisti della sanguinosa repressione della rivolta del giugno 1848. Venne trascinato dalla folla allo Château Rouge e, malgrado l'opposizione di alcuni ufficiali federati, fu condotto nel giardino di rue des Rosiers e ucciso. A quel punto, i soldati dell'88º reggimento prelevarono anche il generale Lecomte e lo fucilarono.

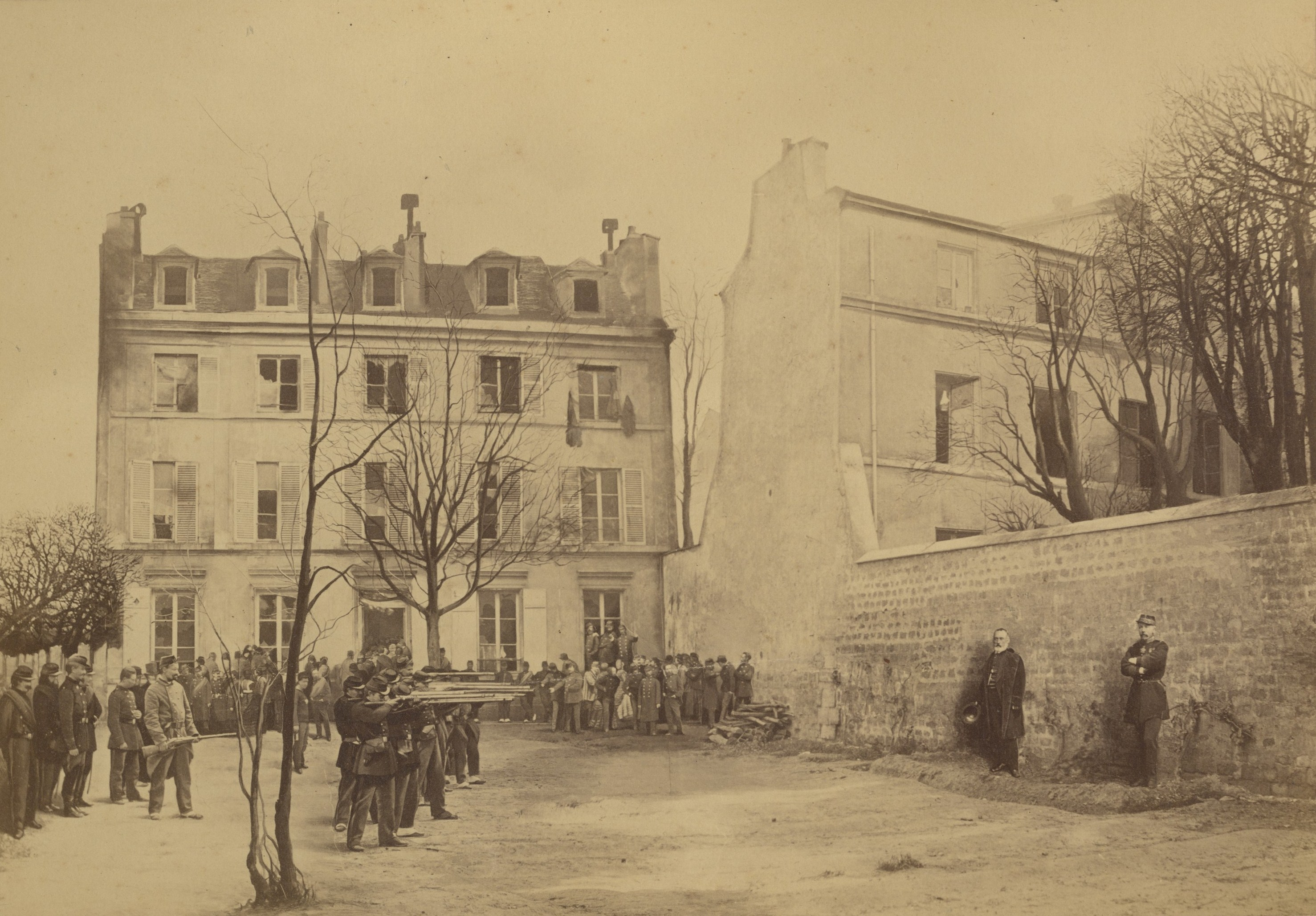
Ricostruzione fotografica di maniera della fucilazione dei generali Thomas e Lecomte.

Nel pomeriggio furono occupate le ultime caserme e la Stamperia nazionale, la sera fu la volta dell'Hôtel de Ville, da dove era fuggito poco prima il sindaco Jules Ferry. Vi fu issata la bandiera rossa e il Comitato centrale della Guardia nazionale vi s'installò. Non furono invece occupate la Posta centrale, la Banca di Francia e il forte di Mont-Valérien, che controllava la strada per Versailles, tutti errori che favoriranno la reazione governativa, come la mancata opposizione alle truppe in ritirata, una responsabilità che grava su Charles Lullier, il nuovo comandante della Guardia nominato dal Comitato centrale.
L'errore più grave fu probabilmente quello di non attaccare immediatamente Versailles, come afferma lo stesso generale Vinoy, scrivendo di «errore gravissimo e irreparabile», perché il Comitato centrale non utilizzò «tutti i vantaggi inaspettatamente conseguiti. In quel momento tutte le probabilità erano dalla sua parte. Esso avrebbe dovuto tentare l'attacco il giorno seguente».
In effetti, gli uomini del Comitato centrale non avevano nessun piano militare perché essi stessi erano rimasti sorpresi dall'insurrezione spontanea della popolazione: «essi non l'avevano prevista e non avevano fatto nulla per organizzarla. Solo la disgregazione dell'esercito eccitò la loro audacia». Seppero però mettersi alla testa dell'insurrezione e ne divennero il punto di riferimento. Dal 19 marzo spettò al Comitato centrale della Guardia nazionale dare una nuova forma e un nuovo contenuto al potere politico che il popolo di Parigi si era conquistato.

## Dal 18 marzo alla Comune

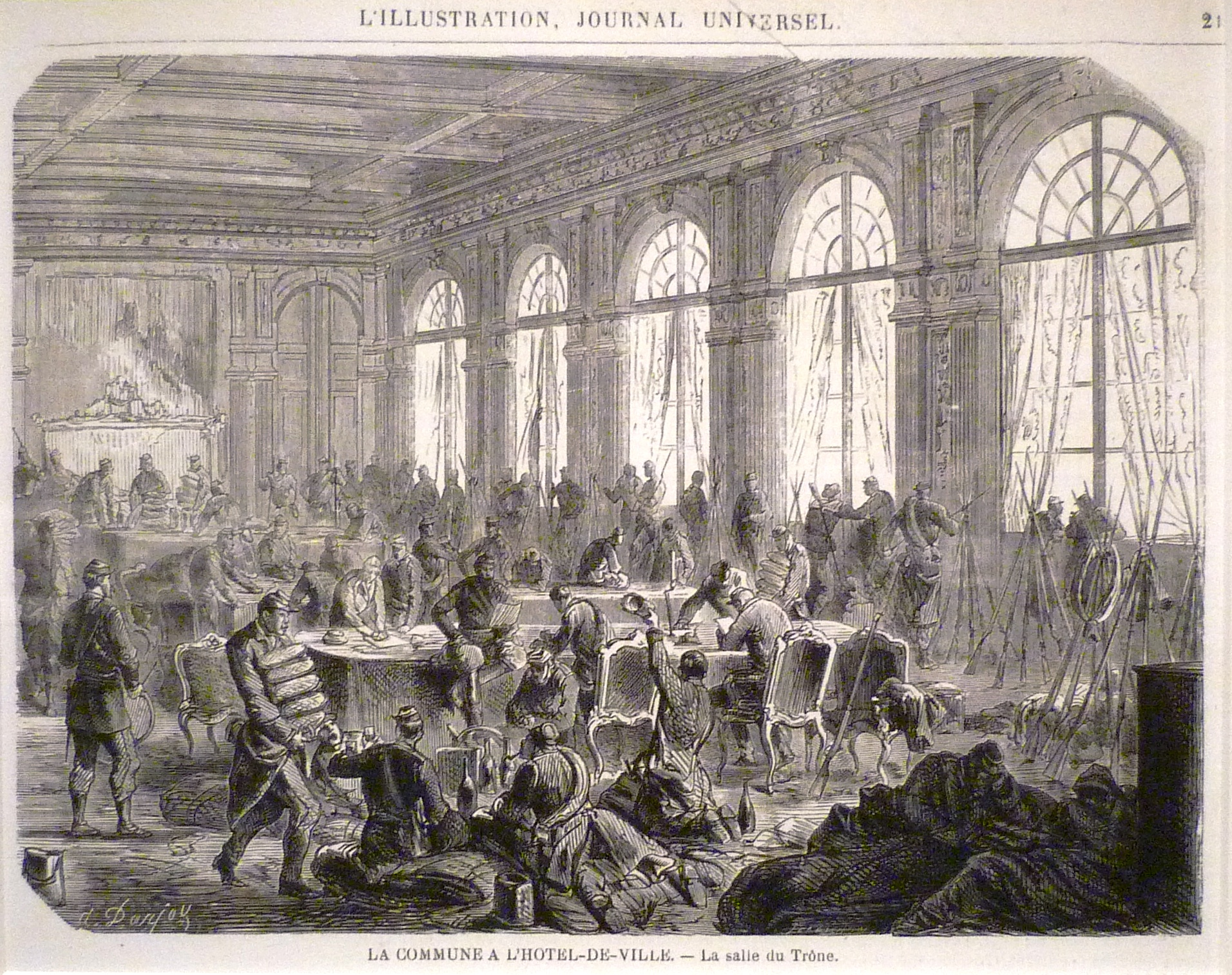
L'Hôtel de Ville, sede del Comitato centrale della Guardia nazionale e poi del Consiglio della Comune.

Il Comitato centrale, insediato all'Hôtel de Ville, fissò al 22 marzo le elezioni del Consiglio municipale. La maggioranza dei sindaci dei rioni, rimasta fedele al governo, contestò la legittimità dell'insurrezione e delle funzioni che il Comitato aveva assunto, chiedendogli di rimettere a loro il potere della città. Seguirono trattative il cui scopo, rivelerà Pierre Tirard, il sindaco del II arrondissement, era quello di prendere tempo, impedendo «ai federati di andare a Versailles [...] la nostra opposizione diede al governo la possibilità di organizzare la difesa».
Un risultato delle trattative fu quello di spostare, di comune accordo, le elezioni al 26 marzo, mentre venivano organizzate manifestazioni pubbliche contro il Comitato. Un migliaio di persone dei quartieri del centro sfilò il 21 marzo da place de l'Opéra agli Champs-Elisées. Il 22 marzo la manifestazione si ripeté e questa volta ci fu una sparatoria a place Vendôme che fece due morti tra le guardie nazionali e una decina tra i dimostranti, tra i quali il visconte de Molinet. Il 23 marzo i sindaci firmarono un manifesto nel quale annunciavano di aver nominato l'ammiraglio e deputato Jean-Marie Saisset, giunto due giorni prima da Versailles, comandante della Guardia, e il colonnelli Langlois e Schoelcher, entrambi deputati, rispettivamente a capo dello Stato maggiore e dell'artiglieria. Ma essi non riuscirono a raccogliere alcuna forza armata disposta a mettersi ai loro ordini e il 24 marzo l'ammiraglio se ne tornò a Versailles.
Il 24 marzo, un manifesto del Comitato centrale fissava il già noto programma da realizzare dopo le elezioni: mantenimento delle Repubblica, creazione di un consiglio comunale elettivo, abolizione della prefettura di polizia e dell'esercito permanente, mantenimento dell'ordine affidato alla Guardia nazionale. E poiché la Comune era stata proclamata anche a Lione, a Marsiglia, a Tolosa, a Saint-Étienne, a Limoges e a Narbona, la Comune di Parigi, «unita alle altre libere Comuni della Francia», avrebbe discusso «i punti fondamentali del patto che dovrà legarle al resto della nazione», dovendo rimanere assicurati i diritti e l'autonomia di ciascuna città.
L'idea era quella di una nazione di città federate, ognuna delle quali amministrata, senza alcuna ingerenza del governo centrale e dell'Assemblea nazionale, da un'assemblea «che si chiamerà municipale o comunale o Comune» nella quale avrebbero operato le varie commissioni per le finanze, il lavoro, l'istruzione, l'ordine pubblico e così via, essendo tutti i membri del consiglio revocabili e dovendo «rendere conto delle loro azioni ed essere completamente responsabili» di fronte alla popolazione.

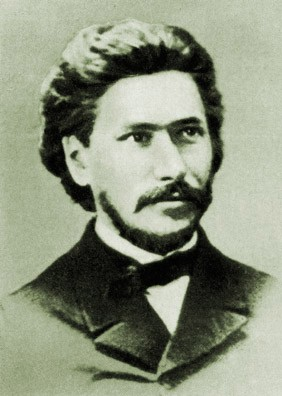
Édouard Vaillant.

In un manifesto del Consiglio federale delle sezioni parigine dell'Internazionale e della Camera federale delle associazioni operaie, pubblicato il 23 marzo, si accennava alle riforme sociali che la Comune avrebbe dovuto attuare. Vi si parlava di eliminare «l'antagonismo delle classi» e di assicurare «l'uguaglianza sociale», attraverso «l'organizzazione del credito» e la creazione di associazioni che assicurassero ai lavoratori «il frutto completo del loro lavoro». Analoghe vaghe formulazioni erano contenute in un appello del Comitato centrale dei venti arrondissement, firmato da Arnaud e Vaillant, in cui si diceva che «la Repubblica doveva instaurare l'armonia degli interessi e non sacrificare gli uni per gli altri», e si proponeva l'organizzazione di un sistema creditizio che prima liberasse l'operaio dalla povertà e poi «lo portasse rapidamente alla liberazione».
Il sistema elettorale fu modificato e dal collegio rionale uninominale si passò al collegio rionale proporzionale. Ogni rione avrebbe espresso i propri delegati in proporzione al numero dei propri abitanti, un delegato ogni 20 000 abitanti o frazioni di più di 10 000. Così Passy, che contava 42 000 abitanti, avrebbe eletto due rappresentanti, Vaugirard, con 69 000 abitanti, tre rappresentanti, Montmartre, con 139 000 abitanti, sette rappresentanti. In questo modo, il numero totale dei delegati da eleggere al Consiglio della Comune ammontava a novantatré. Ciascun delegato avrebbe dovuto ricevere almeno un ottavo dei voti degli elettori.
Le elezioni si svolsero senza incidenti: il 26 marzo, su 485.569 elettori iscritti, votarono 229.167 parigini, quasi 100.000 in meno rispetto alle ultime elezioni del 5 novembre 1870. La differenza fu dovuta in parte al numero inferiore di abitanti della capitale a causa dell'elevata mortalità e dell'esodo in provincia verificatosi prima, durante e dopo l'assedio, in parte per un maggiore astensionismo praticato soprattutto nei quartieri borghesi. Nel complesso «le elezioni del 26 marzo furono regolari e normali, alle urne si presentò il maggior numero di elettori possibile nella situazione esistente in quel momento a Parigi e in seno ai partiti».

## La Comune

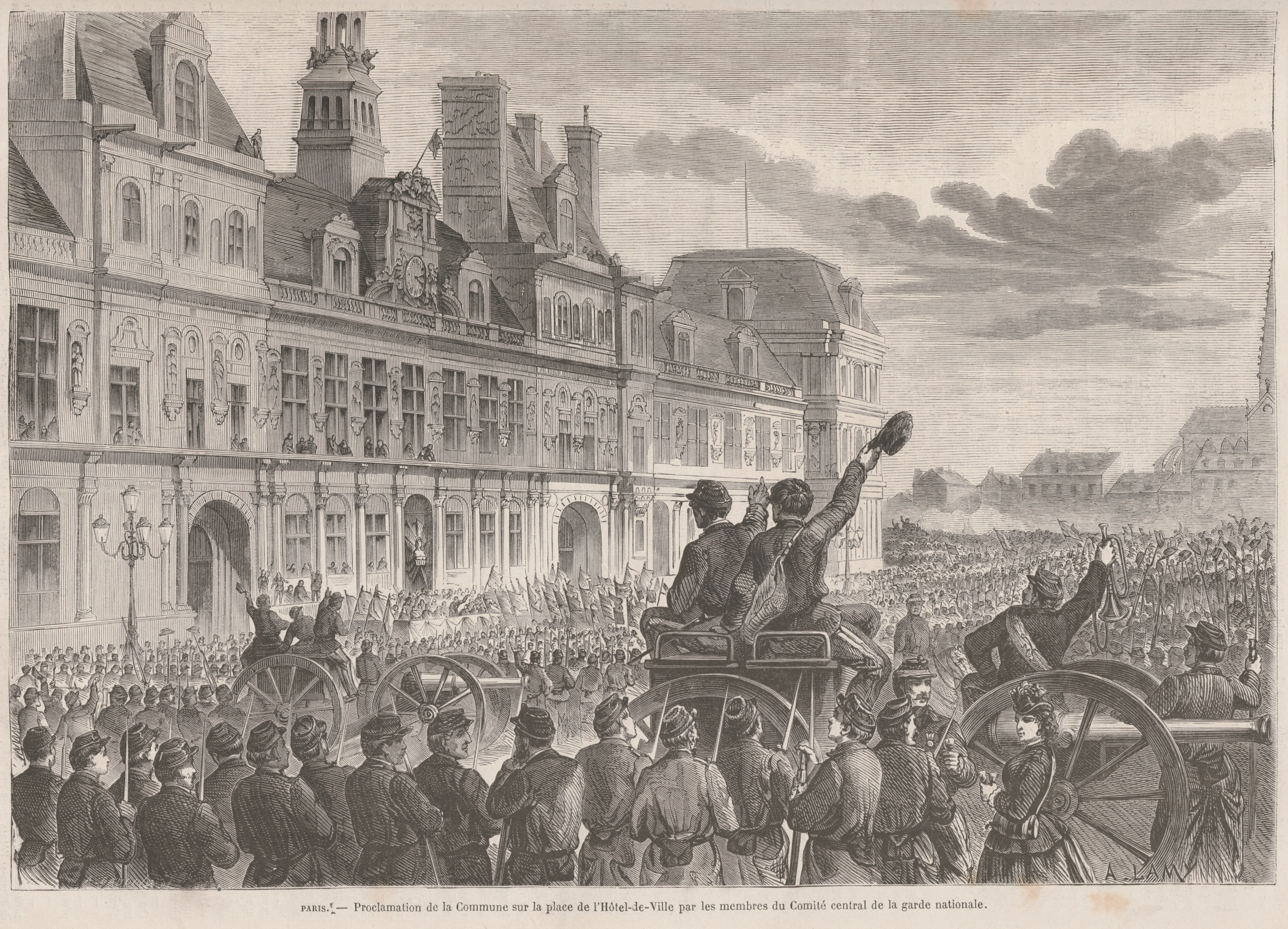
La proclamazione della Comune il 28 marzo.

Il 28 marzo, in place Hôtel de Ville gremita di 200.000 parigini, furono resi noti i nomi degli eletti al Consiglio della Comune. Il poeta Catulle Mendès era presente e descrisse la scena:
Due membri del Comitato centrale della Guardia parlarono dal palco eretto di fronte al municipio. Boursier lesse la lista degli eletti, e al canto della Marsigliese Gabriel Ranvier annunciò: «La Comune è proclamata, in nome del popolo», e dichiarò che il Comitato centrale trasferiva da quel momento i suoi poteri al Consiglio della Comune, «il solo potere riconosciuto».
Quella sera stessa il Consiglio si riunì per la prima volta. Erano 86, perché mancava Blanqui, fatto arrestare da Thiers il 17 marzo a Bretenoux, e perché alcuni consiglieri erano stati eletti in più di un arrondissement. Fu dichiarata l'incompatibilità tra il mandato della Comune e il mandato dell'Assemblea Nazionale e seguirono le dimissioni dei consiglieri fedeli al governo Thiers poiché, essendo in netta minoranza, non erano in grado di condizionare l'azione del Consiglio: il primo fu Tirard, seguito da Adam, Barré, de Bouteillet, Brélay, Chéron, Desmaret, Ferry, Fruneau, Leroy, Loiseau-Pinson, Marmottan, Méline, Nast, Robinet e Rochard. Mentre il 3 aprile morirono Duval e Flourens, tra il 4 e il 12 aprile si dimisero anche i quattro seguaci di Gambetta, Goupil, Lefèvre, Parent e Ranc, in dissenso con il decreto sugli ostaggi. Furono tutti sostituiti nelle elezioni complementari tenute il 16 aprile.
Riguardo alla composizione sociale degli eletti, una trentina erano operai e artigiani, gli altri si dividevano tra professionisti, giornalisti e impiegati. I socialisti, tra blanquisti e proudhoniani, costituivano più della metà del Consiglio, e tra di essi una ventina erano iscritti all'Internazionale. Seguivano una quindicina di giacobini e il resto non aveva una posizione politica definita. Notevole caratteristica era la giovane età dei delegati, in gran parte nati negli anni trenta e quaranta. L'età media dei delegati era di 38 anni e il 25% di essi aveva meno di 30 anni. I più giovani, Ferré e Rigault, avevano 24 anni.

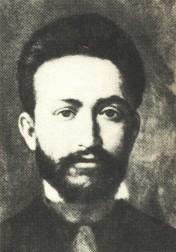
Leó Frankel.

Il 29 marzo furono costituite dieci commissioni, corrispondenti ai precedenti ministeri governativi, ma con un numero maggiore di responsabili.
- La Commissione militare, che sostituiva il Comitato centrale della Guardia nazionale, corrispondeva al ministero della Guerra. Ne fecero parte Bergeret, Chardon, Duval, Eudes, Flourens, Pindy e Ranvier.
- La Commissione sussistenza si occupava dell'approvvigionamento di Parigi. Ne fecero parte Champy, Émile Léopold Clément, Dereure, Henry, Ostyn e Parisel.
- La Commissione finanze organizzava il bilancio, riscuoteva le imposte e teneva i rapporti con la Banca di Francia. Suoi componenti furono Beslay, Victor Clément, Jourde, Régère e Varlin.
- La Commissione giustizia era composta da Babick, Ledroit, Melliet, Pourille, Protot, Ranc e Vermorel.
- La Commissione sicurezza tutelava l'ordine pubblico. Suoi componenti erano Assi, Chalain, Cournet, Ferré, Charles Gérardin, Oudet e Rigault.
- La Commissione lavoro e scambio si occupava dei problemi sociali, dei lavori pubblici e della tutela del commercio e dell'industria. Ne facevano parte Avrial, Clovis Dupont, Frankel, Eugène Gérardin, Loiseau-Pinson, Malon, Puget e Theisz.
- La Commissione servizi pubblici amministrava le poste, i telegrafi, le strade, la ferrovia. Fu composta da Billioray, Jean-Baptiste Clément, Martelet, Mortier e Rastoul.
- La Commissione esteri era composta da Arnaud, Arnould, Delescluze, Grousset e Parent.
- La Commissione istruzione era composta da Demay, Goupil, Lefèvre, Albert Leroy, Miot, Robinet, Vallès e Verdure.
- La Commissione esecutiva, infine, eseguiva i decreti della Comune e le decisioni delle altre commissioni. In un primo tempo fu composta da Bergeret, Duval, Eudes, Lefrançais, Pyat, Tridon e Vaillant. Il 20 aprile fu deciso che sarebbe stata formata da nove delegati provenienti da ciascuna commissione e vennero così eletti Andrieu, Cluseret, Frankel, Grousset, Jourde, Protot, Rigault, Vaillant e Viard.[96]

Il 16 aprile si erano tenute le elezioni complementari per rimpiazzare i consiglieri dimissionari ed erano risultati eletti Andrieu, Arnold, Briosne, Cluseret, Courbet, Anthime Dupont, Durand, Fenouillas, Menotti Garibaldi, Johannard, Lonclas, Longuet, Pillot, Pottier, Rogeard, Serraillier, Sicard, Trinquet, Vésinier e Viard.
Tra i membri del Consiglio vi era un suddito austriaco, l'ungherese Leó Frankel. A questo proposito la Comune, nell'adottare la bandiera rossa e nel sancire l'eleggibilità dei cittadini stranieri e il loro diritto di assumere incarichi di responsabilità politica, dichiarò che «la bandiera della Comune era la bandiera della Repubblica mondiale» e l'appellativo di membro della Comune «era un segno di fiducia più importante dell'appellativo di cittadino».

## I decreti della Comune

### Sui debiti e gli affitti

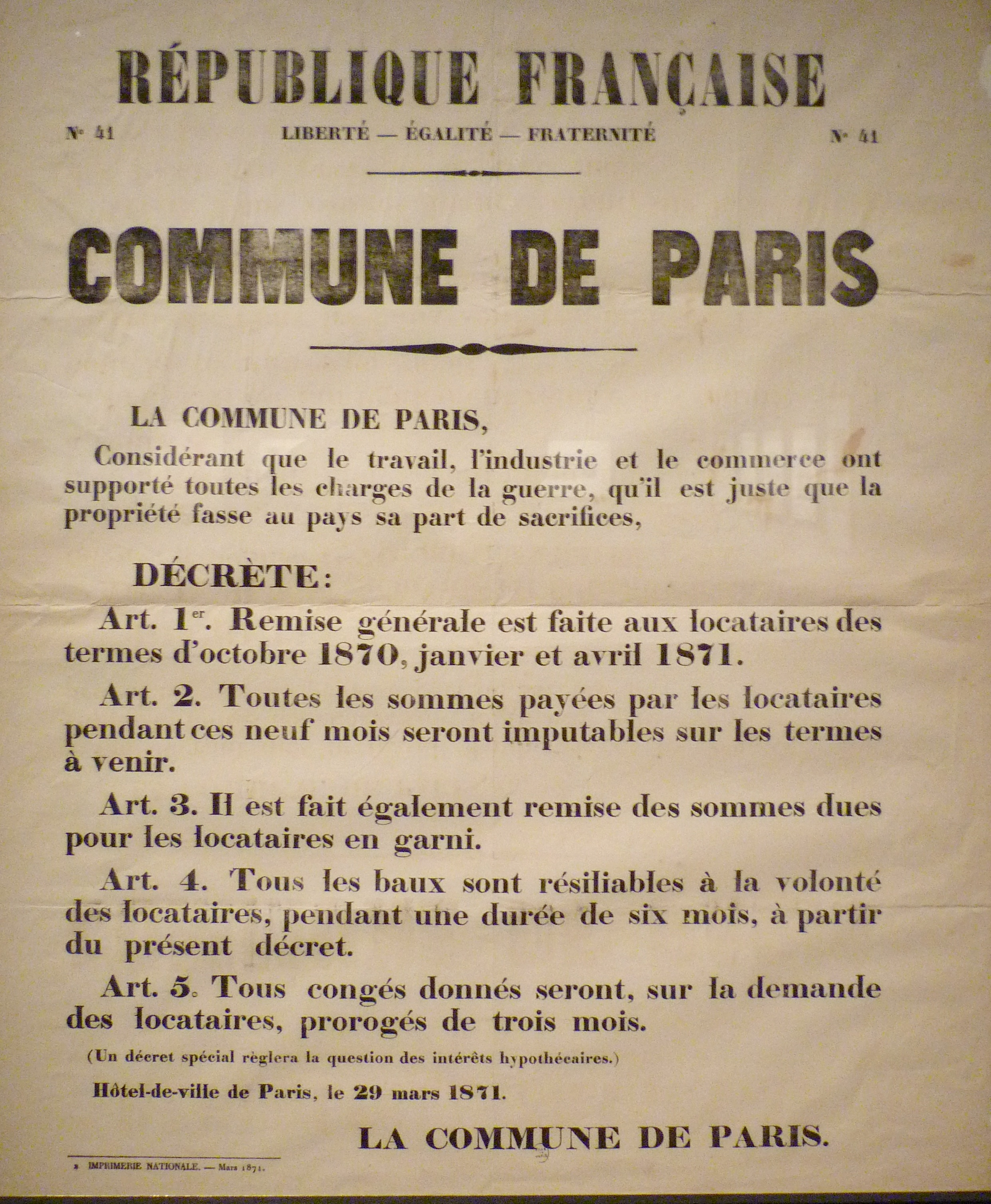
Decreto sugli affitti.

Il 29 marzo fu approvato il decreto che aboliva l'esercito permanente e stabiliva l'armamento di tutto il popolo: «non possono essere costituite a Parigi o esservi introdotte altre forze armate oltre alla guardia nazionale [...] tutti i cittadini validi fanno parte della guardia nazionale».
Di quel giorno furono altri due decreti che interessavano particolarmente i più poveri, ma anche la piccola borghesia parigina. Fu sospesa la vendita degli oggetti impegnati nei Monti di pietà, in attesa di decisioni da prendere sull'attività delle case di pegno, furono prorogate di tre mesi le richieste di sfratto e fu stabilito che gli affittuari - sia di alloggi che di esercizi commerciali e di botteghe artigiane - fossero esentati dal pagamento della pigione per tre trimestri, a partire dal 1º ottobre 1870 e fino al 30 giugno 1871.

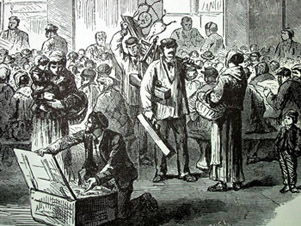
La Comune restituisce gli strumenti di lavoro dati in pegno durante l'assedio.

Le somme eventualmente già versate venivano accreditate dal luglio 1871: si trattò pertanto di un'esenzione e non di una moratoria di pagamento, giustificata dal fatto che «il lavoro, l'industria e il commercio hanno sopportato tutti gli oneri della guerra» ed era «giusto che anche la proprietà sopporti la sua parte di sacrifici».
Anche la sospensione dei sequestri e la dilazione di tre anni accordata per il rimborso dei debiti e delle cambiali scadute - decretate rispettivamente il 12 e il 16 aprile - furono due provvedimenti che andarono nello stesso senso.
La questione dei pegni fu ripresa a maggio. Fu promessa l'eliminazione dei Monti di pietà «sia per l'immoralità del principio che li regge, sia per l'assoluta inefficacia del loro funzionamento economico», ma non fu attuata perché, come dichiarò il commissario alle finanze Francis Jourde, «distruggere il Monte di pietà sarebbe attentare alla proprietà, ciò che non abbiano ancora fatto». Così, il 7 maggio furono restituiti gratuitamente i pegni di indumenti, biancheria, mobili, libri e utensili da lavoro che non avessero un valore superiore a 20 franchi.
Il 1º aprile fu soppresso il titolo, con le relative funzioni, di comandante in capo delle forze armate, una decisione motivata dalla diffidenza verso chiunque si trovasse a essere il padrone dell'esercito. Il 2 aprile fu fissato lo stipendio massimo dei funzionari a 6.000 franchi annui e il compenso dei membri della Comune fu stabilito in 15 franchi al giorno, equivalente a 5.400 franchi annui, pari al salario di un operaio qualificato.
Con l'inizio della guerra contro le forze armate del governo Thiers stabilito a Versailles, l'8 aprile fu decretata l'erogazione di una pensione a tutti i feriti, e il 10 aprile agli orfani e alle vedove delle Guardie nazionali cadute in combattimento, senza fare distinzioni tra mogli legittime o «illegittime» e tra figli legittimi o naturali. Alla fine di aprile fu stabilita la requisizione degli alloggi rimasti vuoti per assegnarli alle famiglie le cui abitazioni erano state danneggiate dai bombardamenti delle truppe di Thiers.

### Sulla separazione tra Stato e Chiesa

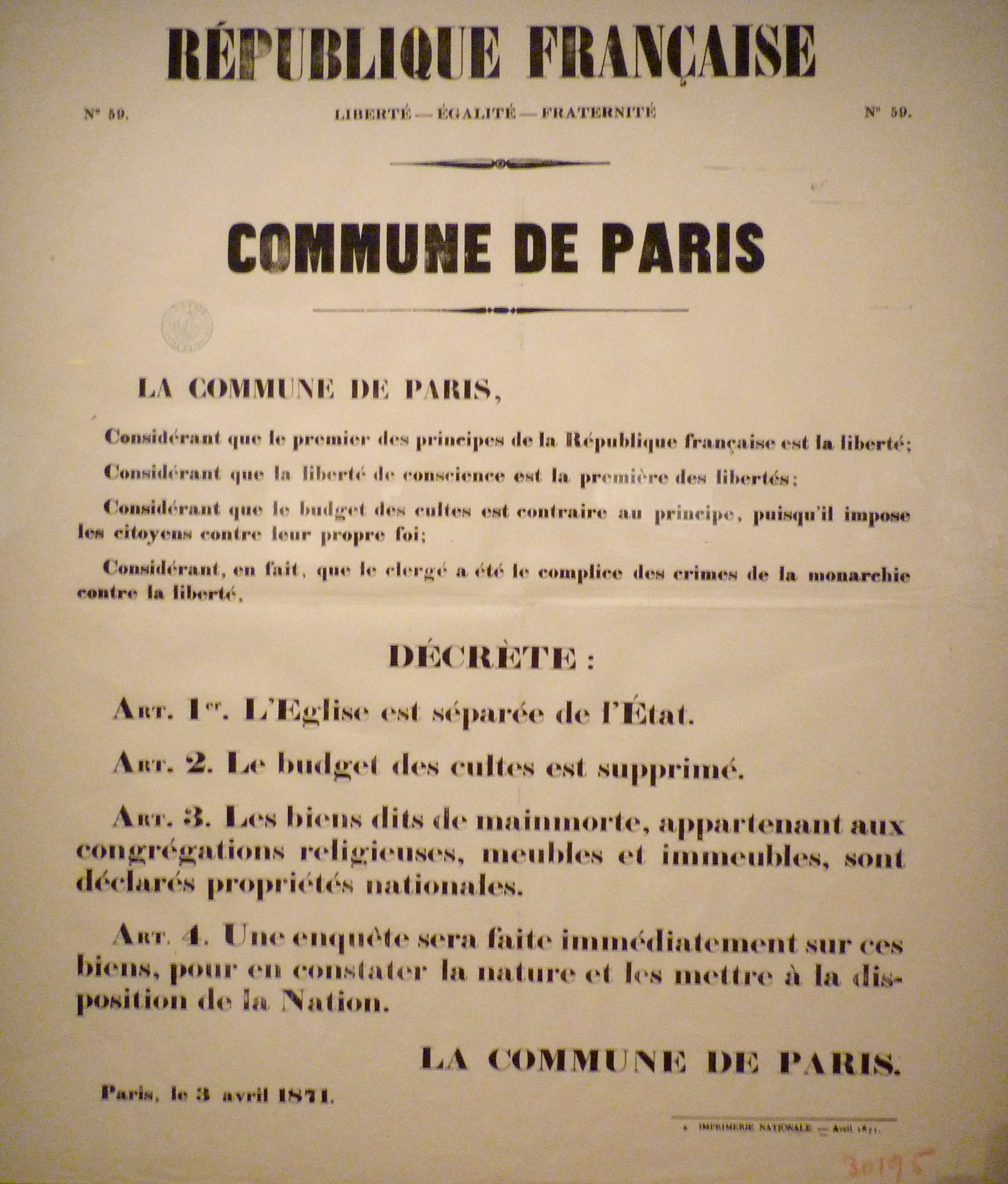
Decreto del 3 aprile 1871 di separazione tra Stato e Chiesa.

Il 2 aprile fu anche approvato il decreto - pubblicato il 3 aprile - che abrogava il Concordato napoleonico del 1801. Ricordando che «la libertà è il principio basilare della Repubblica francese», che «la libertà di coscienza è la prima delle libertà » e che «il clero si è fatto complice dei crimini della monarchia contro la libertà », proclamava all'articolo 1 la separazione dello Stato dalla Chiesa, all'articolo 2 la soppressione del bilancio dei culti, e all'articolo 3 stabiliva che «i cosiddetti beni di manomorta - mobili o immobili - appartenenti alle congregazioni religiose» fossero dichiarati «proprietà nazionale».
Tranne le scuole appartenenti alle congregazioni, la confisca dei beni ecclesiastici non fu però attuata. L'articolo 4 del decreto prevedeva la creazione di una commissione per individuare i beni da espropriare, ma ancora il 3 maggio il commissario Cournet lamentava come in proposito non si fosse fatto nulla. Per quanto il culto non venisse proibito né disturbato, molti parroci non si fecero più vedere nelle chiese, e questo fatto spinse i club rivoluzionari a utilizzarle per le loro riunioni, facendo gridare al «sacrilegio» la stampa schierata contro la Comune. In altre chiese il culto poteva svolgersi la mattina, mentre la sera divenivano locali di riunioni dei club.
A Parigi vi erano 69 chiese cattoliche. Una dozzina furono chiuse con l'accusa di svolgervi attività contro-rivoluzionaria, come avvenne per la chiesa di Saint-Pierre, a Montmartre, che fu utilizzata come opificio dove 50 operaie confezionavano uniformi militari. Fu poi adibita a deposito di munizioni, come avvenne anche per Notre-Dame-de-la-Croix e per Saint-Ambroise, mentre quella di Saint-Pierre de Montrouge fu utilizzata come bastione e durante la Settimana di sangue fu teatro di una battaglia accanita tra federati e versagliesi, che fucilarono tutti i prigionieri.

### Sugli ostaggi

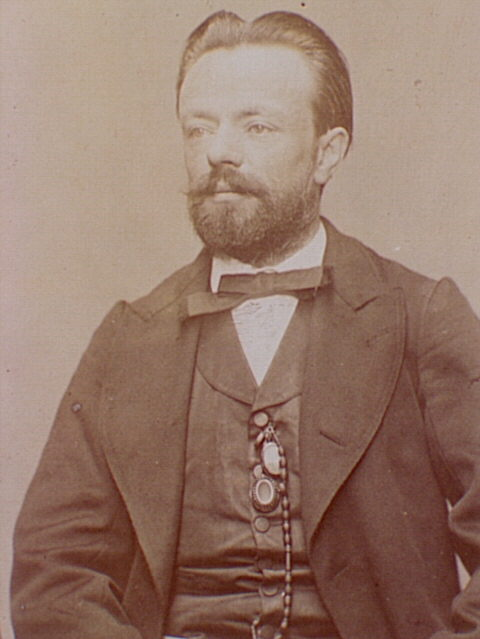
Raoul Urbain.

Il 2 aprile, al termine di uno scontro a Puteaux, i gendarmi di Versailles fucilarono cinque federati prigionieri. Il 3 aprile, a Chatou, il generale Galliffet, che aveva proclamato una «guerra senza quartiere e pietà », fece fucilare altri tre prigionieri, mentre a Châtillon il generale Vinoy ordinò la fucilazione di Duval e di due suoi ufficiali. Per reazione a questi fatti, il 5 aprile, su proposta di Raoul Urbain, il Consiglio votò il cosiddetto decreto sugli ostaggi.
Premesso che il governo di Versailles si metteva «apertamente sotto i piedi i diritti dell'umanità come pure quelli della guerra», il decreto stabiliva che chiunque fosse «sospettato di complicità con il governo di Versailles» venisse «immediatamente arrestato e imprigionato», che un tribunale avrebbe valutato entro 48 ore le accuse, che i trattenuti in carcere per decisione del tribunale sarebbero stati «ostaggi del popolo di Parigi» e che «qualunque esecuzione di un prigioniero di guerra o di un sostenitore del governo regolare della Comune di Parigi» sarebbe stata «immediatamente seguita dall'esecuzione di un numero triplo di ostaggi».
Il decreto ebbe l'effetto di sospendere le esecuzioni sommarie dei prigionieri federati, ma per poco tempo. Il 12 aprile uno degli ostaggi, l'arcivescovo di Parigi Georges Darboy, scrisse a Thiers per protestare contro le fucilazioni dei prigionieri federati e per appoggiare la proposta di un suo scambio con Blanqui, incarcerato in Bretagna. La proposta fu respinta, e il 14 maggio Thiers rifiutò ancora la proposta di uno scambio di Darboy e di altri 73 ostaggi per il solo Blanqui. Essendo ripresi i massacri dei prigionieri, il 24 maggio l'arcivescovo e altri cinque ostaggi furono fucilati nel carcere della Roquette.
Gli ostaggi fucilati complessivamente dalla Comune furono 85, comprese 15 spie di Versailles. Il governo di Thiers ammise ufficialmente la fucilazione di 17.000 federati, anche se la cifra reale è certamente maggiore.

### Sul lavoro, la giustizia e la morale pubblica

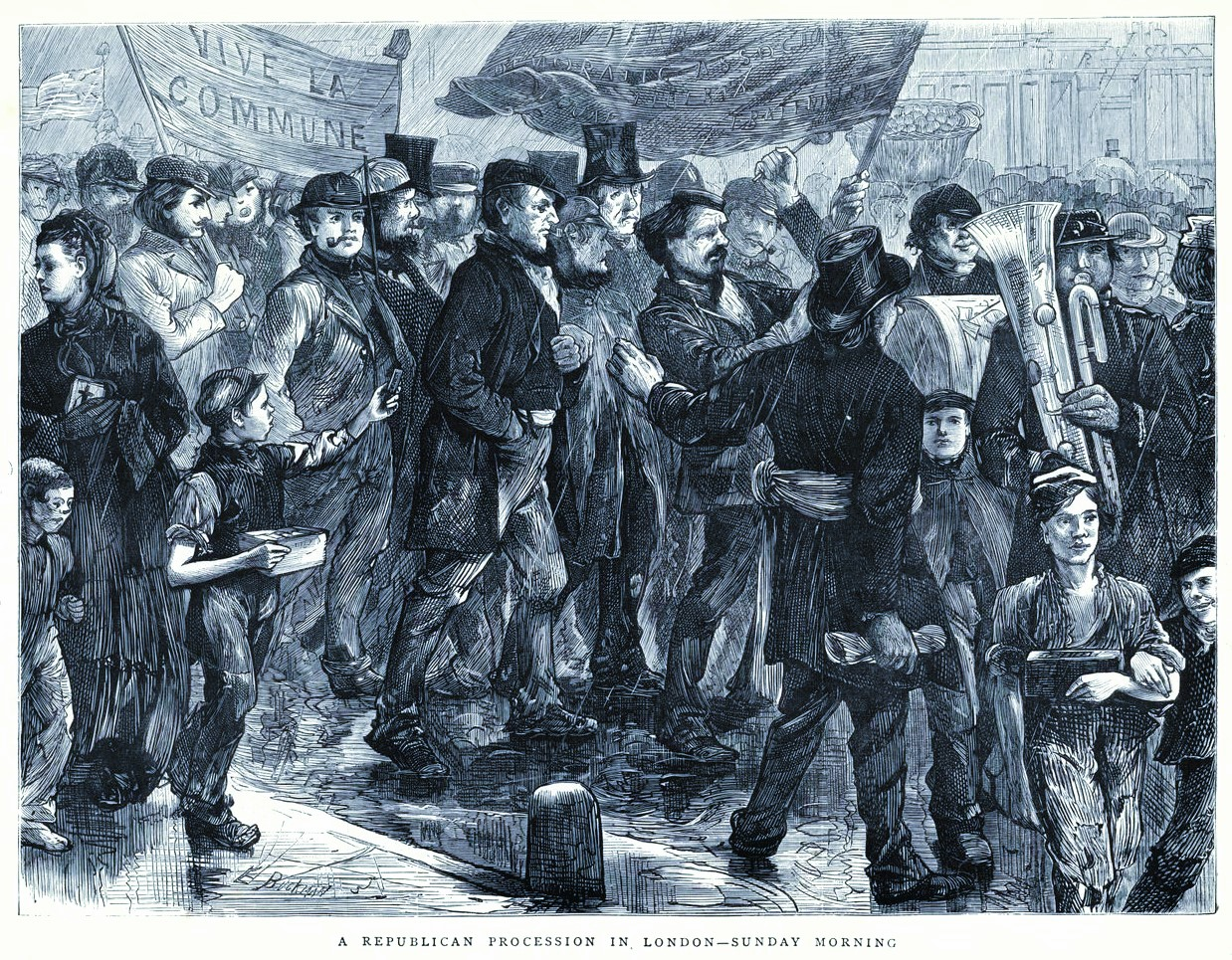
Dimostrazione di sostegno di settemila lavoratori londinesi domenica 16 aprile 1871.

Il 16 aprile fu approvato il progetto sulle officine inattive presentato dal commissario Avrial. Si affermava che in seguito della «vile fuga» di alcuni proprietari di officine, erano cessate molte attività necessarie alla vita della Comune con una grave «minaccia alle risorse vitali degli operai». Si dava mandato ai sindacati di individuare, attraverso una commissione d'inchiesta, le officine inattive, di assegnarle a cooperative di operai e di costituire un tribunale arbitrale che definisse la misura degli indennizzi ai proprietari.

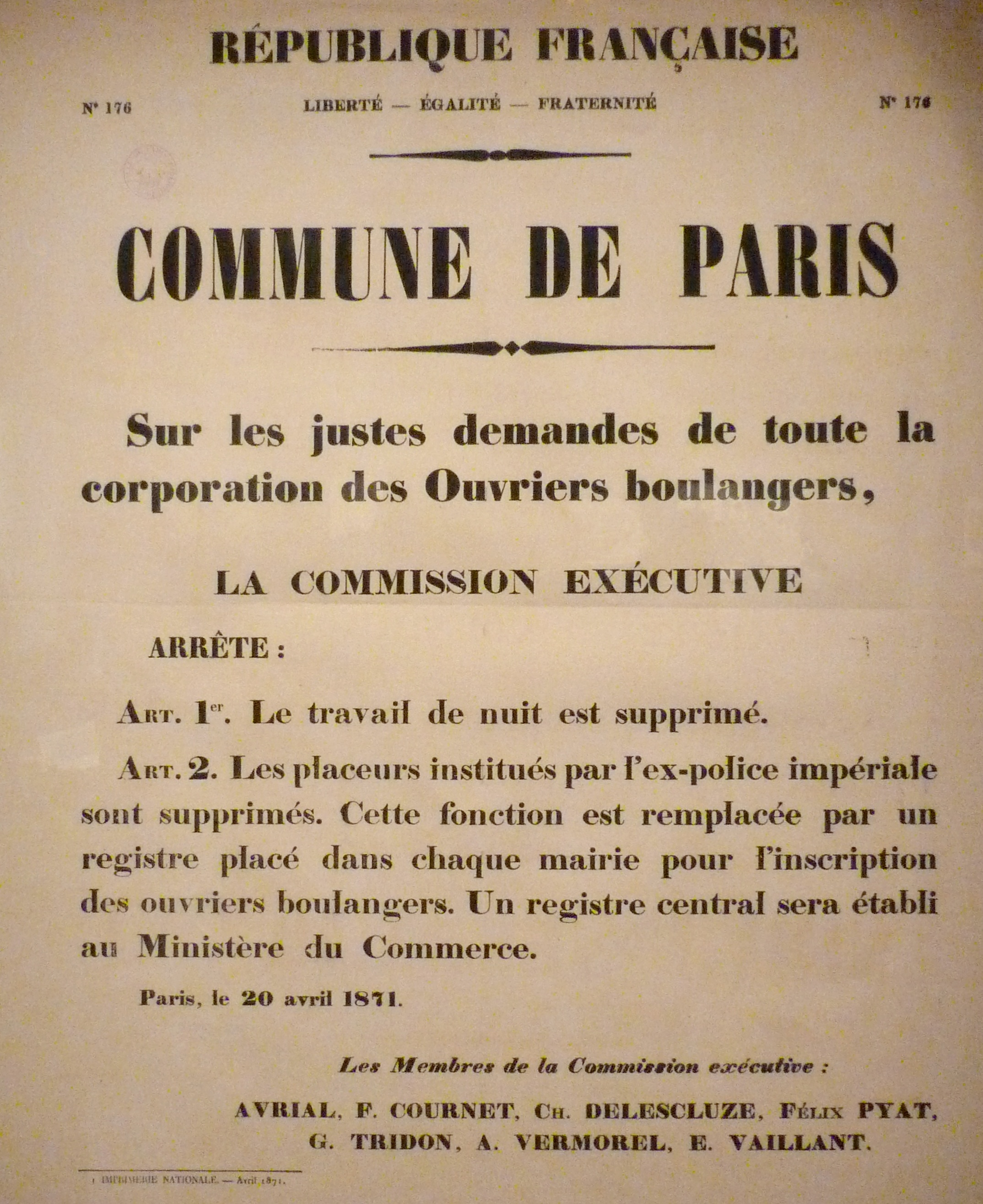
Decreto sul lavoro notturno.

L'importanza del decreto stava nel fatto che esso appariva «un passo effettivo verso la rivoluzione sociale». Il 23 aprile l'unione dei meccanici e l'associazione dei metallurgici invitarono le altre corporazioni operaie a nominare propri delegati alla commissione d'inchiesta, mentre davano ai propri delegati il mandato di agire per «porre fine allo sfruttamento dell'uomo da parte dell'uomo» e per «organizzare il lavoro mediante associazioni che posseggono collettivamente un capitale inalienabile».
Il 20 aprile la Commissione esecutiva proibì il lavoro notturno dei fornai, fissandone l'applicazione al 27 aprile. La protesta dei proprietari dei forni provocò una nuova riunione della Commissione che reiterò il decreto, definito da Frankel «l'unico veramente socialista fra tutti quelli emanati dalla Comune», fissandone l'entrata in vigore al 3 maggio.
Pur commentando favorevolmente il decreto, il giornale Le Prolétaire rimproverò al Consiglio di non comprendere tutti i lavoratori «in una serie di riforme fondamentali, quali il massimo delle ore lavorative e il minimo salariale». In effetti Leó Frankel propose due volte l'istituzione della giornata lavorativa di otto ore, ma le proposte non vennero accolte. In compenso, il 27 aprile vennero soppresse per decreto le multe e le trattenute sui salari operai, in quanto «diminuzione mascherata dei salari [...] spesso imposte con pretesti futili», e fu imposta la restituzione delle multe inflitte dal 18 marzo.
Il 14 aprile fu decretato il divieto di arresto arbitrario e il 18 aprile fu stabilito l'obbligo, in caso di arresto, di redigere un processo-verbale. Il 22 aprile fu approvato il decreto che stabiliva tribunali eguali per tutti, eleggibilità dei giudici, istituzione della corte dei giurati - formata solo da membri della Guardia nazionale - funzione del pubblico ministero affidata al procuratore della Comune e libertà di difesa. Il 23 aprile fu soppressa la venalità degli uffici, stabilendo che gli ufficiali giudiziari, i notai, i periti e i cancellieri di tribunale ricevessero unicamente uno stipendio fisso. Essi avrebbero dovuto versare ogni mese alle finanze le somme recuperate in seguito all'esecuzione degli atti, senza più trattenersi, come avveniva nella vecchia magistratura, una percentuale sulle somme esatte, fonte, questa, di possibili malversazioni.
Il 4 maggio fu abolito il giuramento politico dei funzionari e il 19 maggio fu stabilita la corte marziale per funzionari e fornitori accusati di corruzione e concussione, prevedendo la pena di morte per i colpevoli.
Il 10 maggio fu stabilito l'arresto per «le donne di dubbi costumi che esercitino il loro vergognoso mestiere sulla pubblica via» e il 18 maggio fu decretata la chiusura di tutte le case di tolleranza. Il Tribun du Peuple commentò ironicamente che era «tempo che i versagliesi entrino a Parigi e ristabiliscano l'ordine morale, imperiale e borghese sempre più compromesso». In effetti, alla caduta della Comune furono subito riaperte le case di tolleranza.

### Sull'istruzione e la cultura

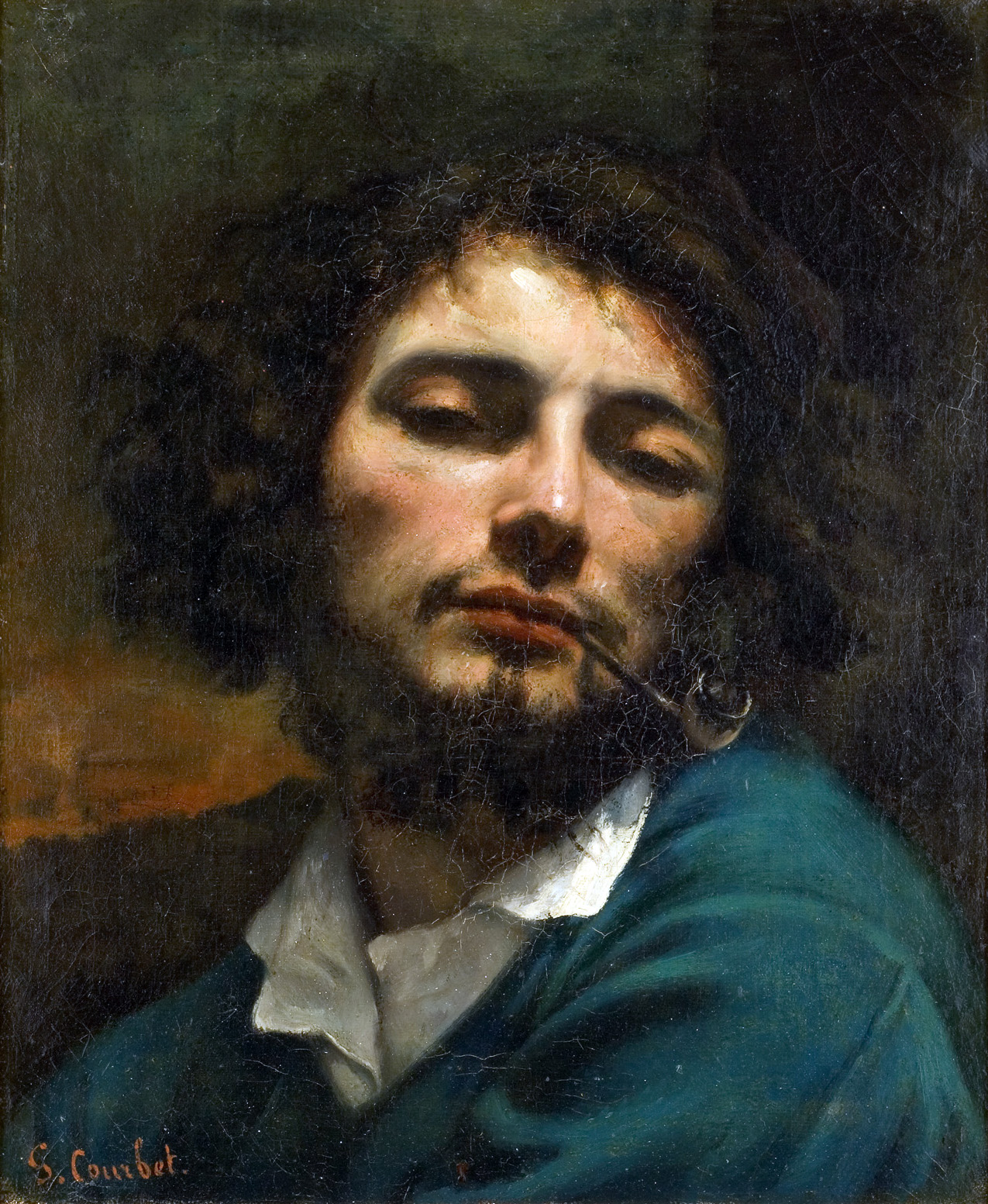
Gustave Courbet.

Fin da marzo era stata avanzata la questione dell'istruzione. La Società per una nuova educazione aveva richiesto alla Comune la separazione della scuola dalla Chiesa - nessuna istruzione religiosa e nessun oggetto di culto negli edifici scolastici - e l'istruzione obbligatoria, gratuita e impostata su basi scientifiche. La Comune si era dichiarata d'accordo e dal 21 aprile la Commissione istruzione si occupò del problema.
Il 19 maggio fu emanato il decreto sulla laicità della scuola. Nel suo manifesto del 18 maggio il commissario Édouard Vaillant aveva scritto che «il carattere essenzialmente socialista» della «rivoluzione comunale» doveva poggiare su «una riforma dell'insegnamento che garantisca a ciascuno la vera base dell'eguaglianza sociale, ossia l'istruzione integrale alla quale ogni cittadino ha diritto». Il 21 maggio furono raddoppiati gli stipendi dei maestri e a questi furono parificate le retribuzioni delle maestre.
Furono istituiti due nuovi istituti professionali, di cui uno femminile in rue Dupuytren. Alcuni municipi di rione avevano già anticipato il decreto del Consiglio. Il III arrondissement istituì un asilo per 94 bambini, laicizzò tre scuole dirette da congregazioni religiose e, per realizzare in parte il principio della gratuità dell'istruzione, fornì gratuitamente i materiali scolastici. Il V arrondissement rese laica la scuola elementare di rue Rollin, il XVIII arrondissement quella del faubourg Saint-Martin.
Il 12 aprile la Commissione esecutiva affidò al pittore Gustave Courbet, appena eletto presidente della Società dei pittori, la riapertura dei musei, rimasti chiusi dal tempo dell'assedio, e l'organizzazione dell'annuale Salon. Il 19 maggio il Consiglio della Comune valutò che i governi precedenti avevano «fatto del teatro la scuola di tutti i vizi» e che ora i teatri dovevano trasformarsi in «scuola di tutte le virtù civiche», in «un grande istituto d'istruzione». Si faceva riferimento alla moda teatrale fiorita sotto il Secondo Impero delle riviste e delle operette fondate sull'erotismo, su ambigui giochi di parole e sulle parodie più o meno oscene.
Considerando che «quando lo Stato si può considerare un collettivo di individui, è suo dovere intervenire nelle questioni della letteratura come nelle questioni dell'insegnamento», il 21 maggio fu decretato il trasferimento dei teatri sotto la competenza della commissione istruzione, la soppressione di qualunque sovvenzione e la cessazione del «regime del loro sfruttamento tramite un direttore o una società », sostituendolo con «il regime dell'associazione».

### Decreti di guerra

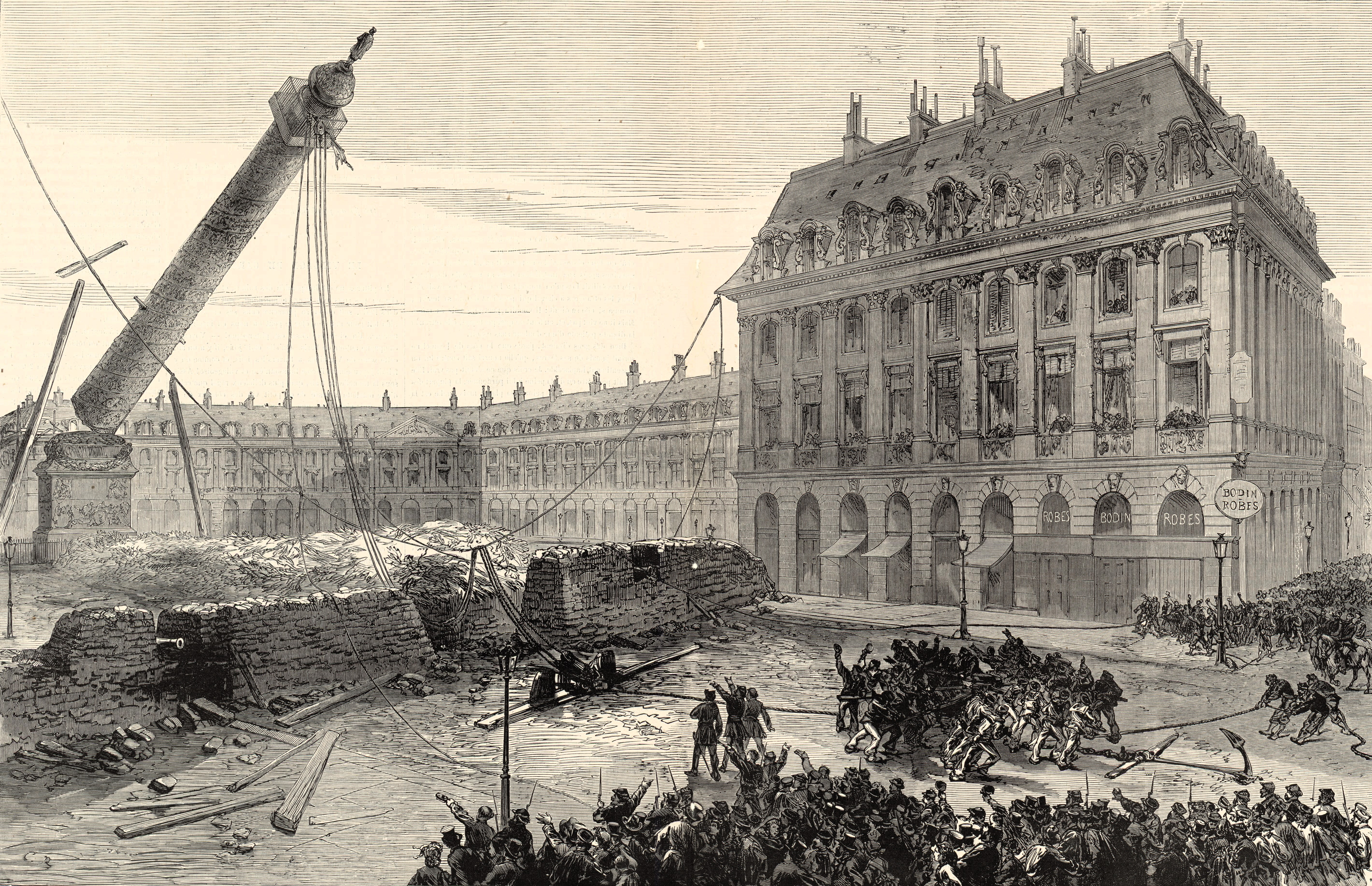
La colonna Vendôme abbattuta il 16 maggio 1871

Con l'inizio delle ostilità con Versailles furono presi provvedimenti straordinari. Il 2 aprile fu decretata la messa in stato d'accusa dei membri del governo di Versailles, il 5 aprile fu emanato il decreto sugli ostaggi e l'arresto dei complici di Versailles, e il 6 aprile furono disarmate le Guardie nazionali refrattarie. L'11 aprile fu istituito il Consiglio di guerra e stabilito l'obbligo per tutti i cittadini di denunciare le armi detenute.
Il 12 aprile fu decretata la demolizione della colonna Vendôme, eretta sotto Napoleone Bonaparte nel 1810, in quanto «un monumento di barbarie, un simbolo di forza bruta e di falsa gloria, un'affermazione del militarismo, una negazione del diritto internazionale, un insulto permanente dei vincitori ai vinti, un attentato perpetuo a uno dei tre grandi principi della Repubblica francese, la Fraternità ».

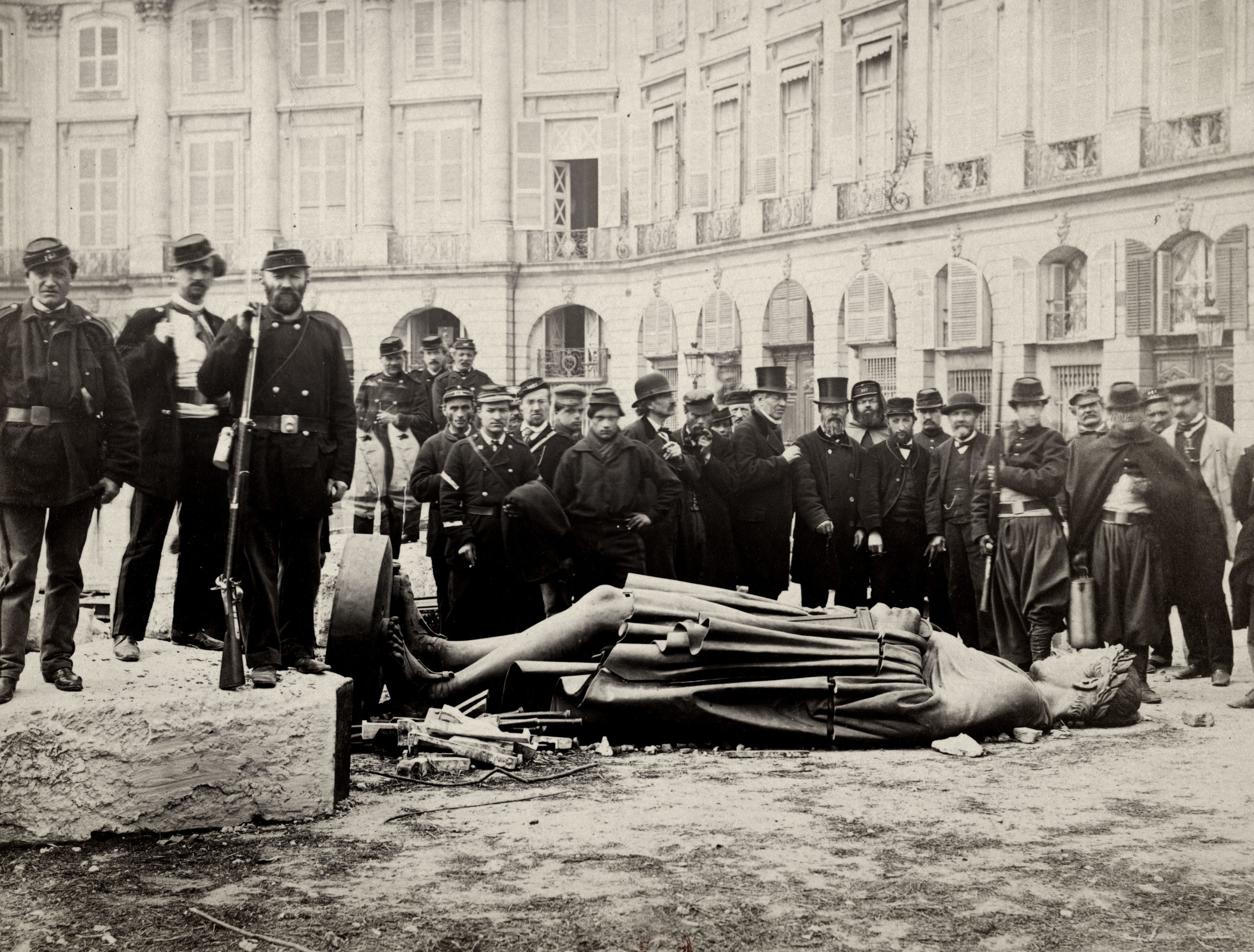
Comunardi vicino alla statua dell'imperatore Napoleone I.

L'abbattimento della colonna era stata proposta dal pittore Gustave Courbet già nel settembre 1870, quando egli, in qualità di presidente della Commissione artistica per la salvaguardia dei musei nazionali, aveva scritto in proposito al governo di Difesa nazionale, giudicando la colonna Vendôme «un monumento privo di qualsiasi valore artistico e tendente a perpetuare attraverso la sua espressione le idee di guerra e di conquista esistenti nella dinastia imperiale». Il 16 aprile Courbet fu eletto al Consiglio della Comune e sedette nella Commissione istruzione, richiedendo l'applicazione del decreto.
Era prevista la vendita a 4 franchi al chilo del materiale, stimato in 200 tonnellate. Il pomeriggio del 16 maggio la colonna fu abbattuta. Fu organizzata una cerimonia festosa che iniziò al suono della Marsigliese e si concluse, quando la colonna si abbatté al suolo e la statua di Napoleone rotolò lontano, alle note dello Chant du Départ.
Il 14 aprile fu creata una commissione d'inchiesta per accertare le responsabilità del governo di Versailles, il 1º maggio fu istituito il Comitato di Salute pubblica. La proposta, avanzata il 28 aprile da Jules Miot, provocò una spaccatura in seno al Consiglio della Comune e fu approvata con 45 voti a favore contro 23 contrari. Il Comitato fu formato da Arnaud, Melliet, Ranvier, Pyat e Gérardin. La minoranza dichiarò di vedere nell'istituzione del Comitato di Salute pubblica un «oblio dei principi di riforma seria e sociale» dai quali era uscita la Rivoluzione del 18 marzo, e un «ritorno pericoloso o inutile, violento o inoffensivo, a un passato che ci deve istruire, ma che non dobbiamo plagiare».
Creato nella speranza di portare un rimedio a una situazione militare che si faceva sempre più difficile, il Comitato apportò ancora più confusione, non avendo ben precisato l'ambito delle sue funzioni che si sovrapponevano a quelle della Commissione militare. L'8 maggio Gérardin, Melliet e Pyat furono sostituiti da Eudes, Gambon e Delescluze, e quest'ultimo, il 10 maggio, da Billioray.
Il 5 maggio fu decretata la demolizione della cosiddetta cappella espiatoria (eretta durante la Restaurazione in memoria di Luigi XVI e di Maria Antonietta, nel luogo della loro prima sepoltura al cimitero della Madeleine), demolizione che comunque non avverrà; lo stesso giorno venne ripristinato il calendario rivoluzionario francese, in data 15 fiorile, anno LXXIX; il 10 maggio fu decisa la demolizione della casa di Thiers e il sequestro dei suoi beni. Quest'ultima decisione provocò le dimissioni del delegato alla Banca di Francia Charles Beslay.

## L'amministrazione finanziaria

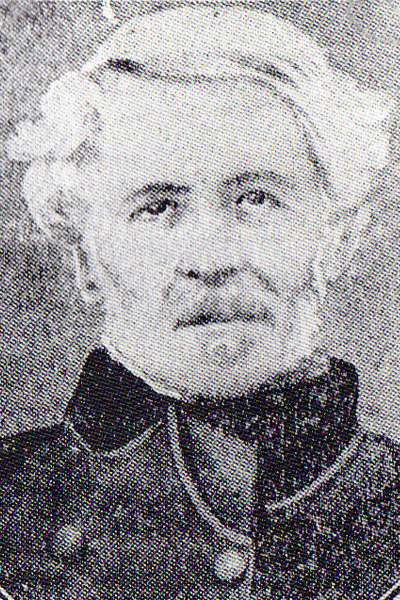
Charles Beslay.

L'amministrazione della città fu particolarmente scrupolosa. È noto il bilancio dei conti del periodo 20 marzo - 30 aprile: a fronte di 26.013.916 franchi di entrate derivanti dalle imposte dirette e indirette, furono spesi 25.138.089 franchi, venti milioni dei quali andarono al bilancio della Commissione militare. Il soldo delle guardie nazionali rappresentava infatti la sola risorsa per loro e per le loro famiglie, complessivamente circa mezzo milione di cittadini.
La maggiore fonte di entrata, circa 13 milioni di franchi, derivava dall'imposta comunale sui beni di consumo, che continuò così a gravare sui ceti più poveri. Non furono imposte tasse o contributi straordinari sui redditi delle classi abbienti. La riforma fiscale, pur rientrando nei programmi della Comune, non fu attuata, sia per mancanza di tempo, sia per l'obbiettiva difficoltà di operare in una situazione di guerra, sia per la mancata disponibilità di somme di riserva.
A questo scopo sarebbe stato necessario assumere il controllo della Banca di Francia, ma il Consiglio della Comune rifiutò decisamente di prendere una tale iniziativa: «tutte le insurrezioni serie si sono impadronite sin dall'inizio del nerbo del nemico, la cassa. La Comune è la sola che si sia rifiutata di farlo. Essa abolì il bilancio del ministero dei culti, che si trovava a Versailles, e rimase in estasi davanti alla cassa dell'alta borghesia che aveva in mano». Il controllo della Banca avrebbe avuto una particolare importanza sia economica che politica, perché avrebbe anche rappresentato un ostaggio che avrebbe fatto esitare Versailles a lanciarsi alla conquista di Parigi.
Delegato della Comune alla Banca di Francia fu il proudhoniano Charles Beslay, che intrattenne ottimi rapporti con il vice-governatore Alexandre de Ploeuc, sostituto del governatore Gustave Rouland, rifugiato a Versailles. La tattica di Ploeuc, che seguiva le istruzioni di Thiers, consistette nel non opporsi alle richieste di prestiti della Comune, ma ritardandoli e frazionandoli. In totale, furono concessi alla Comune 20.240.000 franchi, a fronte dei 257.637.000 franchi concessi nello stesso periodo al governo di Versailles e destinati alla lotta contro la stessa Comune.

## L'Unione delle donne

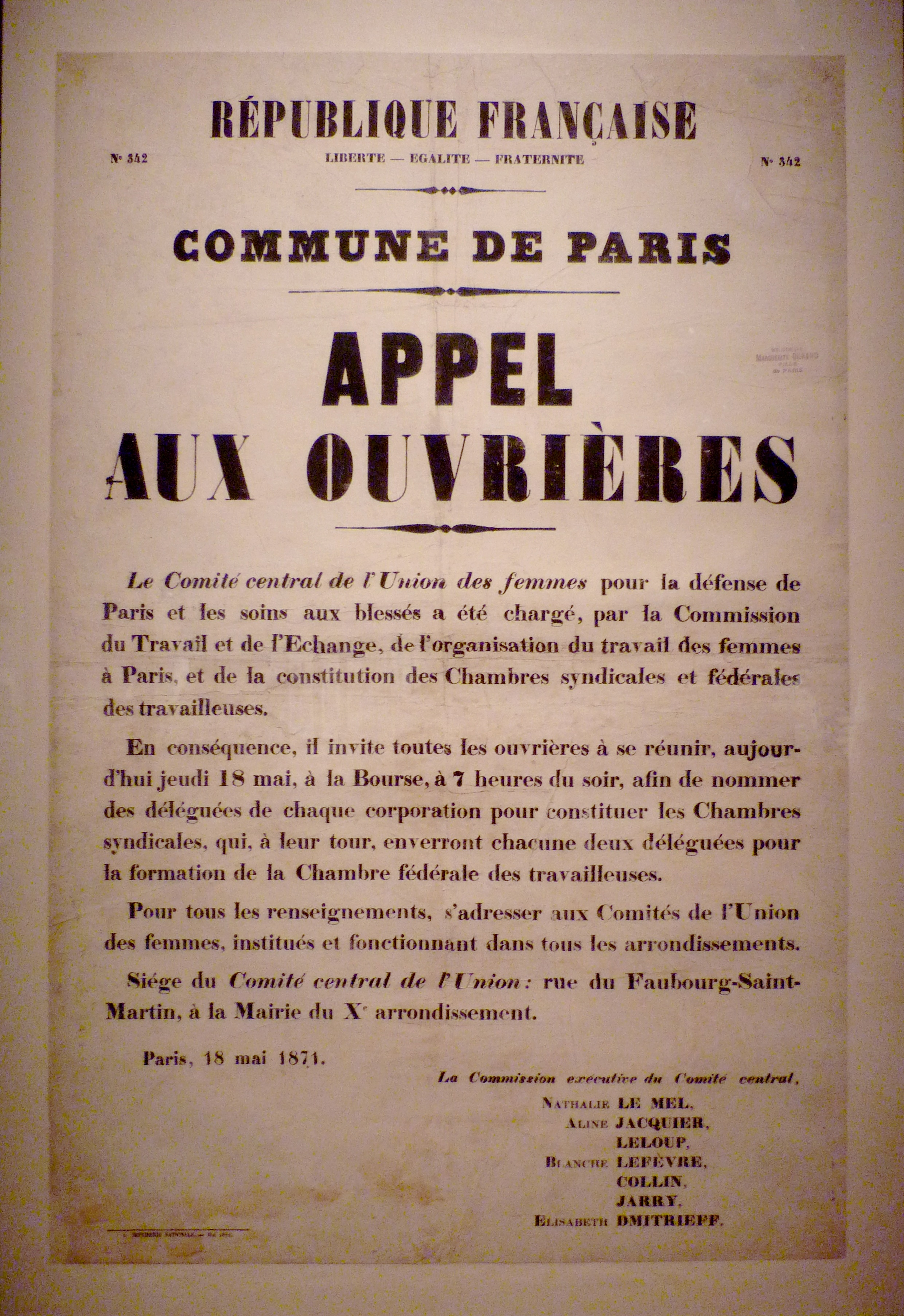
Appello dell'Unione delle donne alle operaie di Parigi.

L'11 aprile apparve sul Journal officiel un Appello alle cittadine di Parigi, redatto l'8 aprile e firmato «Un gruppo di cittadine», nel quale, preso atto che la guerra con le forze di Versailles era iniziata e che bisognava «vincere o morire», si tracciavano le linee di un programma rivolto espressamente alle donne: «Niente doveri senza diritti, niente diritti senza doveri. Vogliamo il lavoro, ma per conservarne il prodotto. Non più sfruttatori né padroni. Lavoro e benessere per tutti. Autogoverno del popolo [...] ] ». S'invitavano infine le cittadine parigine a riunirsi quella sera al Grand Café de la Nation in rue du Temple 79.
Qui fu fondata l'Union des Femmes pour la Défense de Paris et les soins aux blessés - Unione delle donne per la difesa di Parigi e le cure ai feriti - e fu scelto un Consiglio provvisorio composto da Élisabeth Dmitrieff, una russa di origini aristocratiche, iscritta all'Internazionale e in contatto con Marx, e da sette operaie: Noémie Colleville, Aimée e Céline Delvainquier, Sophie Graix, Joséphine Prat, Adélaïde Valentin e una signora Marquant. Quest'associazione assorbì una precedente Unione delle donne fondata da Jules Allix, e aprì proprie sezioni nei diversi rioni di Parigi.
In maggio fu costituito il Comitato centrale dell'Unione e la sua Commissione esecutiva, formata da Aline Jacquier, Aglaé Janny, Blanche Lefebvre, Nathalie Lemel, Marie Leloup, dalla Dmitrieff e dalla signora Collin. L'Unione intendeva organizzare mense, procurare infermiere e ambulanze, trovare vestiario, e collaborare con le commissioni governative per la creazione di lavoro femminile. La Commissione lavoro e scambio, su proposta dell'Unione delle donne, decise di creare aziende cooperative affidandone l'organizzazione all'Unione.
Il 18 maggio l'Unione, in accordo con la Commissione lavoro e scambio della Comune, invitò le operaie di Parigi a riunirsi per costituire camere sindacali di ciascuna corporazione di lavoro, per dare poi origine alla Camera federale di tutte le lavoratrici. Una successiva riunione fu convocata il 21 maggio: quel giorno l'esercito di Versailles entrò a Parigi e tutti, comprese le donne dell'Unione, corsero alle barricate.

## La guerra contro Versailles

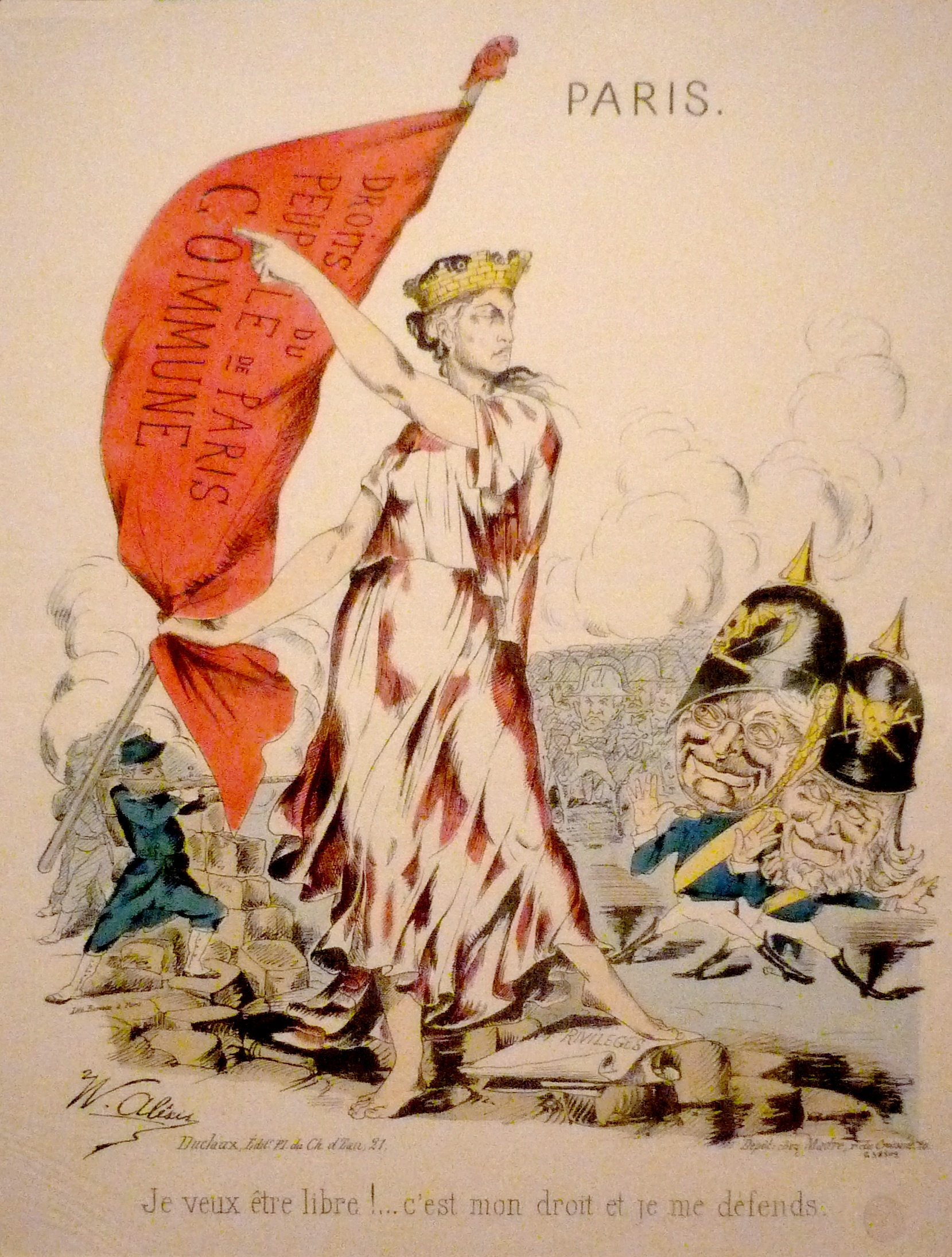
La Comune di Parigi dichiara a Thiers ed a Jules Favre (con l'elmetto tedesco) di voler essere libera

Parigi si trovava ancora accerchiata da oriente e in parte da nord dall'esercito tedesco, che manteneva una formale neutralità dal giorno dell'armistizio. A sud la difesa era assicurata dal controllo dei cinque forti di Issy, Vanves, Montrouge, Bicêtre e Ivry. Il punto debole era nel fronte occidentale, ove il solo forte esistente, quello di Mont-Valérien, era nelle mani dei versagliesi e controllava il ponte di Neuilly, l'unico passaggio sulla Senna rimasto intatto. Su questa riva sinistra del fiume i federati tenevano poche posizioni: Courbevoie e Puteaux, davanti al ponte di Neuilly, e poi Suresnes, Colombes e Asnières.
La mattina del 2 aprile 10.000 uomini di Versailles, comandati dal generale Vinoy e appoggiati dall'artiglieria, attaccarono di sorpresa i federati conquistando Courbevoie. La sera si ritirarono di fronte alla reazione della Guardia nazionale, ma l'attacco turbò Parigi e tre comandanti della Guardia, Jules Bergeret, Émile Victor Duval ed Émile Eudes, senza consultare il Consiglio della Comune, il 3 aprile decisero di passare all'offensiva in direzione Versailles. Una colonna centrale, guidata da Eudes puntava direttamente a Versailles attraverso Issy e Viroflay, quella di Duval a sud, attraverso Châtillon e Vélizy, e due colonne al comando di Bergeret e Flourens avrebbero puntato a nord riunendosi a Rueil. In tutto, 35.000 uomini senza cavalleria e con scarsa artiglieria.
All'alba del 3 aprile i federati avanzarono con successo. Bergeret prese Rueil, arrivando a mezza via da Versailles, ma la violenta reazione dell'artiglieria di Vinoy lo costrinse alla ritirata fino al ponte di Neuilly. Flourens, che aveva coperto la sua ritirata, si ritrovò solo con il suo reparto e a Chatou fu fatto prigioniero e ucciso da un gendarme. Duval aveva preso Châtillon e poi Villacoublay, a sei chilometri da Versailles, ma la mancanza d'artiglieria lo costrinse a retrocedere ancora a Châtillon dove, accerchiato, si arrese. Vinoy lo fece fucilare insieme ai suoi ufficiali. La colonna di Eudes giunse fino a Val-Fleury, ma dopo le sconfitte di Bergeret e Flourens dovette ripiegare su Parigi.
Diverse furono le conseguenze di quella giornata. Cluseret, nominato dal Consiglio della Comune delegato alla Commissione militare, fece arrestare Bergeret e affidò al polacco Jaroslaw Dombrowski il comando della piazza di Parigi. Non ritenendo le Guardie nazionali addestrate al combattimento in campo aperto, venne adottata una strategia di difesa passiva e per impedire le esecuzioni dei prigionieri ordinate dai capi di Versailles, fu emanato il decreto sugli ostaggi.
L'organizzazione dell'esercito di Versailles proseguiva rapidamente. L'11 aprile era costituito da tre corpi d'armata. Il primo, comandato dal generale Ladmirault, occupava Villeneuve e Nanterre e fronteggiava Neuilly; il secondo, comandato dal generale Cissey, occupava Châtillon e Villecoublay; il terzo, al comando di Vinoy, teneva Meudon, Sèvres e Saint-Cloud. Alla fine di aprile, dopo che Thiers ottenne da Bismarck il rimpatrio dei prigionieri di guerra e il permesso del loro impiego, furono costituiti altri due corpi d'armata, il quarto, comandato da Barail, che occupava Verrières e Longjumeau, e il quinto, al comando del generale Clinchant, che fronteggiava Passy.

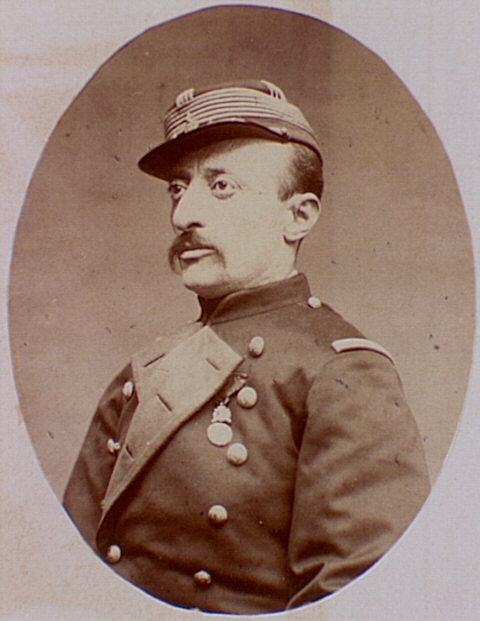
Napoléon La Cécilia.

Complessivamente, Versailles schierava intorno a Parigi circa 700 pezzi d'artiglieria e 100.000 soldati di fronte ai quali la Comune opponeva 341 cannoni e 50.000 uomini divisi nelle tre armate al comando di Dombrowski, La Cécilia e Wroblewski.
Il 7 aprile i versagliesi occuparono il ponte di Neuilly. Dombrowski reagì a nord, prendendo Colombes e Asnières, ma dopo lunghi combattimenti, il 19 aprile dovette abbandonare le posizioni. Il 20 aprile le truppe di Versailles controllavano tutta la riva sinistra della Senna. Dal 25 aprile bombardarono a sud i forti di Vanves e di Issy, che fu abbandonato e ripreso il 30 aprile dai federati. Quel giorno, per la sua «indolenza e indecisione», il Consiglio decise l'arresto di Cluseret e la sua sostituzione con il colonnello Louis Rossel.
L'aggravarsi della situazione militare convinse la maggioranza del Consiglio a creare una nuova struttura, un Comitato di Salute pubblica composto da Arnaud, Charles Gérardin, Melliet, Pyat e Ranvier, che tuttavia non fu in grado di mutare il corso delle operazioni. Nella notte del 3 maggio, i versagliesi penetrarono di sorpresa nel forte di Moulin Saquet, forse grazie al tradimento del comandante del 55º battaglione. Il 5 maggio occuparono Clamart, il 9 maggio il forte di Issy, il 13 maggio il forte di Vanves.
La crisi provocò il 9 maggio le dimissioni di Rossel e un rimpasto nel Comitato di Salute pubblica: Gérardin, Melliet e Pyat furono sostituiti da Delescluze, Eudes e Gambon. Il 10 maggio venne firmata la pace con la Germania, e il 21 maggio Thiers assicurò Bismarck che «l'ordine sociale sarà ristabilito nel corso della settimana». Quel pomeriggio una spia, un certo Jules Ducatel, segnalò agli assedianti che il settore di Saint-Cloud era senza difese e i primi distaccamenti del 37º reggimento di Versailles entrarono a Parigi.

## La «settimana di sangue» (21-28 maggio)

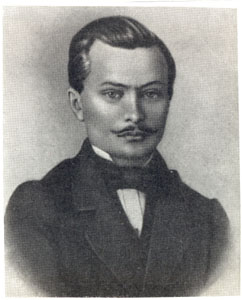
Jaroslaw Dombrowski.

Le truppe al comando dei generali Douay e de Cissey occuparono lo spazio tra le fortificazioni e la ferrovia. Dombrowski apprese la notizia alle 16 e telegrafò al Consiglio, chiedendo rinforzi. Solo alle 19 il Consiglio che, presieduto da Vallès, stava giudicando Cluseret, venne informato dell'invasione: «mi sembrò che tutto il mio sangue scendesse a terra - scrive Vallès nelle sue memorie - e che gli occhi mi divenissero più chiari e grandi nella faccia pallida». Si decise di mandare assolto Cluseret e di affidare i compiti della difesa al Comitato di Salute pubblica.
Mentre Dombrowski non riceveva nessun rinforzo, il Comitato mandò Assi in ricognizione a Passy. Nella notte, vide dei federati ammassati lungo i muri di rue Beethoven. Avvicinatosi, si accorse che erano tutti morti, fucilati dai soldati di Versailles. Era ricominciato il massacro dei prigionieri e dei sospetti.
Il 22 maggio i versagliesi presero il controllo delle porte di Auteuil, di Passy, di Sèvres e di Versailles, e il XV e XVI arrondissement. Batterie di cannoni bombardavano Parigi dalla collina di Chaillot. Delescluze chiamò la cittadinanza alle armi con un manifesto: «Si tratta di vincere o cadere nelle mani senza pietà dei reazionari e dei clericali di Versailles, di questi miserabili che hanno venduto la Francia ai Prussiani e che ci fanno pagare il prezzo dei loro tradimenti».
Una ventina di membri del Consiglio si riunirono per l'ultima volta all'Hôtel de Ville, decidendo di rientrare nei propri quartieri per combattere e dare l'esempio. Nelle strade si elevavano ovunque barricate - se ne contarono almeno 164 - dove erano attivi anche donne e bambini. I versagliesi, ormai in numero di 130.000, avanzavano lentamente: violenti combattimenti si segnalarono nel quartiere delle Batignolles, a nord, dove i tedeschi avevano permesso alla divisione del generale Montaudon di attraversare le loro linee, prendendo alle spalle i difensori. Caddero l'Eliseo, la stazione Saint-Lazare e l'École militaire, e vennero investite la Concorde, la montagne Sainte-Geneviève e la Butte-aux-Cailles, nel XIII arrondissement, sedici federati fatti prigionieri in rue du Bac furono fucilati, mentre Thiers dichiarava all'Assemblea che «l'espiazione sarà completa».

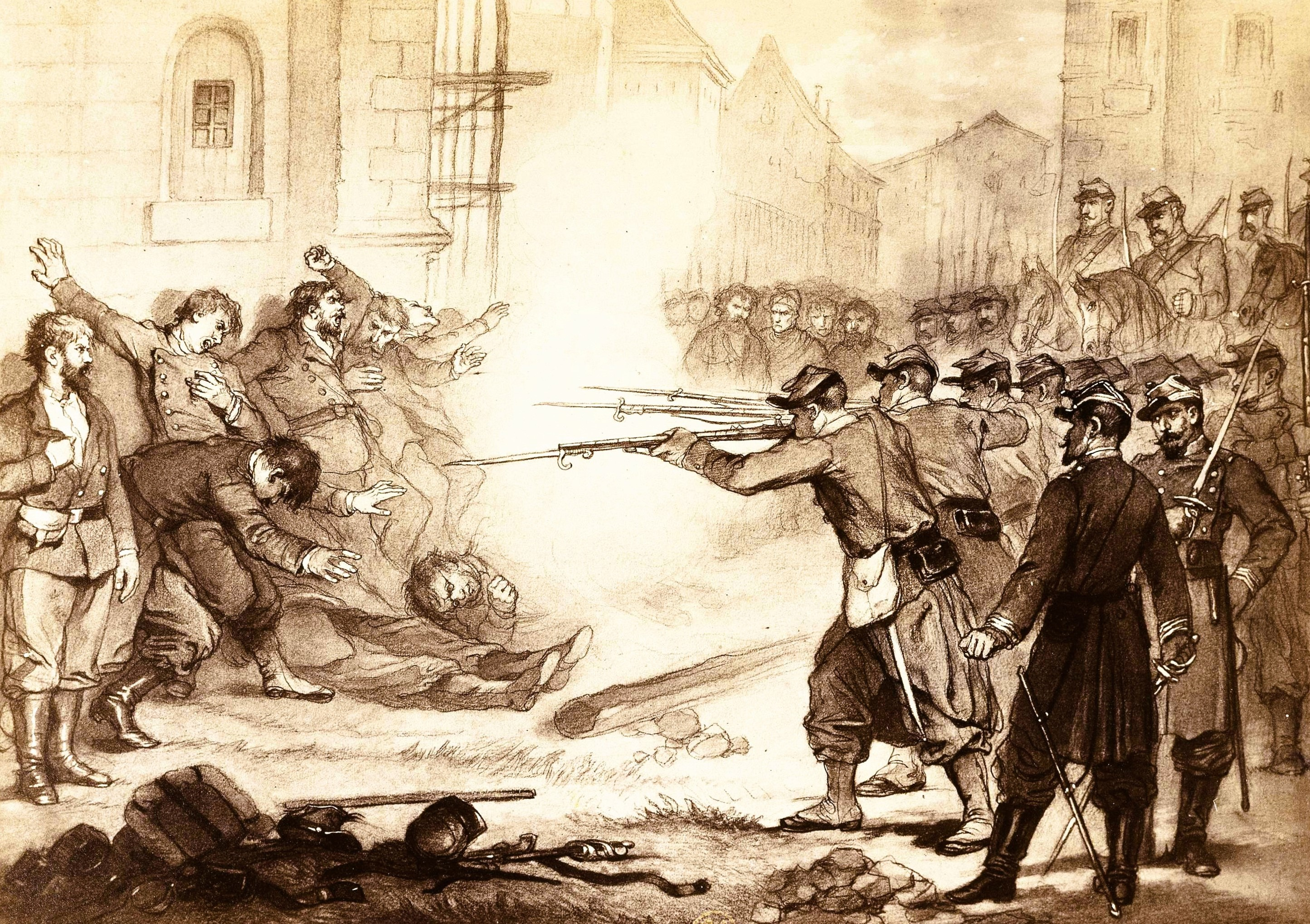
Esecuzione di Federati da parte delle truppe di Versailles.

Il 23 maggio il Comitato di Salute pubblica fece affiggere sulle strade un appello ai soldati di Versailles: « [...] Come noi, voi siete dei proletari; come noi, voi avete interesse a non lasciare più ai congiurati monarchici il diritto di bere il vostro sangue, come essi bevono i nostri sudori [...] Venite con noi, fratelli, le nostre braccia sono aperte». Anche il Consiglio della Comune pubblicò un appello alla fraternizzazione, ma l'esercito di Versailles continuò l'avanzata.

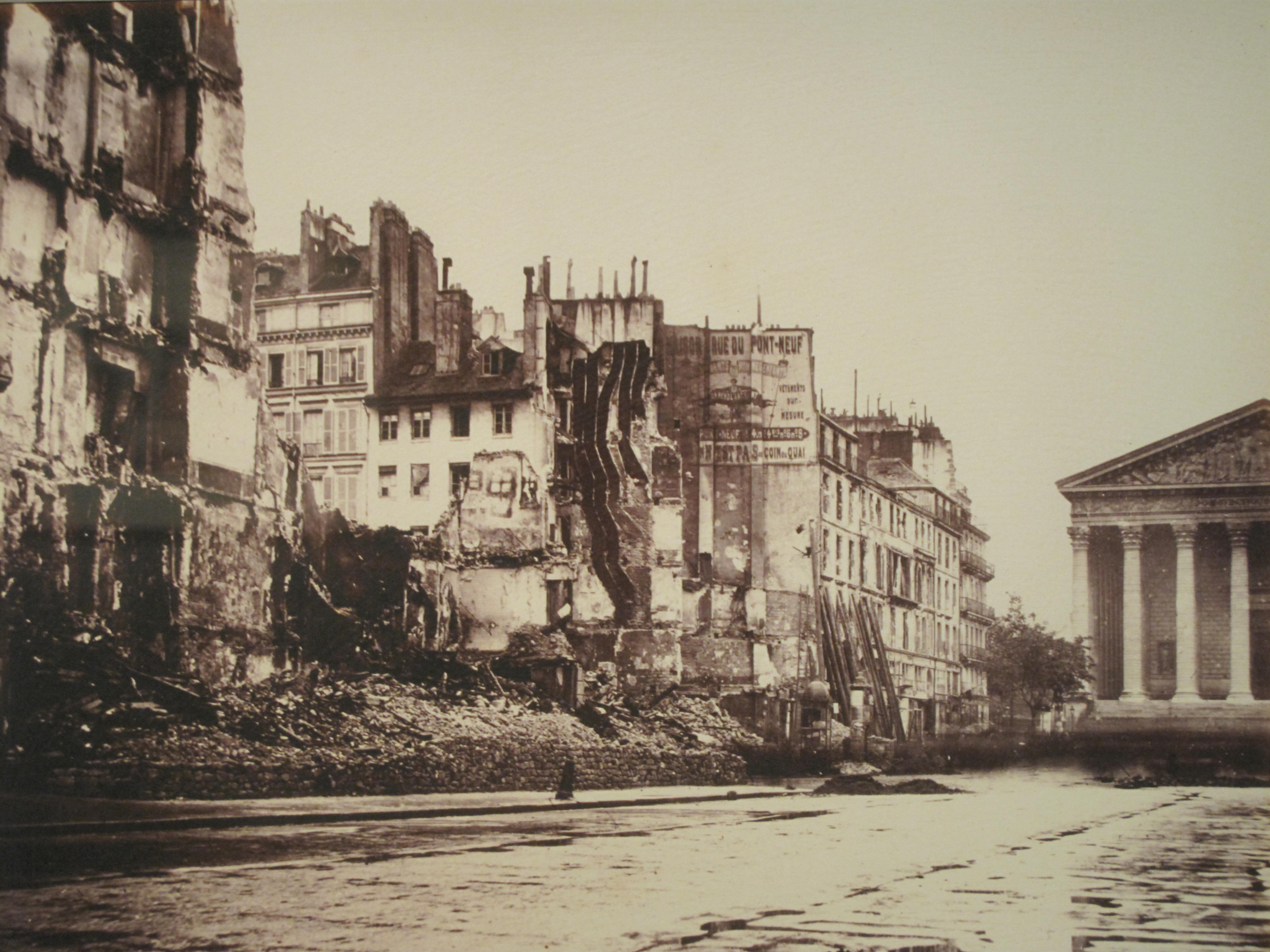
Le distruzioni di rue Royale

La caduta di Montmartre, avvenuta senza quasi opporre resistenza, provocò scoraggiamento tra i federati. Dombrowski si fece uccidere in rue Myrha, vennero perdute l'Opéra e la Concorde, mentre centinaia di parigini furono fucilati al parc Monceau, altri trecento alla Madeleine, 37 in rue Lepic, 49 in rue des Rosiers, dove erano stati fucilati i generali Lecomte e Thomas: tra di essi, tre donne e quattro bambini. Per ritorsione, il procuratore della Comune Raoul Rigault fece fucilare nella prigione di Sainte-Pélagie Gustave Chaudey e tre gendarmi detenuti dal 18 marzo.
Parigi bruciava. L'aria era piena di un odore acre di fumo, il cielo notturno era tutto illuminato di un bagliore rosso. Le artiglierie versagliesi, caricate a boulets rouges, i proiettili a petrolio, provocarono incendi al Campo di Marte, al ministero delle Finanze, alla Concorde, a palazzo Borbone, al Palazzo del Lussemburgo. A loro volta, i federati in ritirata incendiarono l'ala destra di rue Royale, le Tuileries, la Corte dei conti, il Consiglio di Stato, il palazzo della Legion d'onore, l'Hôtel de Ville e la prefettura di polizia. Nei giorni successivi andarono a fuoco il teatro di Porte-Saint-Martin, dei Délassements comiques e il Lirico, il municipio del XII arrondissement, i magazzini della Villette, le manifatture Gobelins, e circa duecento case di abitazione. Più di 200 000 tra volumi e documenti finirono in fumo.

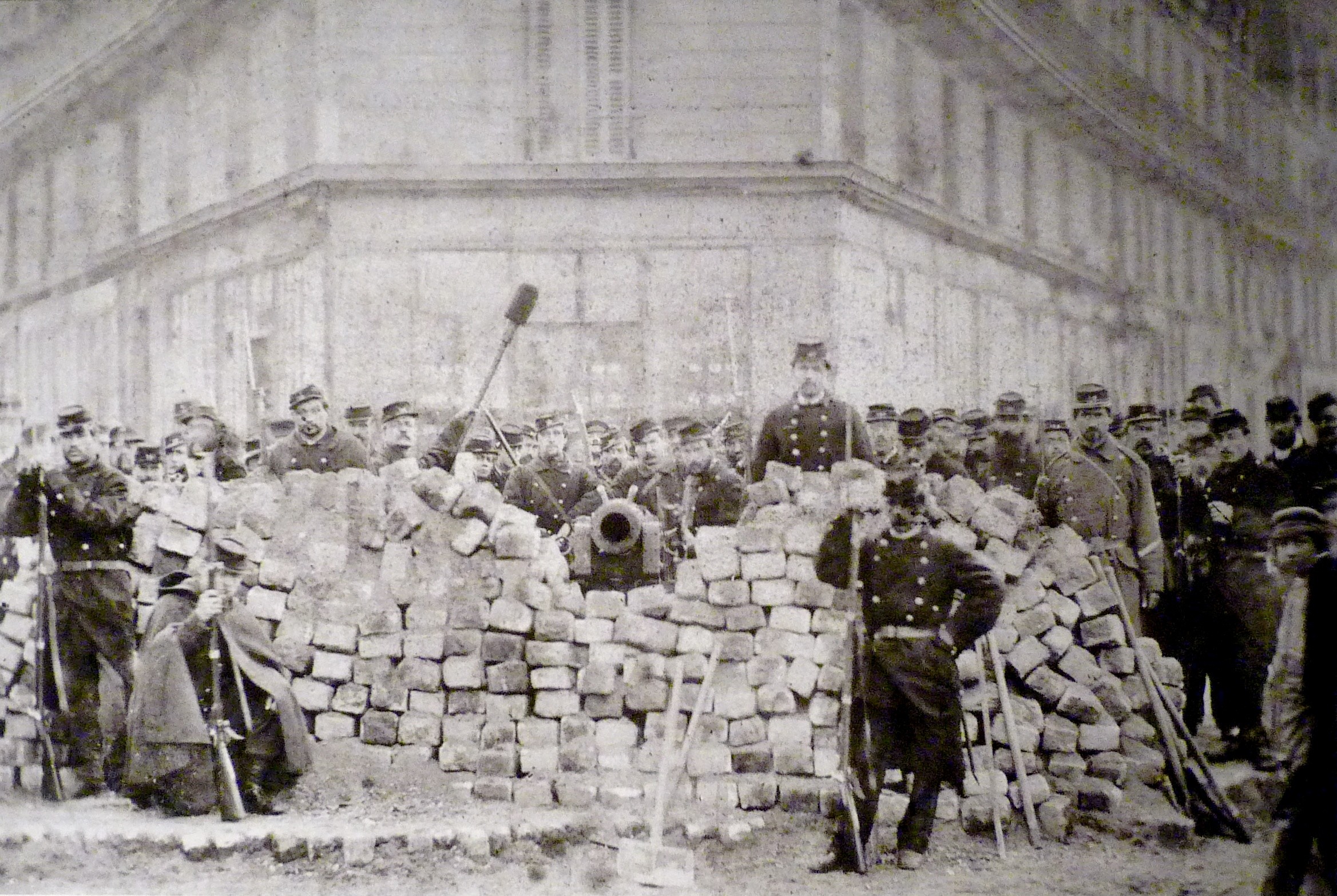
La barricata di boulevard Voltaire

La stampa e il governo di Versailles attribuì ogni responsabilità degli incendi ai federati e fu creata la leggenda delle pétroleuses, smentita del resto da un nemico della Comune, il giornalista Maxime Du Camp. Questa leggenda, scrive Lissagaray, «costò la vita a centinaia di donne accusate di gettare petrolio nelle cantine: ogni donna mal vestita che porti un recipiente per il latte, una boccetta, una bottiglia vuota, può essere un'incendiaria. Trascinata in brandelli nel muro più vicino, viene finita a revolverate».
La mattina del 24 maggio la Commissione militare e il Comitato di Salute pubblica si trasferirono nel municipio dell'XI arrondissement, mentre i versagliesi catturarono le cannoniere ormeggiate nella Senna e proseguirono l'occupazione del quartiere del Louvre, della Banca di Francia e della Borsa, facendo saltare in aria la polveriera del Luxembourg. Superate le barricate di rue Soufflot e di rue Gay-Lussac, nel V arrondissement, i versagliesi raggiunsero il Pantheon e vi massacrarono centinaia di federati e di sospetti. Per rappresaglia, Théophile Ferré firmò il decreto di esecuzione di sei ostaggi e alle sette di sera l'arcivescovo Darboy, l'abbé Deguerry, il presidente della Cassazione Bonjean e tre gesuiti vennero fucilati alla Roquette.
Il 25 maggio i federati, al comando di Wroblewski, dovettero abbandonare la Butte-aux-Cailles e ritirarsi verso la Bastiglia. Tutta la riva sinistra era nelle mani dei versagliesi che attaccarono il Marais e i dintorni di place du Château-d'Eau dove la resistenza dei federati era guidata da Paul Brunel, che venne ferito come Lisbonne e Vermorel. La sera, Delescluze si espose volontariamente sulla barricata di boulevard Voltaire per trovarvi la morte. Nei quartieri occupati, per fucilare i prigionieri, troppo numerosi, i versagliesi usarono le mitragliatrici.
Il 26 maggio il Consiglio della Comune e il Comitato di Salute pubblica non esistevano più: tutti i poteri furono affidati da Varlin al Comitato centrale della Guardia nazionale, che aveva sede in rue Haxo. I quartieri della Bastiglia e della Villette resistettero per tutto il giorno, poi i difensori ripiegarono a Belleville, l'ultimo bastione rimasto ai federati, che sparavano sui versagliesi con i cannoni piazzati sulle Buttes-Chaumont e nel cimitero di Père-Lachaise. Appresa la fucilazione di Millière al Panthèon, e l'esecuzione dei feriti ricoverati negli ospedali e nelle ambulanze, una folla inferocita s'impadronì di 50 ostaggi - 11 preti, 35 gendarmi e 4 spie - e li massacrò in rue Haxo, malgrado l'opposizione di Varlin.

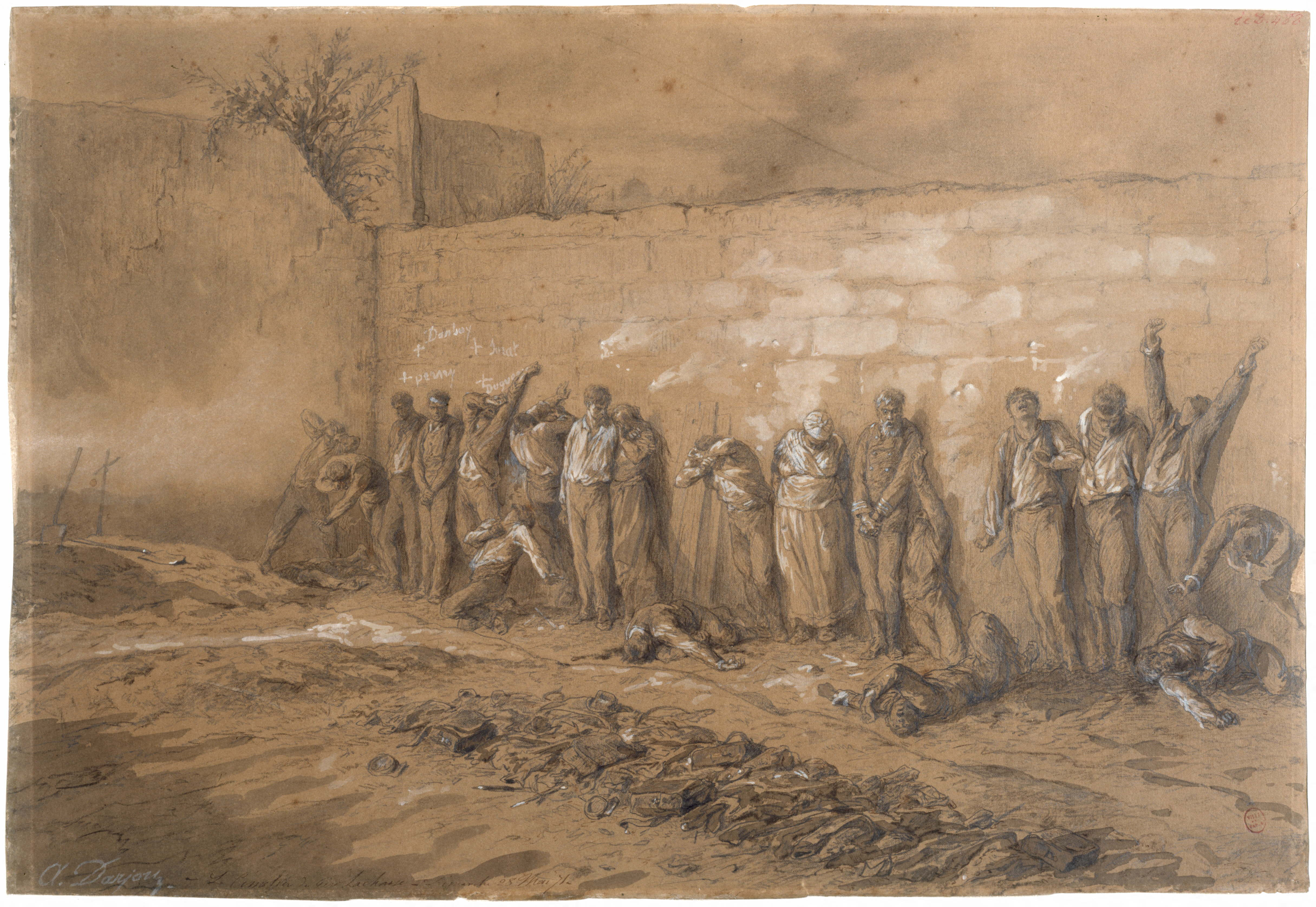
Esecuzione dei Fédéré il 27 maggio al cimitero di Père-Lachaise.

Il 27 maggio i versagliesi diedero l'assalto a Belleville. I combattimenti si concentrarono nel cimitero di Père-Lachaise, dove i federati avevano piazzato due batterie di cannoni, una davanti alla tomba del duca di Morny e l'altra ai piedi della piramide della tomba di Félix de Beaujour. Distrutta la grande porta a cannonate, provocate altre brecce nel muro di cinta, i versagliesi penetrarono nel cimitero, dove si combatté fino a notte avanzata. L'ultima resistenza fu all'arma bianca, tra le tombe di Charles Nodier e di Émile Souvestre, davanti al monumento a Balzac. I feriti vennero finiti con un colpo di grazia e i 147 prigionieri fucilati contro il muro che porta ora il nome di muro dei Federati. Per ordine di Mac-Mahon, per tutta la notte piovvero su Belleville proiettili incendiari.
Domenica 28 maggio i versagliesi attaccarono l'ultimo ridotto formato da boulevard de Belleville, rue du Faubourg du Temple, rue des Trois Bornes e rue des Trois Couronnes. L'ultimo cannone federato tacque a mezzogiorno a rue de Belleville, nel pomeriggio l'ultimo colpo di fucile fu sparato dalla barricata di rue Ramponneau. La Comune era caduta e il maresciallo Mac-Mahon lanciò il messaggio: «Parigi è stata liberata! La battaglia è finita oggi; l'ordine, il lavoro, la sicurezza stanno per essere restaurati», e Thiers telegrafò ai prefetti: «Il suolo è disseminato dei loro cadaveri. Questo spettacolo spaventoso servirà di lezione».
Non solo il suolo. Sulla Senna «una lunga scia di sangue segue il filo dell'acqua e passa sotto il secondo arco delle Tuileries. Questa scia di sangue non s'interrompe mai». Nella prigione della Roquette in questo solo giorno furono uccisi 1.900 federati, in quella di Mazas oltre 400 che vennero gettati in un pozzo del Cimitero di Bercy. Colonne di prigionieri e di sospetti furono avviate a Versailles. Lungo il percorso, il generale Galliffet li ispezionò. Fatti uscire dalle file i più anziani, disse loro: «voi avete visto il giugno 1848, perciò siete ancora più colpevoli degli altri» e li fece fucilare. Caddero 83 uomini e 12 donne.

## La repressione

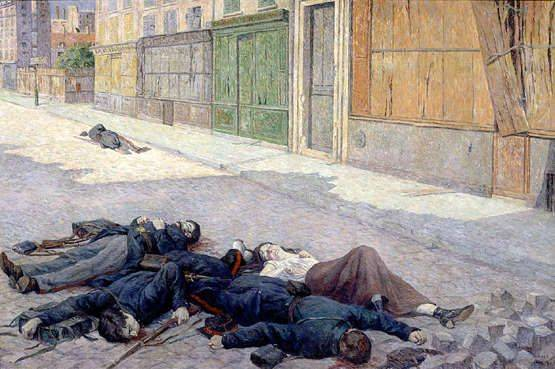
Maximilien Luce: Una strada di Parigi

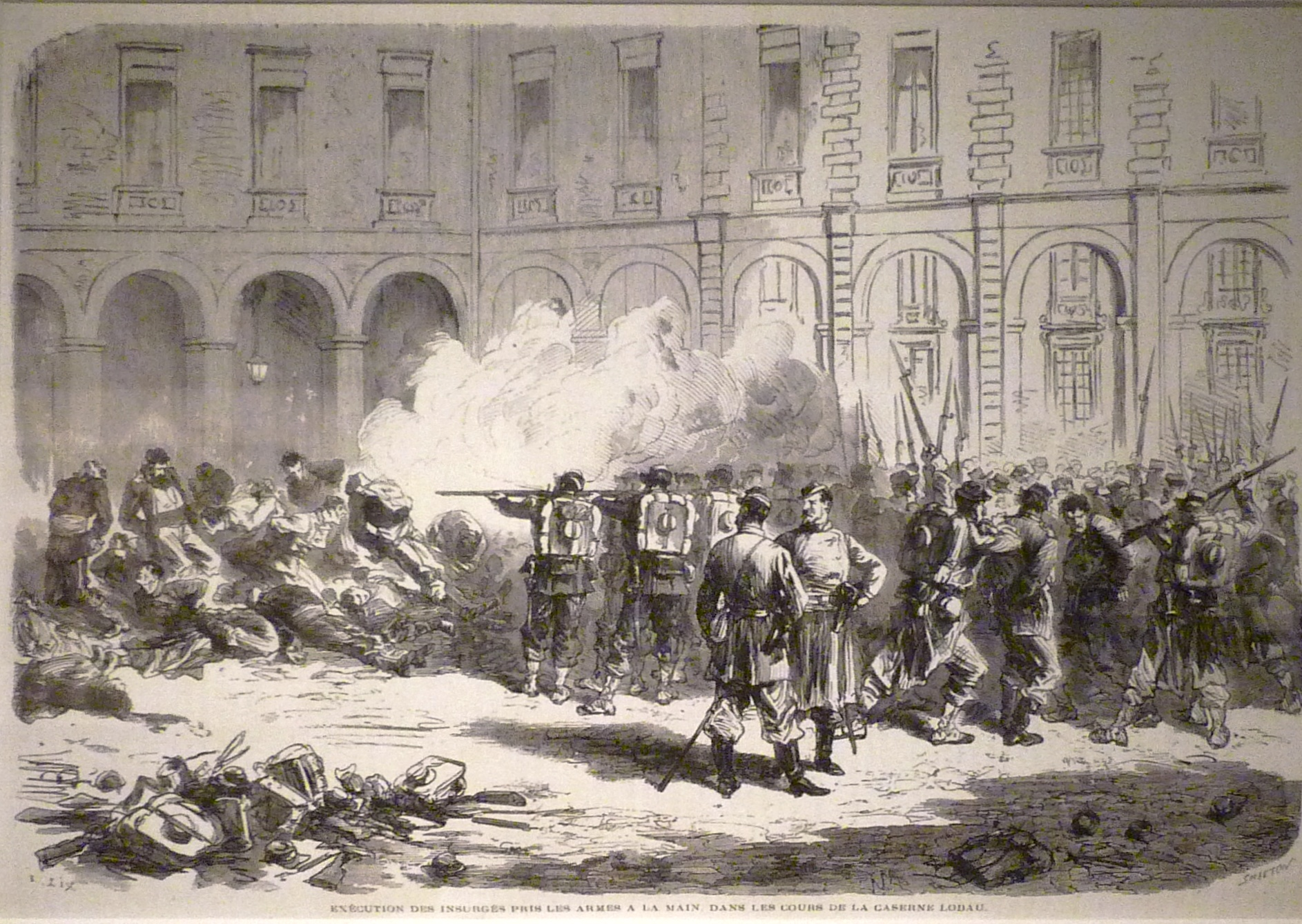
Esecuzione di massa dei comunardi catturati nei cortili della caserma Lobau vicino al Municipio.

Il massacro continuò nei giorni successivi alla caduta della Comune. Il 29 maggio capitolò il forte di Vincennes e il comandante Faltot e otto ufficiali vennero fucilati nel fossato. Mentre nei giardini del Luxembourg e nella prigione della Roquette si continuava a fucilare, nella caserma Lobau le mitragliatrici uccisero altri 3.000 parigini: i cadaveri furono scaricati nella piazza Saint-Jacques, dove una parte venne sommariamente sepolta, un'altra parte bruciata e il resto prelevato dalle carrette funerarie. Al Père Lachaise i prigionieri furono condotti a gruppi di centinaia e allineati a ridosso di una lunga e profonda fossa scavata davanti al muro che aveva visto cadere gli ultimi difensori della Comune. Le mitrigliatrici aprirono il fuoco e, morti o feriti, i federati rotolarono nella fossa e vennero ricoperti di calce viva.
Non esiste un calcolo preciso delle vittime della repressione. Le cifre ufficiali del governo ne sottostimarono il numero a 17.000. Per Chastenet e Rougerie furono 20.000, per Lissagaray e Levêque 23.000, per Bourgin 25.000, per Pelletan e Kergentsev 30.000, per Zévaès 35.000. Fu il massacro più sanguinoso della storia della Francia dopo quelli perpetrati nella Vandea: la strage della notte di san Bartolomeo fece alcune migliaia di vittime, durante tutta la Rivoluzione francese furono giustiziate a Parigi circa 4.000 persone e in tutta la Francia non più di 12.000 secondo Kergentsev mentre Donald Greer, ripreso da quasi tutti gli storici moderni della Rivoluzione e basato sulle sentenze di condanne a morte emesse in Francia nel periodo del Terrore, calcola in 16.594 sentenze di condanne a morte emesse ed eseguite dal Tribunale rivoluzionario e da altre corti di giustizia rivoluzionaria per un totale di circa 17.000 morti attraverso la ghigliottina. A questi vanno aggiunte le vittime delle numerose esecuzioni senza sentenza, soprattutto nel corso delle repressioni di Lione e Tolone, e le vittime di guerra, che porterebbe il totale a 35/40.000 morti.

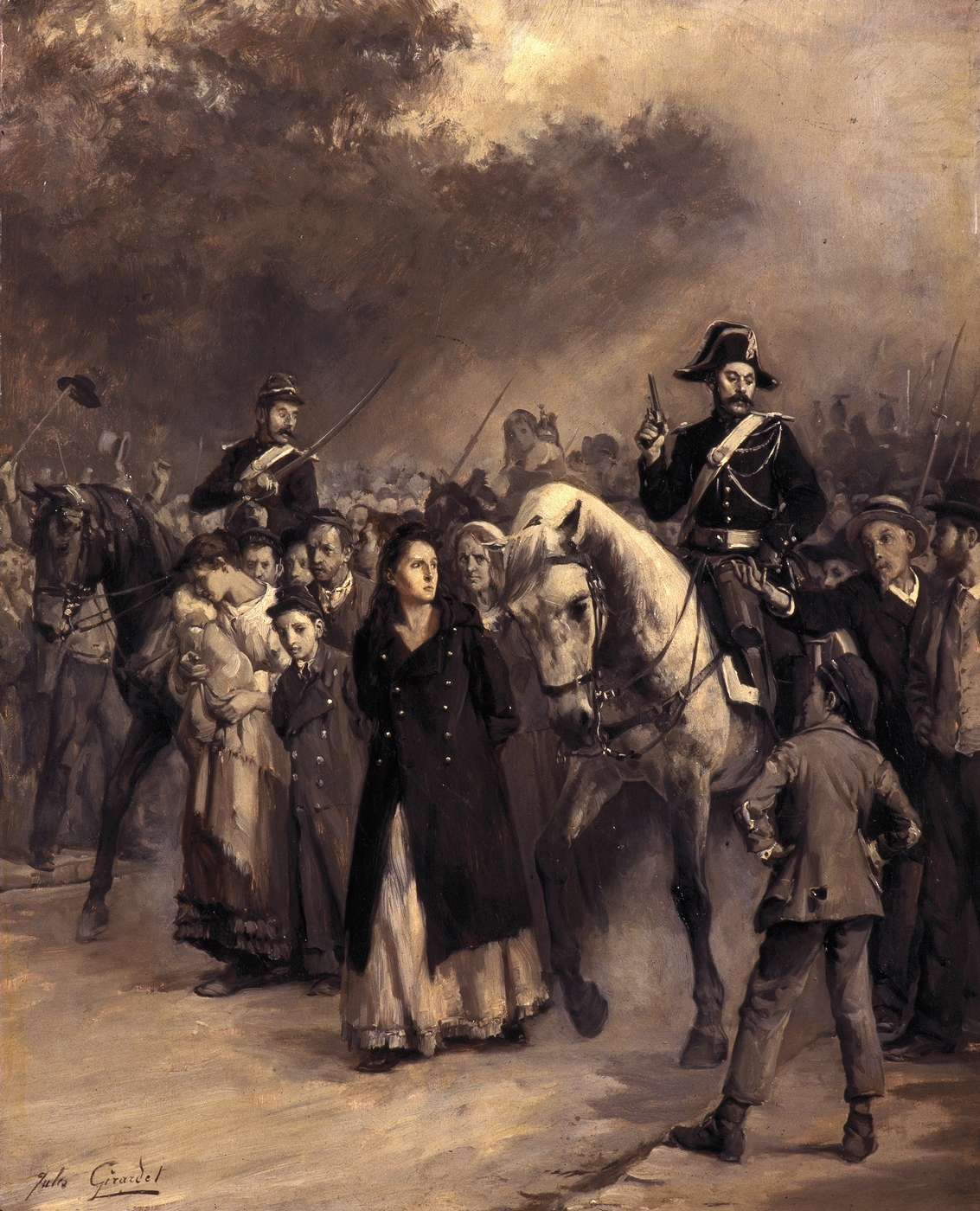
Jules Girardet: Louise Michel tra i federati avviati in prigionia a Versailles

Il timore di epidemie, la stanchezza dei soldati, il rischio di disgustare anche l'opinione pubblica favorevole alla repressione e la necessità di darle una parvenza di legittimità convinsero infine il governo ad arrestare il massacro indiscriminato dei prigionieri. La città, mantenuta in stato d'assedio, venne divisa, come al tempo dell'Impero, in quattro settori militari, ciascuno amministrato da un Consiglio di guerra e, dal 7 agosto, vennero formati altri 22 Consigli di guerra che sedettero in varie località della cintura parigina. Il 7 giugno 1871 veniva arrestato il pittore Gustave Courbet con l'accusa di «essersi […] reso complice, abusando della sua autorità» dello smantellamento della colonna Vendôme, e venne condannato a sei mesi di carcere (alla prigione di Sainte-Pélagie) e a una multa di cinquecento franchi, cui si aggiunsero 6850 franchi di spese penali; durante la detenzione eseguì una significativa serie di nature morte. La pena pecuniaria, già ingente, divenne ancora più esorbitante quando Courbet, a seguito di un nuovo processo nel 1873, venne sanzionato per un totale di 323 091 franchi e 68 centesimi, pagabile a rate, così da rimborsare le spese di ricostruzione della colonna Vendôme. Per evitare di pagare l'ingentissima ammenda e di finire nuovamente incarcerato (era già stato escluso dal Salon del 1872), Courbet lascerà l'anno dopo la Francia e si rifugerà in Svizzera, con l'intento di soggiornarvi fino a quando la situazione in patria non si fosse mitigata, ma vi morì in esilio il 31 dicembre 1877.
I prigionieri che, grazie anche a ben 399.823 delazioni quasi tutte anonime, ammontavano a 38.578, di cui 1.054 donne e 615 minorenni, furono avviati a Versailles e ammassati nell'Orangerie del castello, nelle cantine delle scuderie, nel campo militare di Satory e nei maneggi di Saint-Cyr. Ventimila di essi furono poi trasferiti nelle stive di galleggianti e ottomila nelle isole della costa atlantica. In pochi mesi ne morirono 967 di stenti e di violenze.
Un migliaio di essi furono subito riconosciuti estranei alle vicende e liberati. I restanti 36.309, in grande maggioranza operai e artigiani, furono deferiti davanti ai ventisei Consigli di guerra che emisero 13.440 condanne, 3.313 delle quali in contumacia. Le condanne a morte furono 270 e ne furono eseguite 28.
Nell'ottobre del 1871 fu fucilato il soldato Edouard Paquis; il 28 novembre furono fucilati Théophile Ferré, Louis Rossel e il sergente Bourgeois; il 30 novembre Gaston Crémieux; il 22 febbraio 1872 Armand Herpin-Lacroix, Charles-Marie Lagrange e Galdric Verdaguer; il 19 marzo Gustave Préau de Vedel; il 30 aprile Gustave Genton; il 25 maggio Jean-Baptiste Sérizier, Etienne Boudin e Isidore Boin; il 6 luglio Adolphe Baudoin e Jean Rouilhac; il 24 luglio Jean-Baptiste François, Charles Aubry, Louis Dalivous, Émile Saint-Omer e due soldati sconosciuti; l'8 settembre Joseph Lolive, Léon Denivelle e Henri Deschamps; il 22 gennaio 1873 Jean Philippe Fenouillas, Victor Bénot e Louis Decamps; il 6 giugno 1874 il soldato Bonnard.

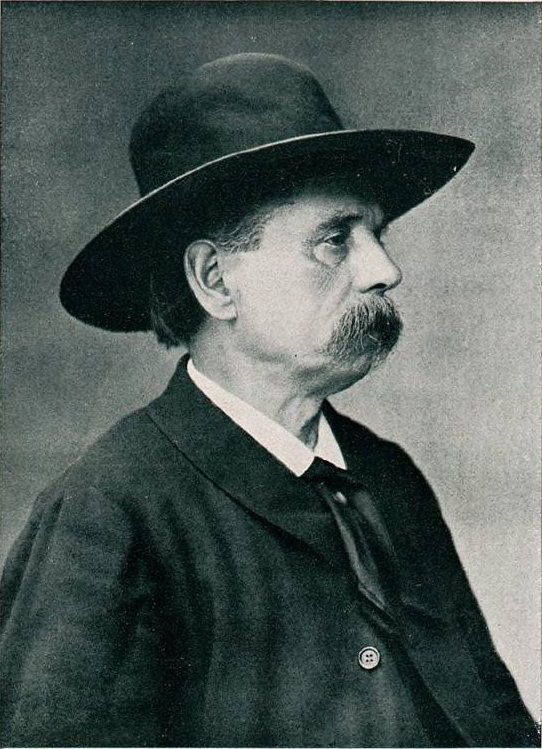
Jean-Baptiste Clément

Le condanne ai lavori forzati furono 410, alla deportazione 7.496, alla reclusione 4.731, all'esilio 322, e furono irrogate 211 pene minori. Dal 3 maggio 1872 cominciò il trasferimento in Nuova Caledonia dei deportati, che furono sistemati a Numea, nella penisola di Ducos e nell'isola dei Pini. Vi morirono Albert Grandier, Gustave Maroteau e Augustin Verdure, e quattro detenuti vi furono fucilati nel gennaio del 1874. Paschal Grousset, Francis Jourde e Henri Rochefort riuscirono a fuggire nel marzo del 1874, mentre l'anno dopo Paul Rastoul e altri 19 deportati morirono annegati in un tentativo di evasione.
Circa 5.000 comunardi si sottrassero all'arresto e alla condanna fuggendo all'estero. Tra i più noti, trovarono rifugio in Belgio Gustave Tridon, Jean-Baptiste Clément, Arthur Ranc, Benjamin Gastineau, che a Bruxelles scrisse il Voltaire en exile, Lissagaray, che vi scrisse le Huit journées de mai derrière les barricades, il primo abbozzo della sua Histoire de la Commune, Ernest Vaughan, che vi pubblicò il settimanale La Bombe, e sarà il responsabile de L'Intransigeant e il fondatore de L'Aurore. Ma la maggioranza era formata da operai «che hanno impiantato a Bruxelles un'infinità di piccole industrie per i cui prodotti eravamo prima tributari di Parigi», scrisse un giornale belga.
La maggioranza dei comunardi espatriò in Svizzera. Il governo di Versailles, che pretendeva l'estradizione dei rifugiati politici, vi fece arrestare Eugène Razoua: «nell'imbecillità della repressione, lo si accusava di aver rubato una valigia e un paio di stivali». Fu liberato a seguito del movimento di protesta subito sorto a Ginevra e da allora nessun comunardo fu più disturbato. Vi furono fondati La Solidarité, il circolo dei proscritti francesi, la cooperativa La Marmite sociale, i giornali Le Réveil international di Jules Guesde, La Révolution sociale di Aristide Claris, il mensile La Revue socialiste di Gustave Lefrançais. Élisée Reclus scrisse in Svizzera la sua Géographie universelle e Courbet vi dipinse gli ultimi quadri, qualcuno lavorò al traforo del San Gottardo ma molti, come Arnould, soffrirono la fame.
Anche l'Inghilterra accolse numerosi proscritti. Vi furono fondati i circoli della Società dei rifugiati e della Comune rivoluzionaria. Camélinat, Langevin, Theisz lavorarono come operai, il disegnatore satirico Pilotell nelle riviste di moda. Entrarono a far parte del Consiglio generale dell'Internazionale Theisz, Vaillant, Bastelica e Longuet, che a Londra conobbe e sposò la figlia maggiore di Marx, Jenny.

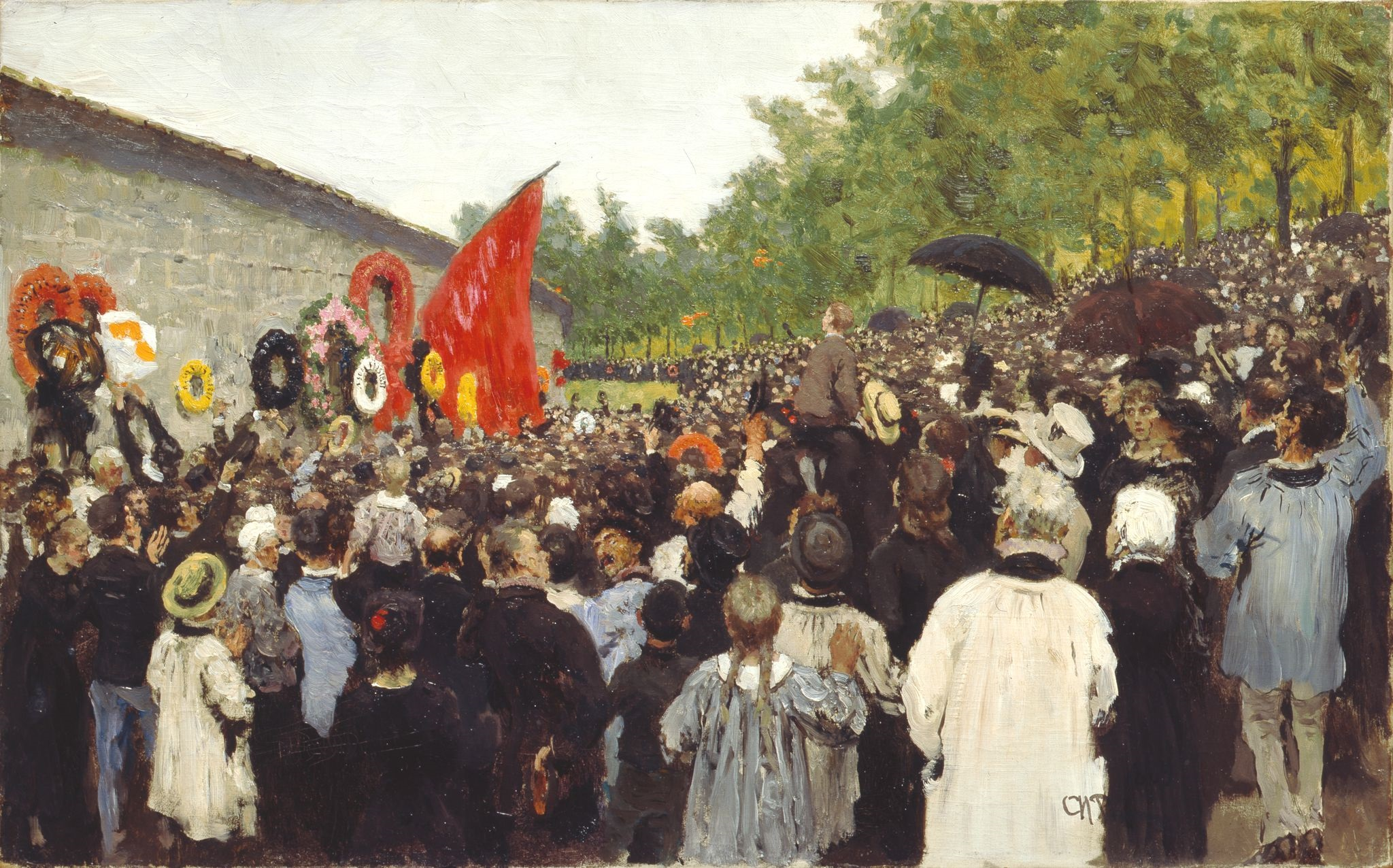
Il'ja Efimovič Repin: Commemorazione della Comune di Parigi.

Dopo aver soppresso, il 25 agosto 1871, la Guardia nazionale, l'Assemblea Nazionale francese proseguì la sua opera di repressione emanando il 14 marzo 1872 la legge Dufaure, che qualificava di «attentato alla pace pubblica» qualunque associazione «e soprattutto l'Associazione internazionale dei lavoratori», che si proponga «la sospensione del lavoro, l'abolizione del diritto di proprietà, della famiglia, della patria, della religione o del libero esercizio dei culti», vietandone la costituzione. Il 24 luglio 1873 fu decretata la costruzione a Montmartre di una basilica in «espiazione dei crimini della Comune».
Due processi tenuti nel 1873 a Lisieux e a Tolosa condannarono i tentativi di ricostituzione della sezione francese dell'Internazionale, vennero soppresse l'Unione sindacale operaia di Parigi e l'Unione operai metallurgici di Lione, lo stato d'assedio a Parigi venne mantenuto fino al 4 aprile 1876, anno nel quale viene respinta a larga maggioranza la prima proposta di amnistia per i comunardi. Un congresso operaio internazionale voluto da Jules Guesde fu vietato e i suoi 38 organizzatori condannati il 24 ottobre 1878.
Tuttavia il clima politico stava mutando. Morto ormai Thiers e dimissionato Mac-Mahon, dal 1879 la Francia ha un'Assemblea Nazionale a maggioranza repubblicana. Il 3 marzo 1879 fu approvata un'amnistia parziale, in ottobre poté tenersi a Marsiglia il congresso che porterà alla costituzione del Partito Operaio Francese, il 3 aprile 1880 fu pubblicamente commemorato Gustave Flourens, il 23 maggio una grande manifestazione davanti al muro dei Federati del cimitero di Père-Lachaise ricordò la Comune e l'11 luglio l'Assemblea Nazionale promulgò l'amnistia per tutti i comunardi.

## Giudizi sulla Comune

### Giudizi dei contemporanei

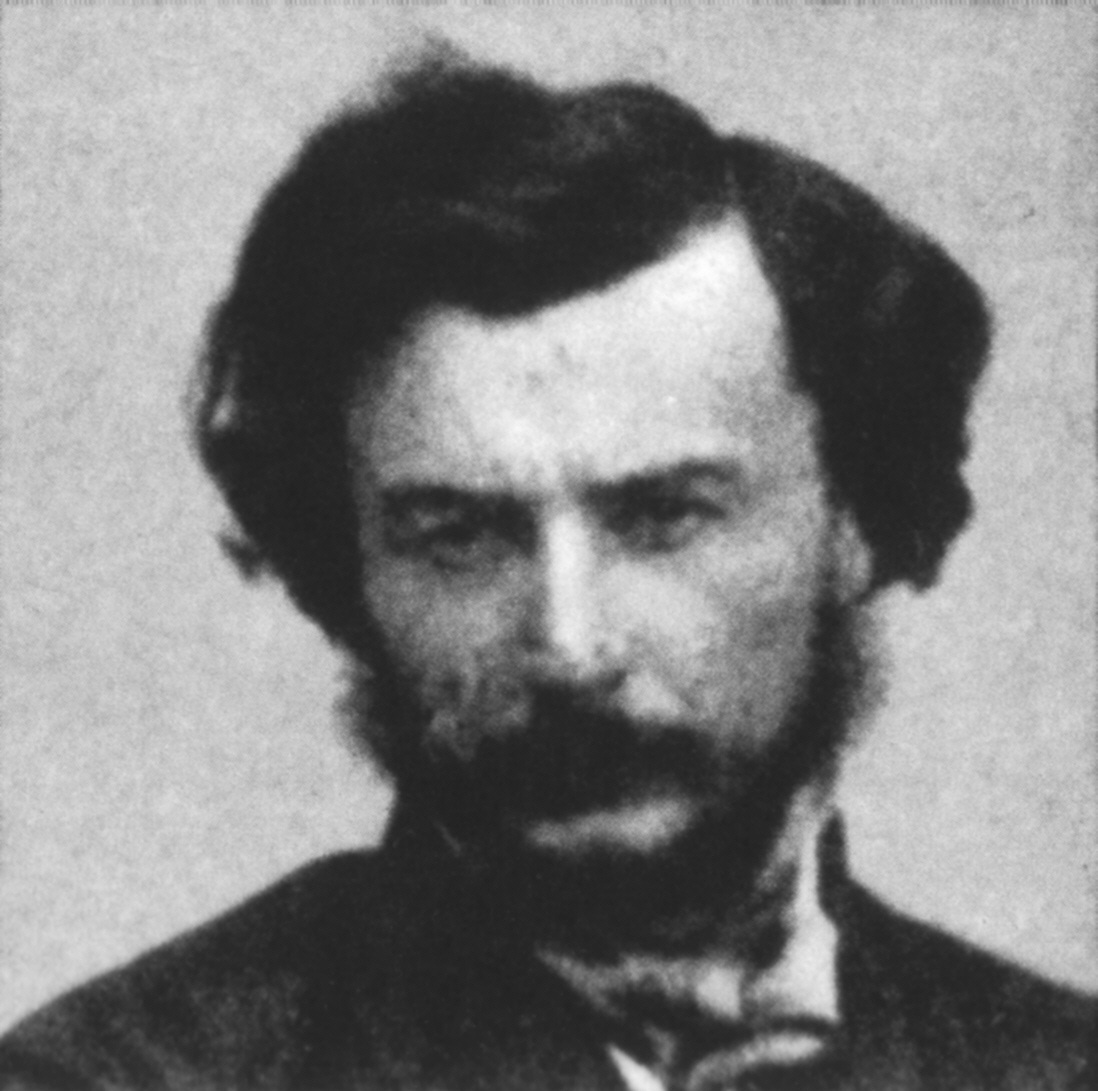
Maxime du Camp.

Tutta la letteratura conservatrice e liberale del tempo, da Maxime Du Camp ad Arsène Houssaye, da Maurice Montégut a Paul de Saint-Victor, da Élémir Bourges a Théophile Gautier e a Edgar Rodriguès, rappresenta i comunardi come una massa di assassini, banditi, scellerati, incendiari, pazzi, alcolizzati, depravati, oziosi. Non sfugge a questa visione neanche la recente Nouvelle histoire de Paris di Stéphane Rials. Si aggiungono le tesi dell'intrigo prussiano, di cui i comunardi sarebbero stati agenti, quella del complotto internazionalista - sanzionate ufficialmente dalla legge Dufaure - e le accuse alla massoneria.
Le istituzioni democratiche vennero prese di mira. Gustave Flaubert, commentando nell'aprile del 1871 l'esperienza in corso della Comune, scriveva a George Sand di considerarla «l'ultima manifestazione del medioevo». Dichiarando di odiare la democrazia che è, secondo lui, «la negazione del diritto», si augurava per la Francia «un governo di mandarini [...] un'aristocrazia legittima», dal momento che «il popolo è un eterno minorenne». E se la prendeva con l'istruzione: «Il sogno della democrazia è di elevare il proletario al livello di stupidità del borghese», così che «l'istruzione pubblica non farà che aumentare il numero degli imbecilli [...] l'istruzione primaria ci ha dato la Comune». Quanto al suffragio universale, esso « è più stupido del diritto divino».
Sono opinioni largamente condivise dalla grande maggioranza degli intellettuali francesi del tempo, con le eccezioni di Victor Hugo, Paul Verlaine e Arthur Rimbaud. Per Edmond de Goncourt «la società muore col suffragio universale. È lo strumento fatale della sua prossima rovina. Con esso, l'ignoranza della vile moltitudine governa», ed Ernest Renan sostiene la necessità di affidare a un'aristocrazia rigenerata un legittimo potere politico e sociale, poiché «la democrazia è la negazione della disciplina». Secondo Fustel de Coulanges il popolo non deve partecipare al governo, ed anche Hippolyte Taine, dopo aver giudicato i capi della Comune «dei fanatici, degli stranieri cosmopoliti, dei furfanti», ritiene essenziale «che le classi illuminate e ricche guidino gli ignoranti e coloro che vivono alla giornata».

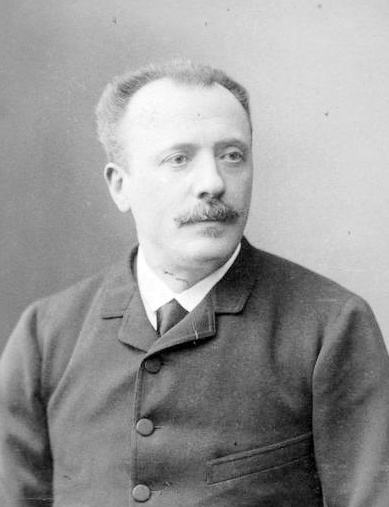
Albert de Mun.

Con la Comune, nota Goncourt, avviene «la conquista della Francia da parte dell'operaio, e l'asservimento, sotto il suo dispotismo, del nobile, del borghese, del contadino. Il governo lascia le mani di coloro che possiedono per andare nelle mani di coloro che non possiedono», e per lo scrittore Ernest Feydeau, l'autore dei Souvenirs d'une cocodette, gli operai «si sono messi in testa che tutto gli era dovuto, che a loro apparteneva la terra e che la sapevano lunga, pur avendo ciascuno imparato solo il suo mestiere, per sostituirsi vantaggiosamente a tutti i governi dei popoli civili». Bisogna perciò fare «a brandelli, senza respiro e pietà, tutti i furfanti che pretendono, come i socialisti di ogni colore, di voler fare il bene del genere umano». Anche Alexandre Dumas figlio si augura che «vengano sterminati una buona volta le canaglie e gli imbecilli», perché, secondo lui, i problemi sociali si risolverebbero facilmente: basterebbe «che coloro che lavorano facciano lavorare quelli che non lavorano, oppure li sterminino senza pietà ».
Anche sul fronte cattolico la condanna della Comune fu netta. Per papa Pio IX, i comunardi sono «uomini sfuggiti dall'inferno», e il deputato della destra Anatole de Melun, votando per le preghiere pubbliche e per la costruzione, a Parigi, della basilica del Sacro Cuore, sostiene che la Comune è la conseguenza di «aver dimenticato Dio per troppo tempo». Per il legittimista cattolico Albert de Mun, che ha combattuto la Comune con le armi, vi è però una responsabilità delle classi dirigenti che non hanno dato «al popolo una regola morale» e non hanno attenuato «con uno sforzo di giustizia i gemiti delle sue sofferenze». Viene così fondata nel 1872 l'Opera dei circoli cattolici operai, corporazioni operaie organizzate nella logica della collaborazione tra lavoro e capitale, nel cui manifesto si legge che «se la società ha avuto il diritto di difendersi con le armi in pugno [...] coloro che appartengono alle classi privilegiate hanno dei doveri da assolvere verso gli operai, loro fratelli».
Il 9 settembre 1870 Marx aveva redatto a nome dell'Internazionale il Secondo indirizzo del Consiglio generale sulla guerra franco-prussiana, nel quale si invitava la classe operaia francese a non tentare di rovesciare il governo: «nella crisi presente, mentre il nemico batte quasi alle porte di Parigi, sarebbe una disperata follia». Pur sapendo che il nuovo governo era nelle mani degli orléanisti, gli operai francesi non dovevano «lasciarsi sviare dalle memorie nazionali del 1792 [...] ma costruire il futuro», lavorando alla «loro organizzazione di classe».

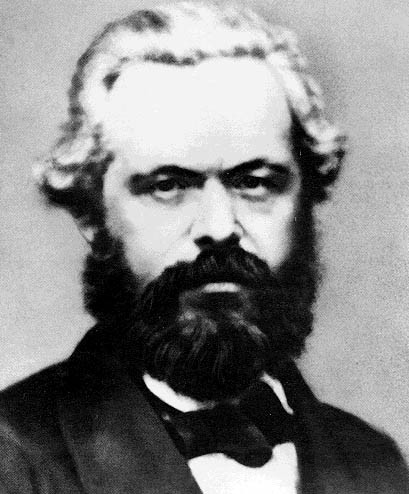
Karl Marx.

Quando Parigi insorse proclamando la Comune, scrivendo all'amico Kugelmann il 12 aprile 1871 Marx esaltò l'eroismo dei «compagni parigini», il cui tentativo consisteva essenzialmente «non nel trasferire da una mano all'altra la macchina militare e burocratica [...] ma nello spezzarla, e tale è la condizione preliminare di ogni reale rivoluzione popolare». Le condizioni in cui stava avvenendo la rivoluzione erano estremamente sfavorevoli, ma erano state «le canaglie borghesi di Versailles» a porre ai parigini «l'alternativa di accettare la battaglia o soccombere senza battaglia. La demoralizzazione della classe operaia in quest'ultimo caso sarebbe stata una sciagura molto più grave della perdita di un qualsiasi numero di capi».
Sull'interpretazione della Comune Marx tornò con La guerra civile in Francia, finita di scrivere il 30 maggio 1871. La Comune è la prima realizzazione storica di quella «Repubblica sociale» in nome della quale nel febbraio del 1848 il proletariato di Parigi era insorto. Poiché «la classe operaia non può mettere semplicemente la mano sulla macchina dello Stato bella e pronta, e metterla in movimento per i propri fini», essa dovette costruire un nuovo potere politico, e la Comune ne fu la forma positiva. Fu soppresso l'esercito permanente e sostituito con il popolo in armi, spogliata la polizia delle sue attribuzioni politiche, resa gratuita la scuola e liberata dall'ingerenza della Chiesa, resi elettivi i magistrati, eliminati i dignitari dello Stato, retribuiti con salari operai i funzionari pubblici e gli stessi membri della Comune, questa non fu «un organismo parlamentare, ma di lavoro, esecutivo e legislativo». Cessato di esistere il potere dello Stato tradizionale, accentratore e burocratico, trasmesse le sue funzioni agli organismi di base, la Comune «fu essenzialmente un governo della classe operaia, il prodotto della lotta di classe dei produttori contro la classe appropriatrice [...] nella quale si poteva compiere l'emancipazione economica del lavoro».
Bakunin sottolineò l'unità d'intenti socialisti mostrata dai delegati del Consiglio, e il loro progetto di riorganizzare l'assetto istituzionale in senso federalista, che l'altro anarchico James Guillaume considera la principale caratteristica della rivoluzione parigina: «Non c'è più uno Stato, non c'è più un potere centrale superiore ai gruppi che impongano la loro autorità; c'è solo la forza collettiva risultante dalla federazione» e poiché non esiste più lo Stato centralizzato e «i comuni godono della pienezza della loro indipendenza, c'è la vera anarchia».

### Giudizi successivi

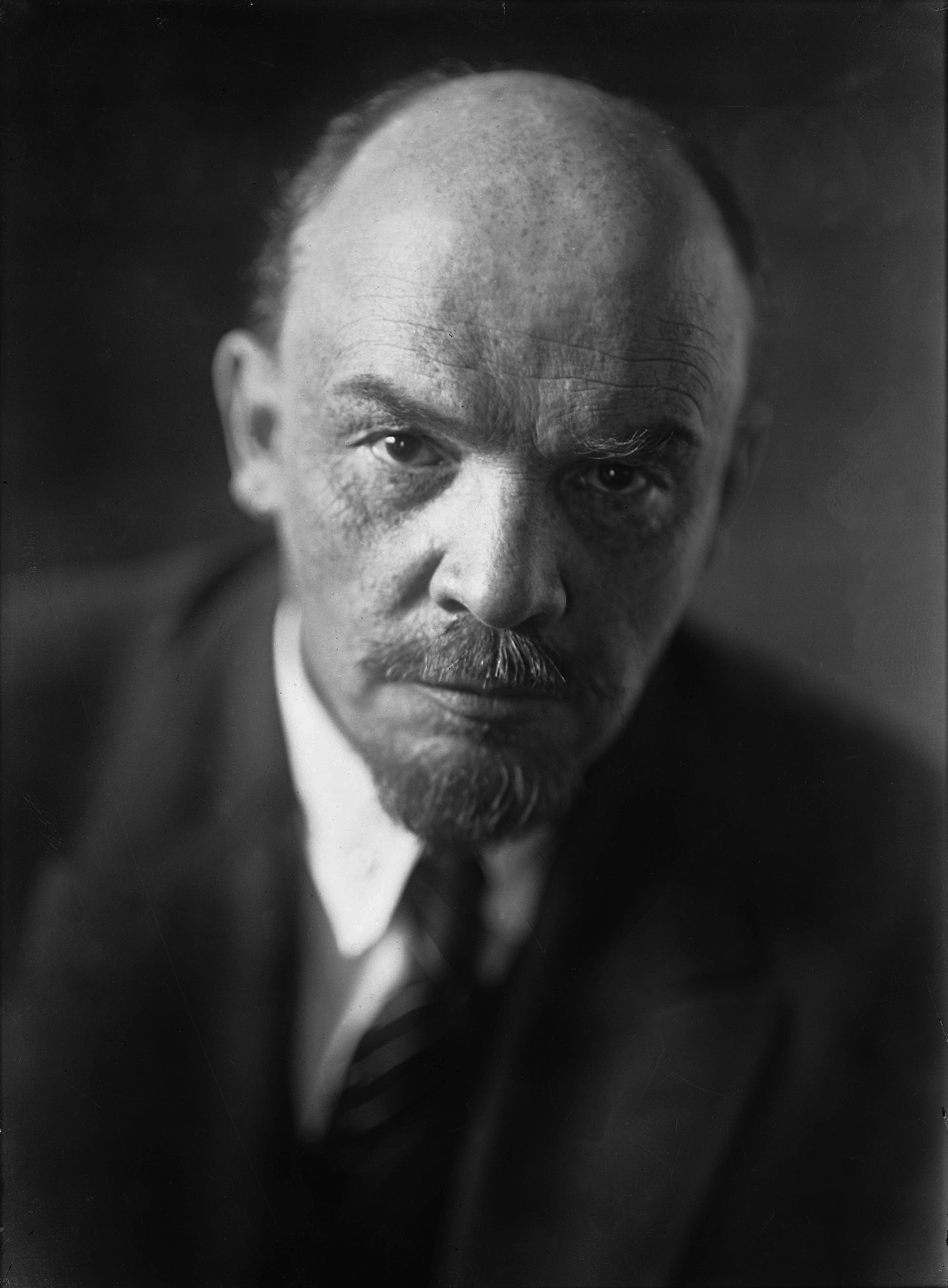
Lenin.

Lenin, nel 1905, scrisse che «il compito reale che la Comune dovette adempiere fu quello di realizzare la dittatura democratica e non quella socialista», cercando in primo luogo di realizzare quello che per un partito socialista è il «programma minimo». Tali compiti furono assolti democratizzando il regime sociale, sopprimendo la burocrazia, istituendo l'elettività dei funzionari. Due errori compromisero la sua iniziale vittoria: non procedette all'«espropriazione degli espropriatori» e non sterminò i suoi nemici, non conducendo una tempestiva offensiva contro Versailles. Grande è però la sua importanza storica: «risvegliò il movimento socialista in tutta Europa, mostrò la forza della guerra civile, dissipò le illusioni patriottiche e [...] insegnò al proletariato europeo a stabilire concretamente gli obiettivi della rivoluzione socialista».
Nel 1911, quarantennale della Comune, Lenin tornò a riflettere sulla rivoluzione del 18 marzo. La Comune nacque spontaneamente, favorita da cause concomitanti quali la guerra perduta, le sofferenze dell'assedio, la disoccupazione operaia, la rovina della piccola borghesia, l'indignazione contro un governo inetto e un'Assemblea Nazionale reazionaria. Inizialmente sostenuta da un movimento patriottico che sperava ancora in una guerra vittoriosa, dai piccoli commercianti, dai repubblicani timorosi di un ritorno della monarchia, il peso maggiore fu sostenuto dagli operai e dagli artigiani parigini, che si trovarono soli quando i repubblicani borghesi e i piccoli borghesi se ne staccarono, «spaventati dal carattere proletario, rivoluzionario e socialista del movimento». La necessità di difendersi dall'attacco militare di Versailles concesse poco tempo alle iniziative in campo sociale, ma sufficienti a dimostrare che la Comune e la bandiera rossa sventolante sul Palazzo comunale costituivano «un pericolo mortale per il vecchio mondo fondato sull'asservimento e sullo sfruttamento».
Quando iniziò la Rivoluzione russa di febbraio, dalla Svizzera Lenin raccomandò ai bolscevichi di seguire la strada indicata dalla Comune, organizzando e armando «tutti gli strati più poveri e sfruttati della popolazione» affinché fossero questi stessi a prendere nelle loro mani gli organi del potere statale e a formare nuove istituzioni. Si trattava, come aveva già scritto Marx, di «spezzare» la macchina statale presente, per «sostituirla con una nuova, fondendo la polizia, l'esercito e la burocrazia con l'intero popolo in armi». Secondo Lenin, la Comune di Parigi dimostrò «il carattere storicamente convenzionale e il valore limitato del parlamentarismo e della democrazia borghese». La Comune non fu un'istituzione parlamentare, perché non vi esistevano distinzioni tra il potere legislativo e il potere esecutivo.
Per lo storico liberale Laronze, invece, la Comune fu «un parlamento borghese a tendenza radicale», non fu socialista e «nemmeno rivoluzionaria», tesi condivisa dall'americano Mason. Per Bourgin, il movimento comunalista, sorto spontaneamente per difendere la Repubblica, per opporsi alla pace con la Germania e per sostenere l'autonomia municipale, si vestì di «un'ideologia socialista e di un anti-borghesismo più o meno netto», e tale ideologia spinse la maggior parte dei comunardi «ad accettare l'ultimo sacrificio».
Per Jacques Rougerie i federati, in gran parte operai e artigiani, condividevano con i sanculotti le tendenze anarchiche, il gusto del governo diretto e dell'autonomia degli arrondissement, lo spirito patriottico e repubblicano, l'anticlericalismo aggressivo, l'ostilità verso i proprietari e i gendarmi. Il loro socialismo, fondato sull'idea di associazione, risaliva alla Rivoluzione del 1848, e morì con loro. Come aveva scritto Engels nel 1891, «la Comune fu la tomba della scuola socialista proudhoniana».

## La Comune nell'arte

### Letteratura

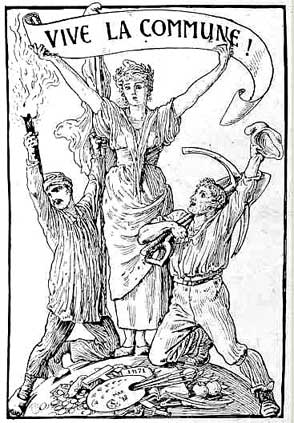
Walter Crane: Vive la Commune!

- Chant de guerre parisien, Les mains de Jeanne-Marie, L'Orgie parisienne ou Paris se repeuple (1871), poesie di Arthur Rimbaud
- L'Année terrible (1872), raccolta di poesie di Victor Hugo
- Les Contes du lundi (1873), raccolta di novelle di Alphonse Daudet
- Jacques Damour (1884), racconto di Émile Zola
- L'Insurgé (1886), romanzo di Jules Vallès
- Bas les cœurs (1889), romanzo di Georges Darien
- La Débâcle (1892), romanzo di Émile Zola
- Le Roman de Rossel (1998), romanzo di Christian Liger
- Le Canon Fraternité (1970), romanzo di Jean-Pierre Chabrol
- L'Ordre et le désordre (1971), romanzo di Claude Spaak
- Les boulets rouges de la Commune (1993), romanzo di Georges Coulonges
- Le Cri du Peuple (1998),[239] romanzo di Jean Vautrin
- L'Imitation du bonheur (2007), romanzo di Jean Rouaud
- Il cimitero di Praga (2010), romanzo di Umberto Eco
- Il senso della bellezza (2023), romanzo di Davide Mauro

### Teatro
- L'ami de l'ordre (1898), dramma in un atto di Georges Darien
- Nederlaget (1937), del norvegese Nordahl Grieg
- Le Printemps 71 (1961) di Arthur Adamov
- Die Tage der Commune (1962) di Bertolt Brecht

### Cinema
Sono stati pochissimi i film dedicati alla Comune. I sovietici Grigorij Kozincev e Leonid Trauberg sceneggiarono e diressero nel 1929 La nuova Babilonia (Новый Вавилон), con musica di Šostakovič. È la vicenda di Jean, un contadino arruolato nell'esercito di Versailles, e della commessa Louise, comunarda. Sono innamorati, ma si trovano in campi politici opposti. La morte di Luise e le stragi commesse dall'esercito di Thiers muteranno radicalmente le idee di Jean.
Del 2005 è il lungo (5 ore e mezza) La Commune (Paris, 1871), girato a Montmartre nel 1999 e diretto da Peter Watkins. Come in molti dei suoi altri film, usa persone comuni al posto degli attori, per creare un effetto documentaristico.

### Musica
Il compositore italiano Luigi Nono ha scritto un'opera, Al gran sole carico d'amore, basata sulla Comune di Parigi. Altri artisti hanno scritto canzoni riguardanti la Comune, come Paolo Pietrangeli in La comune non morrà (nell'album Karlmarxstrasse), o Marco Rovelli in La comunarda.
In Francia sono numerose le canzoni ispirate dall'esperienza della Comune. Tra le altre, La Communarde di Jean-Baptiste Clément, La semaine sanglante, di Clément e Dupont, L'insurgé, di Pottier e De Geyter. Quella più conosciuta e subito riconoscibile resta però Le temps des cerises, di Clément e Renard, interpretata praticamente da tutti, compresi, negli ultimi anni, Noir Désir e Zebda. In occasione del centenario, nel 1971, il cantautore Jean Ferrat ha composto una canzone intitolata semplicemente La Commune.

### Anime
Isabelle de Paris è un anime storico in 13 puntate, prodotto nel 1979 dalla Dax International, che racconta, in maniera piuttosto romanzata, le ultime fasi della guerra franco-prussiana e quelle della Comune, a cui aderiscono tra gli altri, la protagonista stessa e i suoi familiari.